# Église de la Sainte-Trinité de Saint-Sauveur
L'église de la Sainte-Trinité est une église catholique paroissiale située à Saint-Sauveur (Oise), en France. Elle remplace une église médiévale dédiée à Saint-Michel, vétuste déjà quand les troupes de Hugues de Cézanne battent les Anglais près de Verberie le jour de la Sainte-Trinité de 1359. Le capitaine fait alors le vœu de bâtir une nouvelle église placée sous ce vocable, mais le projet n'est finalement mis en exécution qu'à partir de la fin du XVe siècle au plus tôt. C'est ce qu'indique clairement le style gothique flamboyant de l'église, et les influences de la Renaissance perceptibles dans le transept et les bas-côtés de la nef. Le gros-œuvre est probablement terminé en 1543, date qui se lit sur les remarquables vestiges de vitraux conservés dans le chœur. Le voûtement ne prend fin qu'en 1559, mais l'église reste à vrai dire inachevée, car les deux premières travées de la nef n'ont jamais été voûtées, et sont dépourvues de bas-côtés au sud. Hormis ce défaut et un manque d'élégance du clocher et de la façade, l'église de la Sainte-Trinité est une construction soignée, notamment à l'intérieur, qui fait preuve de recherche stylistique. L'extérieur est sobre, mais d'une belle régularité. L'église a été inscrite aux monuments historiques par arrêté du 27 janvier 1948. Elle est aujourd'hui affiliée à la paroisse de la vallée de l'Automne, dont le principal lieu de culte est l'église Saint-Pierre de Verberie, et des messes dominicales anticipées sont célébrées à Saint-Sauveur deux fois par mois.

## Localisation
L'église de la Sainte-Trinité est située en France, en région Hauts-de-France et dans le département de l'Oise, au sud de Compiègne, dans la basse-vallée de l'Automne, sur la commune de Saint-Sauveur, au centre du village, rue Aristide-Briand. La façade occidentale est précédée d'un parvis, qui tient en même temps lieu de parking. Deux voies passent au nord et au sud de l'église et desservent le cimetière, qui se situe à l'est. Immédiatement à l'est du chevet, l'on trouve une pelouse, et au milieu de celle-ci, le monument aux morts de la commune. L'église est ainsi dégagé d'autres bâtiments de tous les côtés, bien visible, et bien mise en valeur.

## Histoire

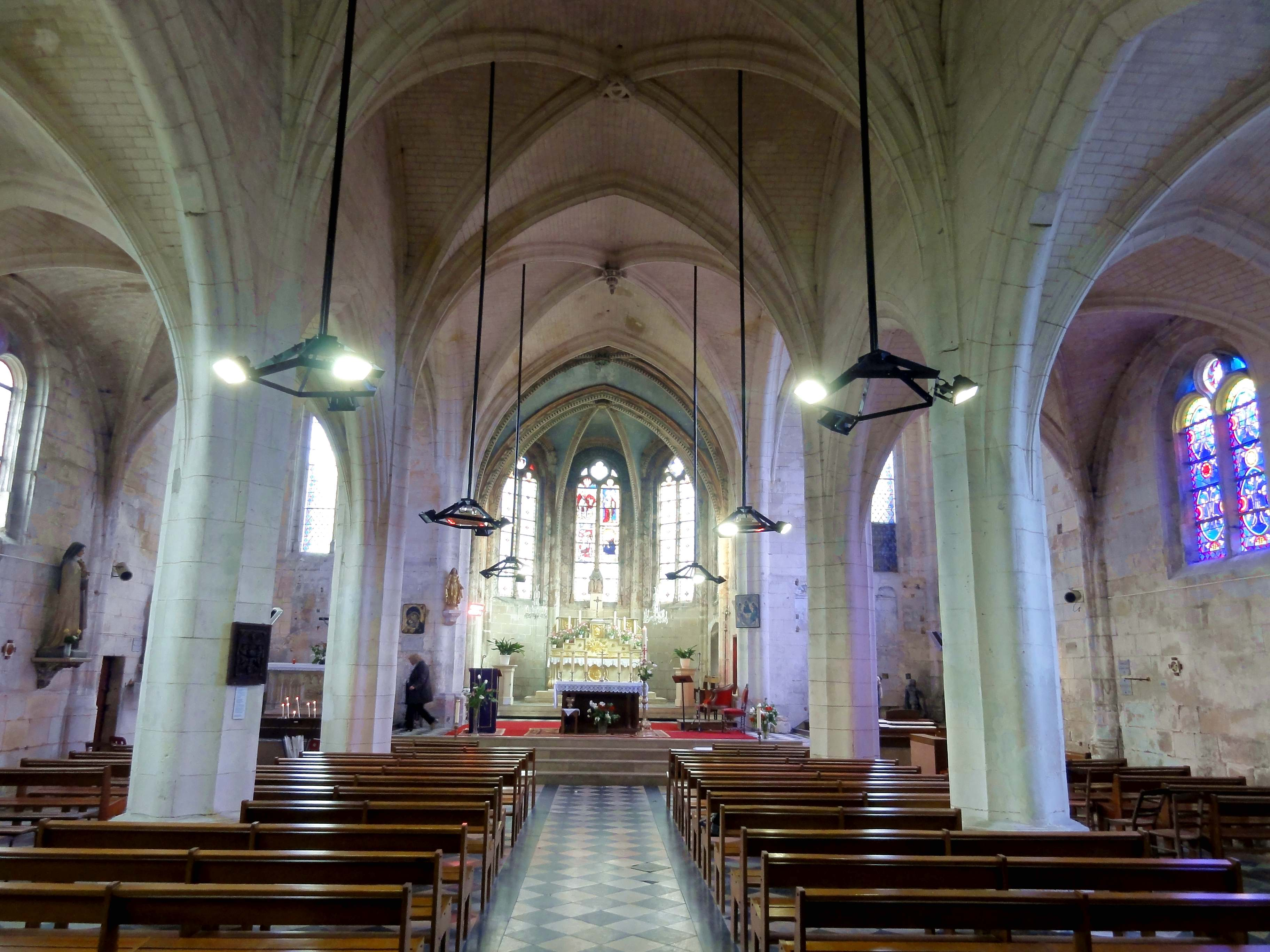
Nef, vue vers l'est.

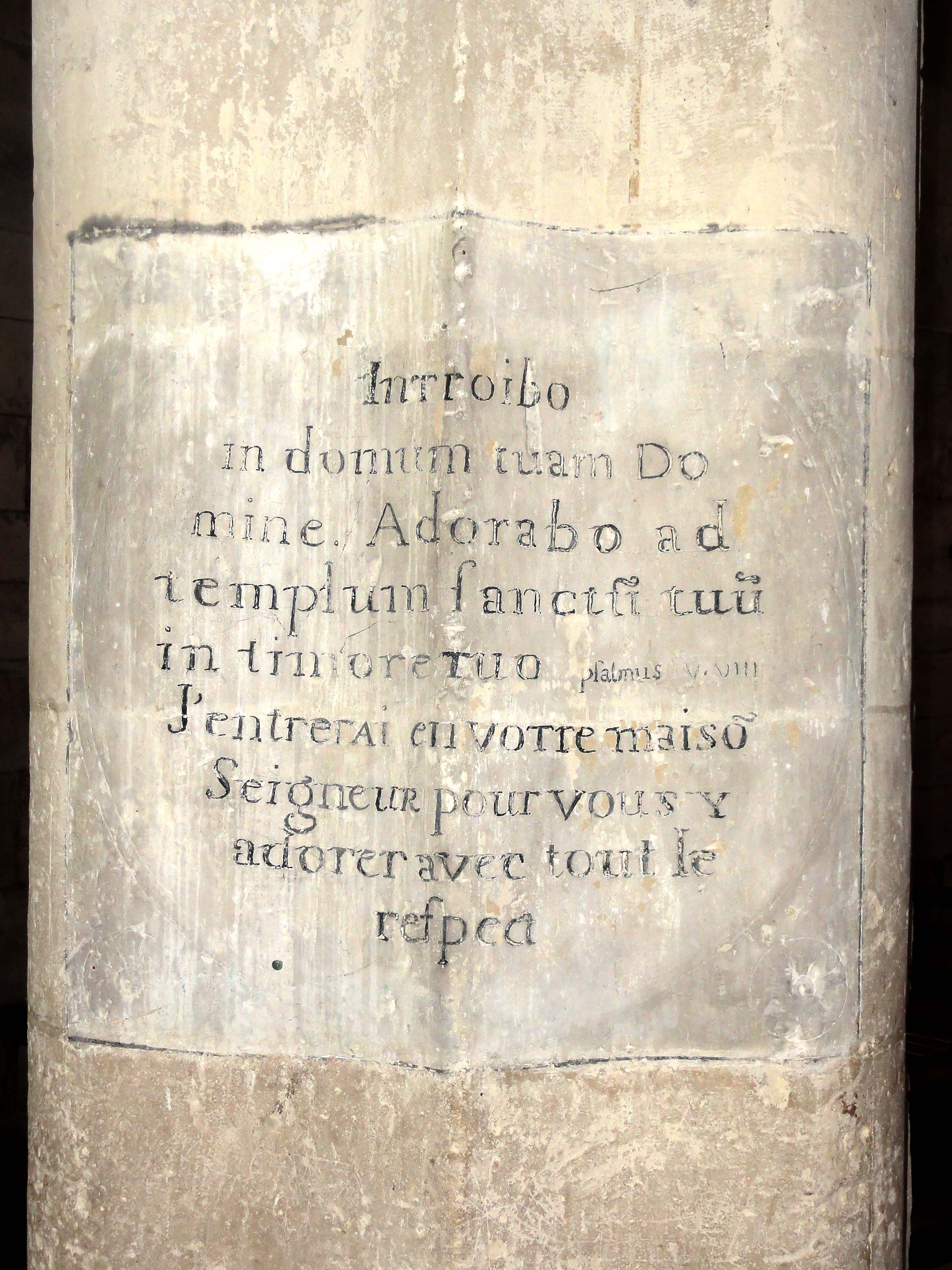
Inscription : « Introibo in domum tuam Domine. Adorabo ad templum sanctum tuum in timore tuo ».

Jusqu'en 1359, le village s'appelle Giromesnil ou Géroménil, et son église est dédiée à Saint-Michel. D'après Louis Graves, le nom du village viendrait de Girard, évêque de Soissons au XIe siècle, qui possédait la majeure partie des terres. Sous la guerre de Cent Ans, en 1359, le capitaine de Béthisy-Saint-Pierre, Hugues de Cézanne, bat les Anglais près de la ville voisine de Verberie, au lieu-dit désormais le Champ Dolent. La victoire ayant lieu le jour de la Sainte-Trinité, il fait le vœu de reconstruire l'église, alors très délabrée, et de la dédier au Saint-Sauveur, c'est-à-dire, à Jésus-Christ en personne. Aucun document témoigne de la construction de l'église, mais l'analyse de son architecture, qui est de style gothique flamboyant tardif, donne à penser que les travaux ne commencent pas avant la fin du XVe siècle, voire après 1520. Deux dates sont connues avec certitude. L'année 1543 se lit sur un vitrail de la baie d'axe du chevet, et devrait correspondre à l'achèvement du gros-œuvre. Selon Philippe Bonnet-Laborderie et François Callais, la date de 1559 est inscrite sur une clé de voûte, ce qui indique que le voûtement n'a été entrepris qu'après coup (sauf apparemment pour le chœur). Le profil méplat des nervures des voûtes des bas-côtés parle dans le même sens, et les deux premières travées de la nef n'ont du reste jamais été voûtées. La nouvelle église est placée sous l'invocation de la Sainte-Trinité, ou du Dieu Sauveur, mais conserve saint Michel comme second patron. Le village prend le nom de Saint-Sauveur-Géroménil, et en 1794, le nom révolutionnaire de Sauveur-Géroménil lui est attribué,.
Sous l'Ancien Régime, Saint-Sauveur relève du doyenné de Béthisy-Saint-Pierre, de l'archidiaconé de la Rivière et du diocèse de Soissons. Le collateur de la cure est le prieur de Pierrefonds ; puis, avec la réunion du prieuré de Pierrefonds à la paroisse de Chantilly, en 1724, ce droit échoue à l'évêque diocésain,. Depuis la Révolution française, le diocèse de Soissons correspond au territoire du département de l'Aisne. L'ensemble des paroisses du département de l'Oise est regroupé dans le diocèse de Beauvais, avec une parenthèse pour les années 1801-1822, quand ce dernier est annexé au diocèse d'Amiens. En 1947, la paroisse de Saintines est réunie à celle de Saintines, et le curé réside à Saintines. L'église est inscrite aux monuments historiques par arrêté du 27 janvier 1948. Le dernier prêtre appelé à officier comme curé de Saintines et Saint-Sauveur est le père Philippe Pamart, né en 1931. Quand il est muté pour Vieux-Moulin en 1990, la cure reste vacante. Aucun ancien curé de Saintines n'est plus en vie ; le père Pamart meurt prématurément en 1997. D'abord l'église de Saintines est desservie par le curé de Béthisy-Saint-Pierre, qui est alors l'abbé Jacques Monfort. Puis en 1996, le manque de prêtres motive la définition de seulement quarante-cinq nouvelles paroisses à l'échelle du diocèse, et la paroisse de Béthisy est réunie à celle de Verberie. Cette très grande paroisse au titre de « paroisse de la vallée de l'Automne / paroisse Saint-Pierre » s'étend sur quatorze communes dont deux disposent de deux, voire trois églises (Néry et Fresnoy-la-Rivière). Le calendrier paroissial prévoit une messe dominicale un ou deux fois par mois, le samedi à 18 h 30, et une messe de semaine le lundi à 16 h 30, sauf pendant les congés scolaires.

## Description

### Aperçu général

Plan de l'église.

Orientée un peu irrégulièrement, avec une légère déviation de l'axe vers le sud-est du côté du chevet, l'église répond à un plan cruciforme et se compose d'une nef de quatre travées ; d'une clocher au nord de la première travée de la nef ; d'un bas-côté nord qui flanque les trois autres travées de la nef ; d'un bas-côté sud qui accompagne seulement la troisième et la quatrième travée ; d'un transept non débordant ; et d'un chœur de deux travées, soit une travée droite et une abside à cinq pans. La base du clocher est fermée par des murs, et accessible par une porte depuis la nef. Une sacristie se situe au sud du chœur. Une tourelle d'escalier flanque l'angle nord-ouest du croisillon nord. Les deux premières travées de la nef sont recouvertes d'une fausse voûte en berceau, et la première travée du bas-côté nord est muni d'un plafond plat. Tout le reste de l'église est voûté d'ogives. L'entrée se fait par le portail occidental de la nef, ou par une petite porte au sud de la première travée, qui aboutissent sur le même dégagement sous la tribune occidentale, qui occupe la plus grande partie de la première travée. Les toitures de la nef et du transept se terminent par trois pignons au nord, à l'ouest et au sud. Les bas-côtés sont munis de toits en appentis prenant appui contre les murs gouttereaux de la nef.

### Intérieur

#### Nef

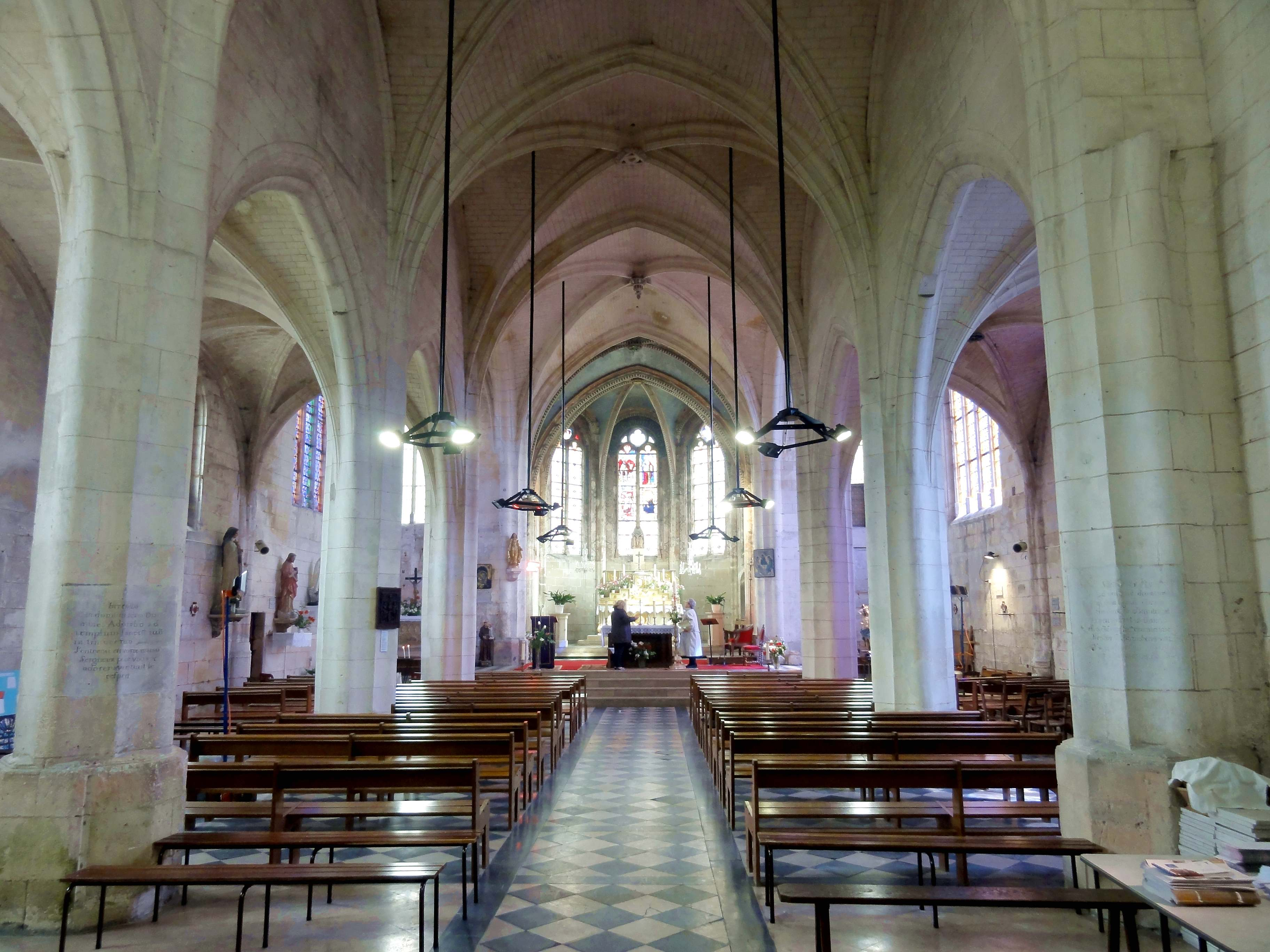
Nef, vue vers l'ouest.

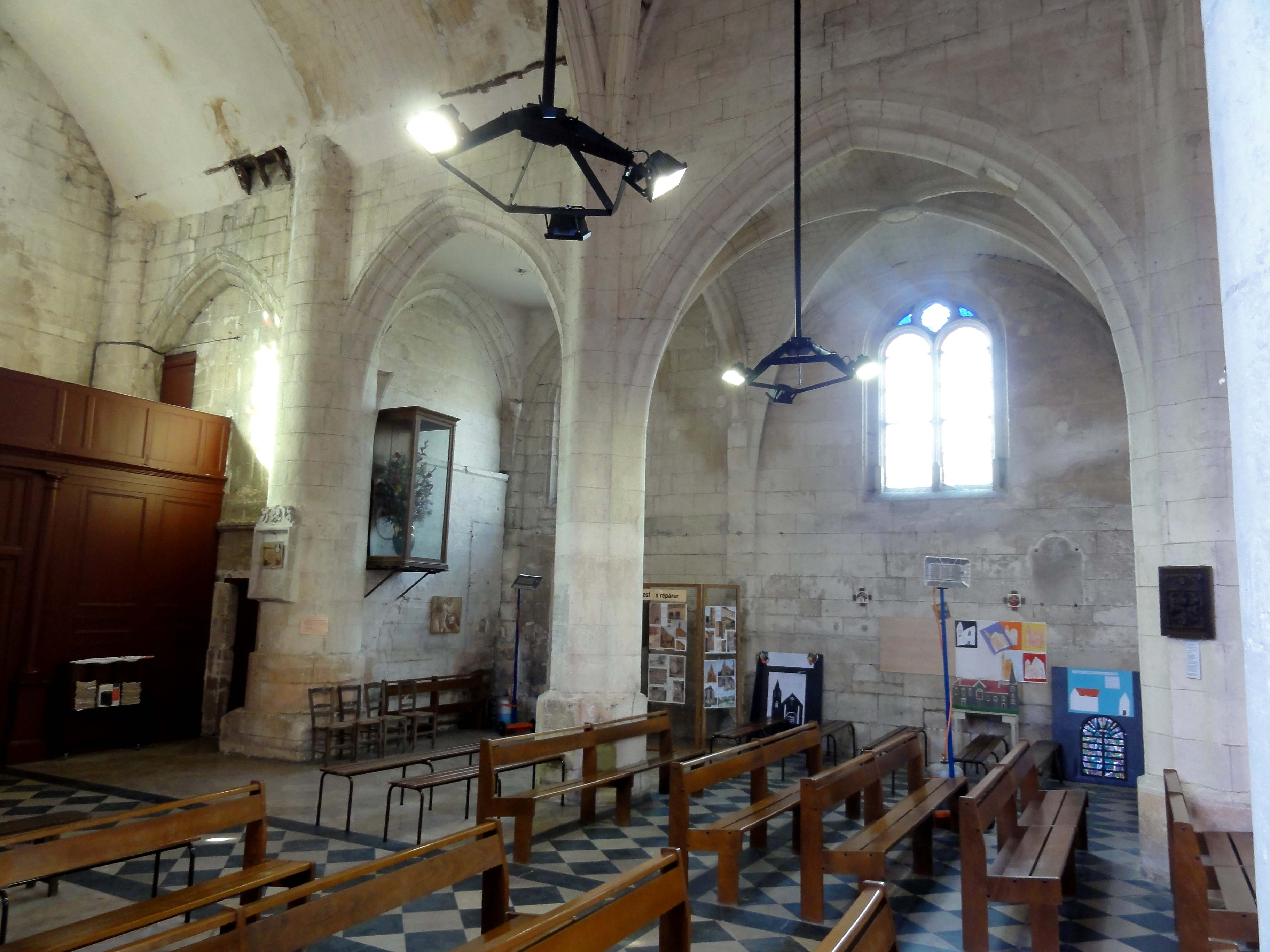
Grandes arcades du nord.

La nef comporte deux niveaux d'élévation, à savoir l'étage des grandes arcades et un étage de murs aveugles au-dessus des grandes arcades, qui représente environ un tiers de la hauteur totale sous le sommet des voûtes. Celle-ci est équivalente à environ une fois et demi la largeur, qui correspond donc à la hauteur des grandes arcades. L'absence de fenêtres hautes et un élancement assez relatif sont caractéristiques des églises flamboyantes en milieu rural dans la région. Les deux premières travées sont irrégulières, car fermées par un mur du côté sud, sans traces de grandes arcades, mais l'extrémité occidentale du bas-côté sud rend plausible l'existence ancienne d'un arc-doubleau. Le mur méridional de la nef est sans caractère, et ajouré de deux fenêtres en plein cintre, sans remplage. Il est certain que ce mur et ces fenêtres sont postérieures à la période flamboyante, mais il n'est plus possible de dire s'il s'agit d'un mur provisoire du milieu du XVIe siècle, ou si un bas-côté a existé au sud des deux premières travées de la nef à cette époque. L'amorce de ce qui devait devenir la deuxième grande arcade du sud existe. Louis Graves pense que les deux premières travées de la nef auraient été ajoutées après coup, ce qu'il conclut de l'absence de voûtement, mais dans ce cas, le clocher et la première travée du bas-côté nord seraient également plus récents que le reste. Rien ne l'indique, car les grandes arcades et les piliers y sont identiques à la troisième et la quatrième travée de la nef. Une grande arcade bouchée existe devant le clocher, et une autre à l'extrémité occidentale du bas-côté nord : la base du clocher communiquait donc primitivement avec la nef et le bas-côté nord, ou bien le clocher a été ajouté alors que le bas-côté était déjà terminé,.
Selon Louis Graves, « le vaisseau est élevé et de belle apparence à l'intérieur ». Il est caractérisé à la fois par les piliers ondulés, les grandes arcades, et le plafond ou les voûtes. Les piliers appartiennent à un type peu représenté dans la région, qui comporte quatre ondulations formées par deux doucines affrontées, alternant avec autant d'arêtes saillantes formées par la rencontre des doucines. Ce type de pilier existe à  Jambville, Lierville, Oinville-sur-Montcient, Sacy-le-Grand et Vaudancourt, ou avec huit renflements, à Remy. Les bases et les socles, d'une facture très simple, sont octogonaux. Les grandes arcades se fondent directement dans les piliers. Leur profil est directement dérivé de celui des piliers, et correspond à une face du pilier, avec en plus, une étroite gorge de chaque côté. L'on trouve des arcades semblables à Armancourt, Baron, Survilliers, Vauréal et Saint-Firmin, par exemple. Au-dessus des grandes arcades, le profil de la face frontale des piliers se continue sur les murs hauts de la nef, jusqu'à la retombée des hautes-voûtes. Celles-ci sont en arc brisé, et toutes leurs nervures sont pénétrantes. Elles adoptent un profil prismatique complexe, qui montre au milieu un étroit filet. Contrairement à un usage fréquent à l'époque, les voûtes ne sont pas agrémentées de liernes et tiercerons, mais possèdent des clés de voûte intéressantes. Celle de la troisième travée arbore la colombe de l'Esprit Saint sur un écusson entouré d'une guirlande. Celle de la quatrième travée affiche trois croissants enchevêtres, qui symbolisent certainement la Sainte-Trinité. Il reste à mentionner la fenêtre occidentale de la nef, qui montre un réseau flamboyant de deux lancettes à têtes trilobées, surmontées d'un soufflet atypique et de deux étroites mouchettes,.

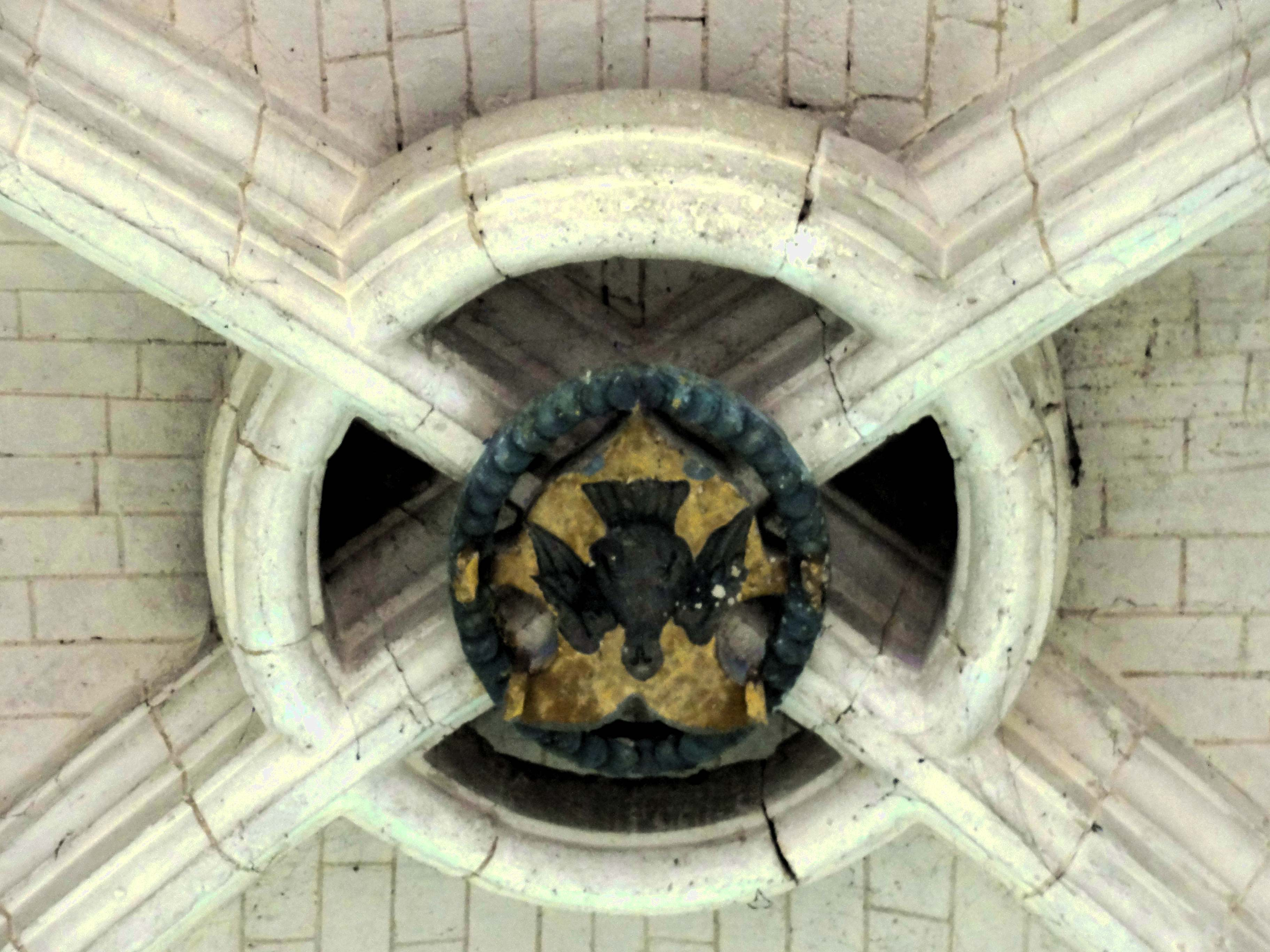
Clé de la 3e travée.
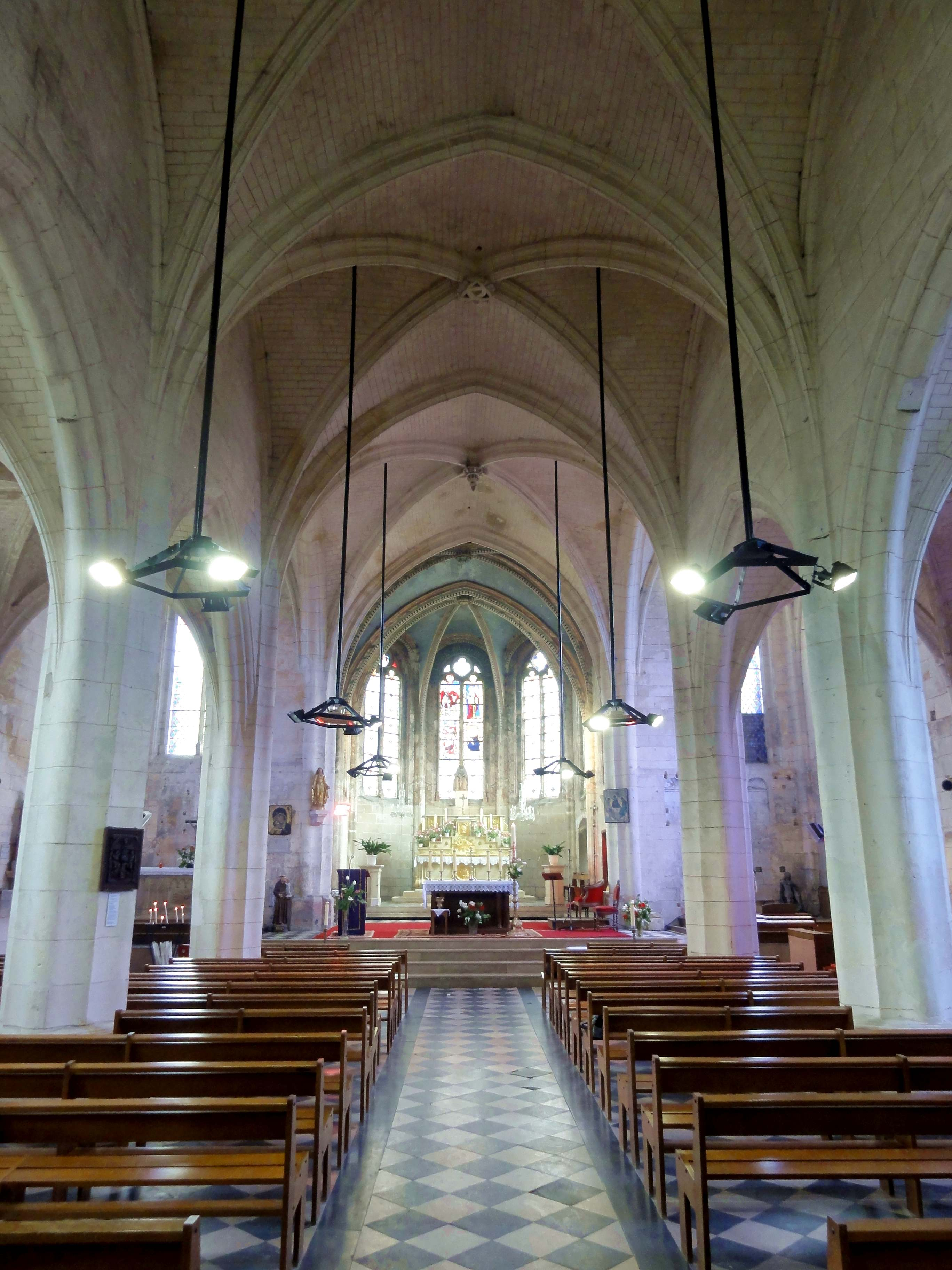
Vue vers l'est.
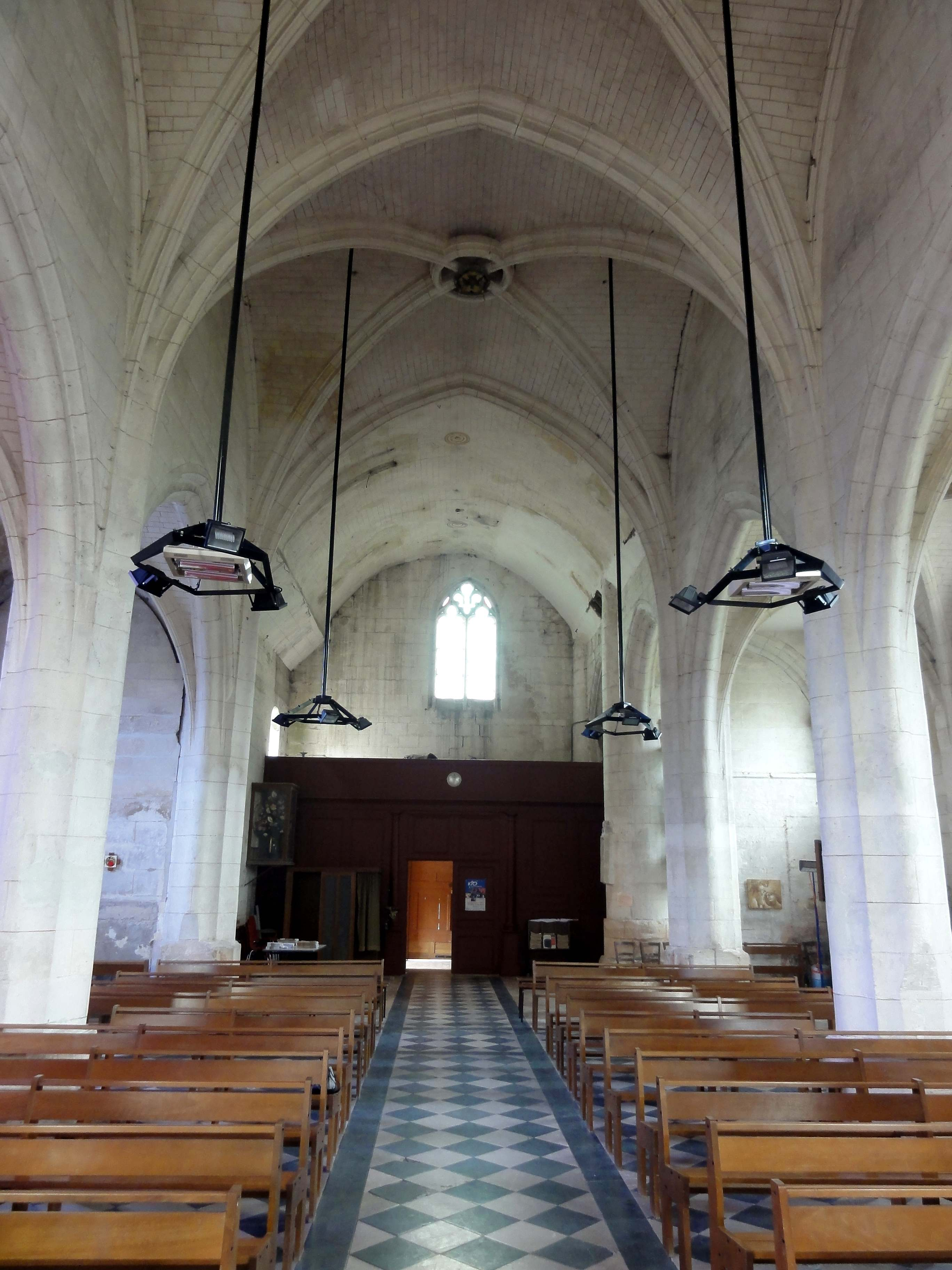
Vue vers l'ouest.
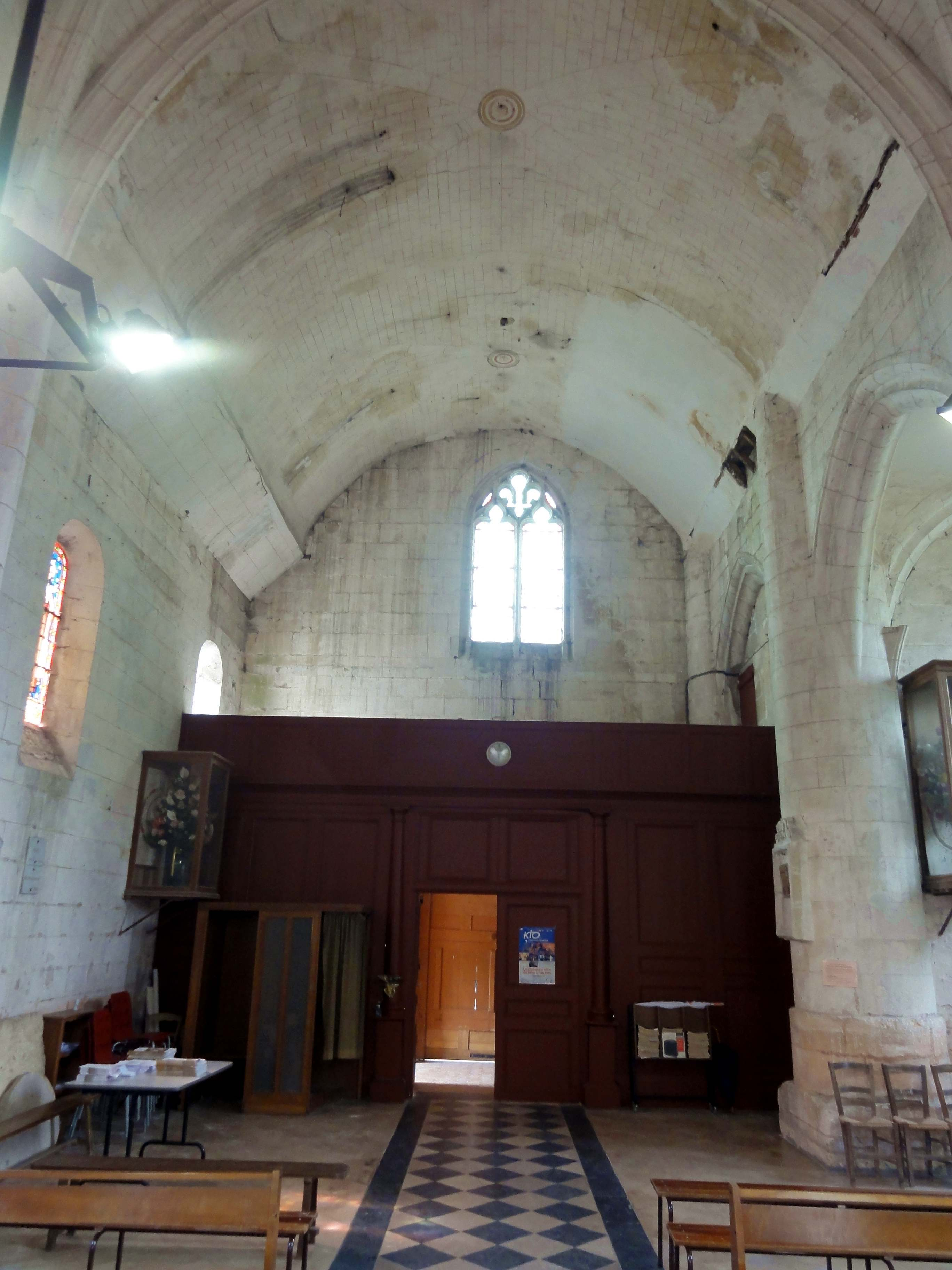
Vue vers l'ouest.
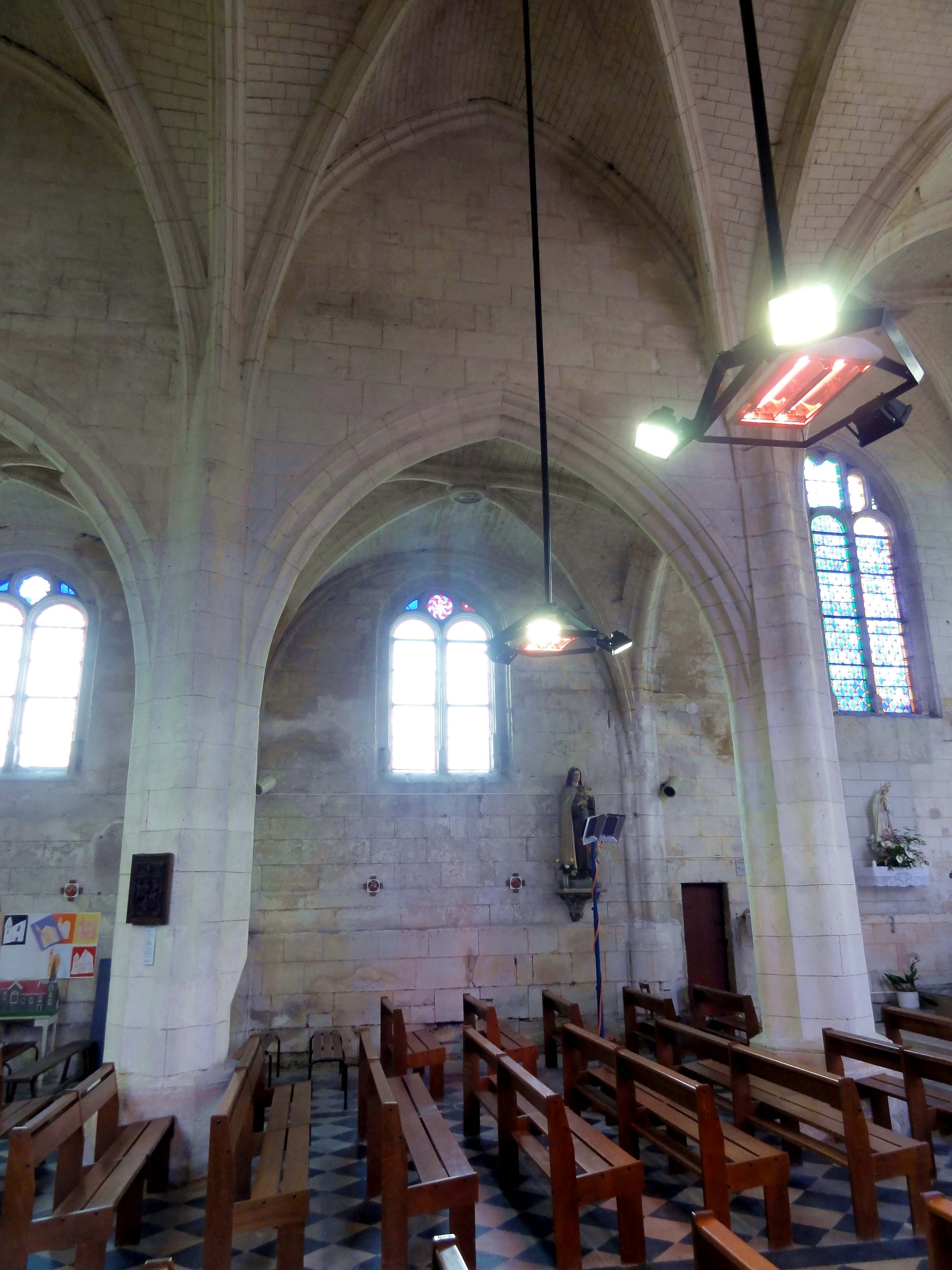
4e travée, côté nord.
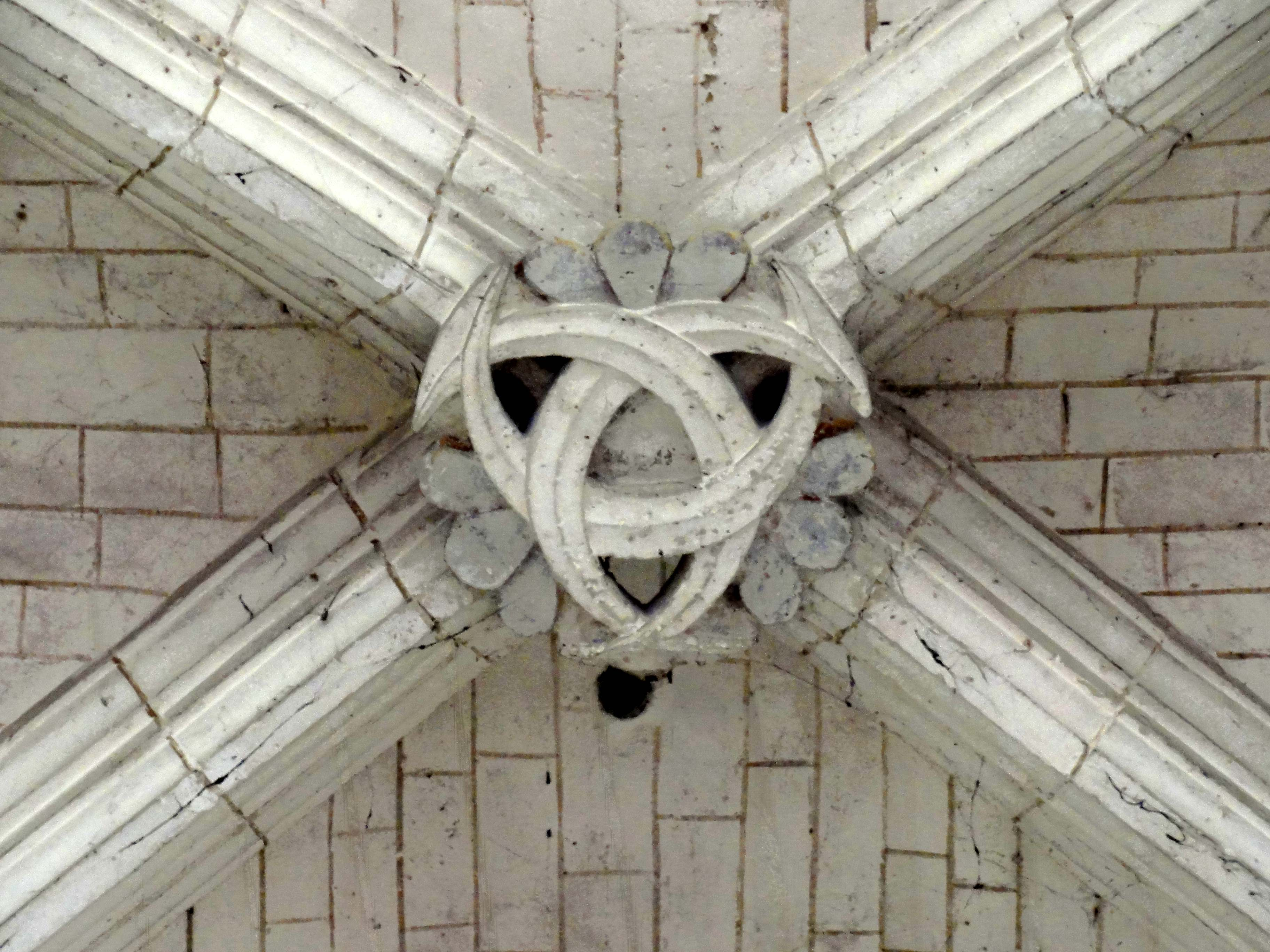
Clé de la 4e travée.

#### Bas-côtés

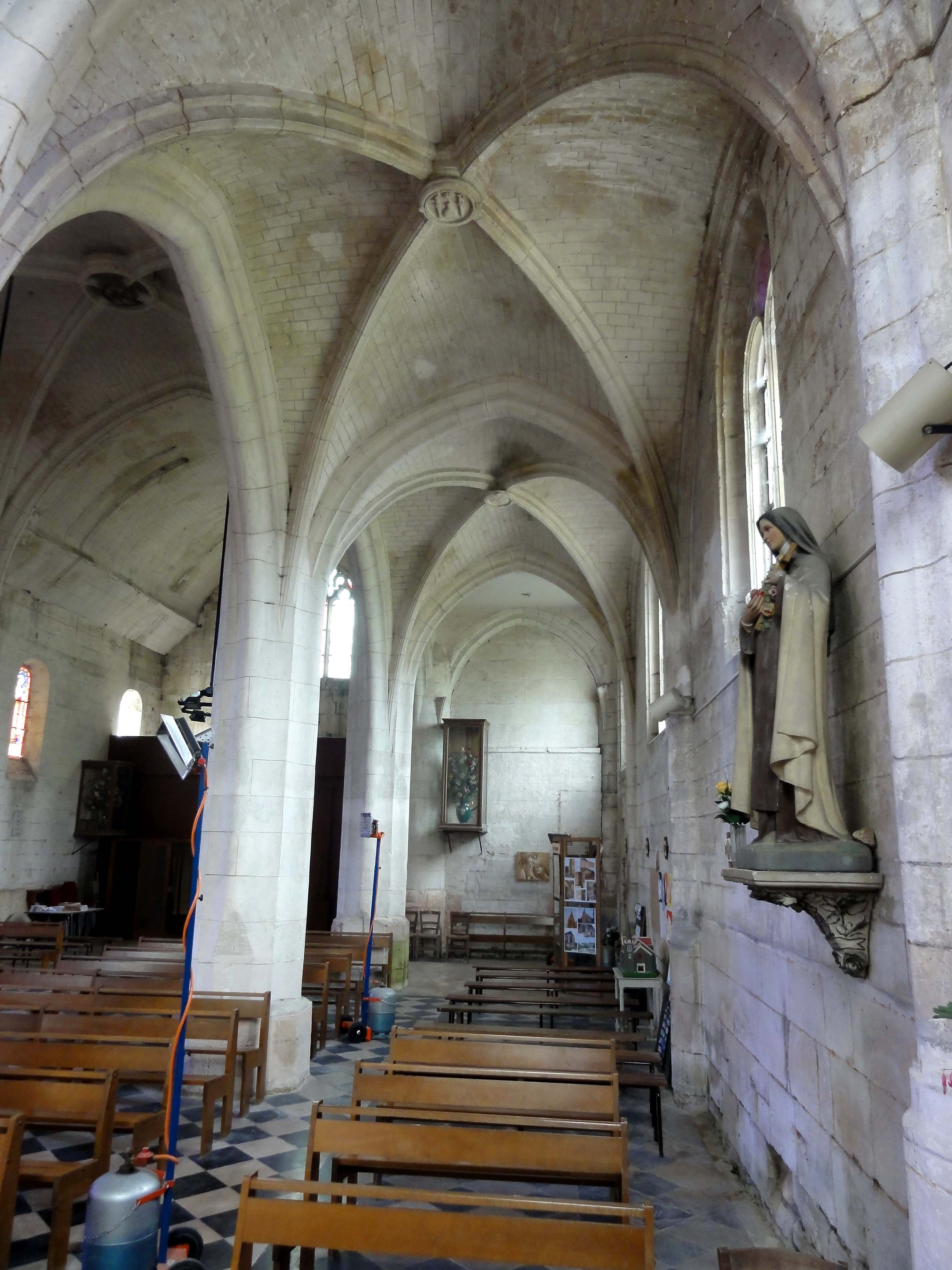
Bas-côté nord, vue vers l'ouest.

Les travées des bas-côtés sont presque deux fois plus profondes que larges. Elles se distinguent de la nef par un profil des ogives méplat : le filet sur la face frontal devient plus large, et la forme ne paraît pas aigüe. Des profils semblables sont caractéristiques de la Renaissance, et on les trouve par exemple à Mareil-en-France, Roissy-en-France et Théméricourt. De même, l'arc en plein cintre des fenêtres et leur remplage de deux formes en plein cintre surmontées d'un oculus entre deux écoinçons ajourés est également caractéristique de la Renaissance, et correspond à une époque plus tardive que la fenêtre occidentale de la nef. Hormis ces deux différences, les voûtes présentent d'autres particularités. Les doubleaux adoptent le profil d'une face des piliers ondulés, alors que dans la nef, ils sont calqués sur les ogives. Leur diamètre s'en trouve augmenté, ce qui permet de contrebuter les piliers, qui doivent résister à la poussée des voûtes de la nef. Les piliers engagés dans les murs rompent avec la cohérence assez remarquable constaté entre les piliers des grandes arcades, les arcades elles-mêmes, et les doubleaux des bas-côtés. Ce sont des piliers ondulés à trois renflements, d'un diamètre réduit, selon un type largement répandu dans la région. En principe, les ogives et formerets sont pénétrantes, mais dans l'angle sud-est de la dernière travée du bas-côté sud, ils sont reçus sur un cul-de-lampe sculpté d'une tête humaine. Cette disposition existe aussi près du doubleau à l'entrée du chœur, ou avec des têtes grimaçantes, dans les croisillons du transept. Quant aux clés de voûte, elles évitent la répétition. Dans le bas-côté sud, ce sont des fleurs à deux rangs de pétales. L'une est placée sur un disque, l'autre non. La sculpture est rehaussée par une polychromie architecturale qui fait appel au rouge-brun, au vert tenant vers le turquoise, et au bleu outremer. Ces teintes se retrouvent dans les peintures murales du chœur. Dans le bas-côté nord, la première clé de voûte est un médaillon ovale flanqué de quatre petites coquilles Saint-Jacques. Le motif principal a été buriné à la Révolution. Le médaillon de la seconde clé est rond, et flanqué de seulement deux coquilles. Le motif principal sont le bourdon de pèlerin (deux fois), une gourde et une coquille Saint-Jacques : ici, l'allusion au pèlerinage de Saint-Jacques-de-Compostelle est sans équivoque.

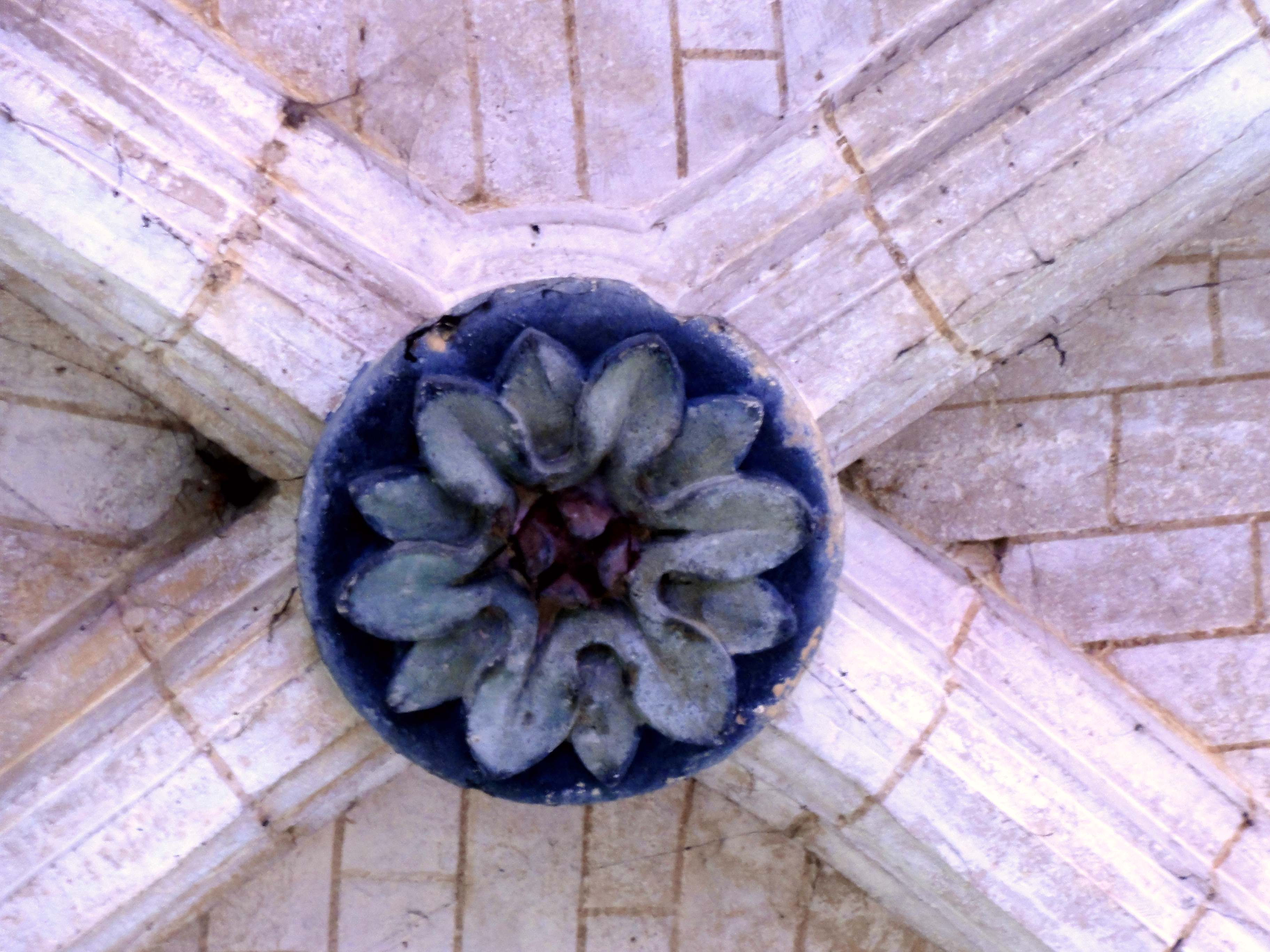
Bas-côté sud, clé de voûte de la 2e travée.
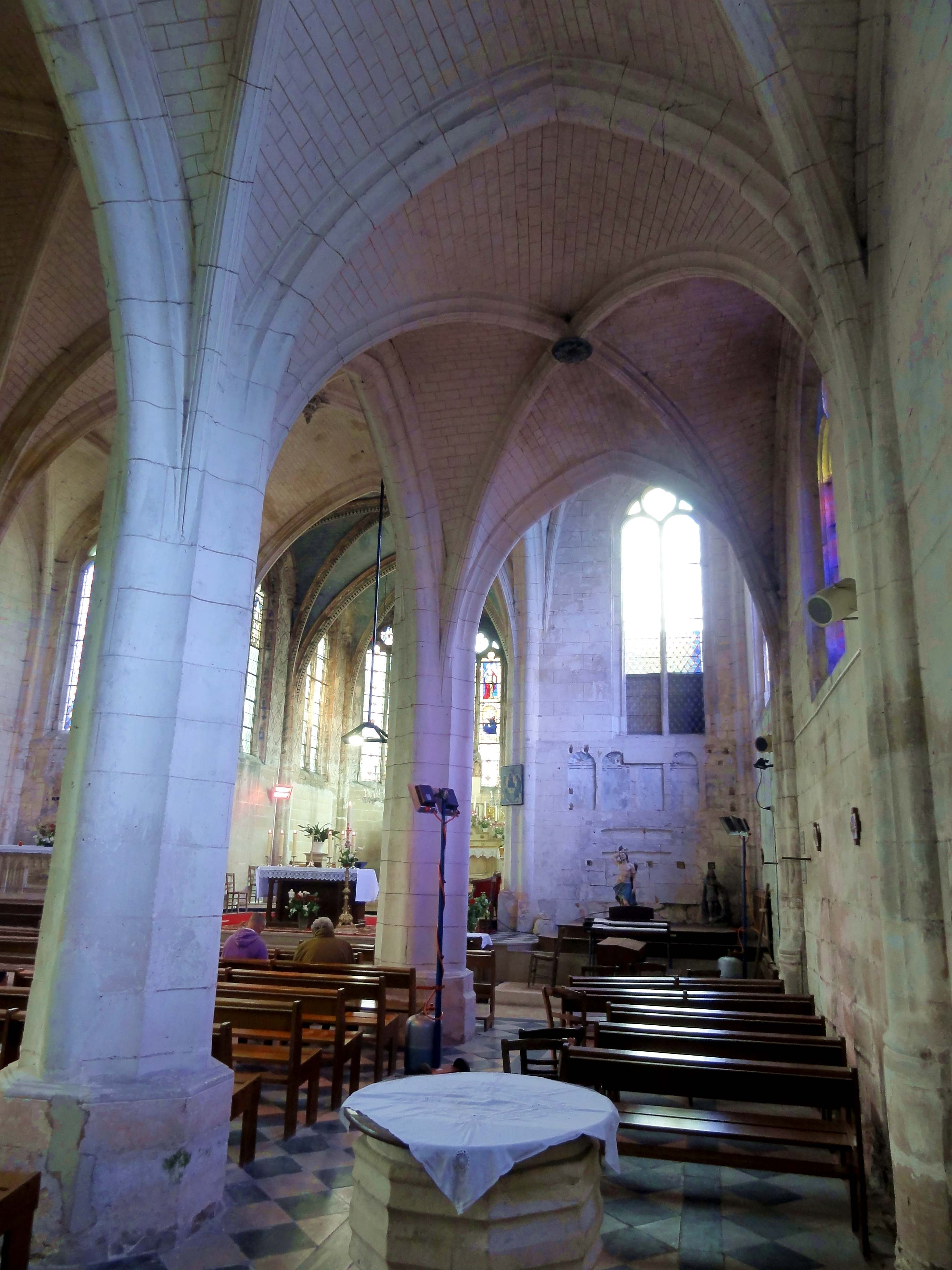
Bas-côté sud, vue vers l'est.
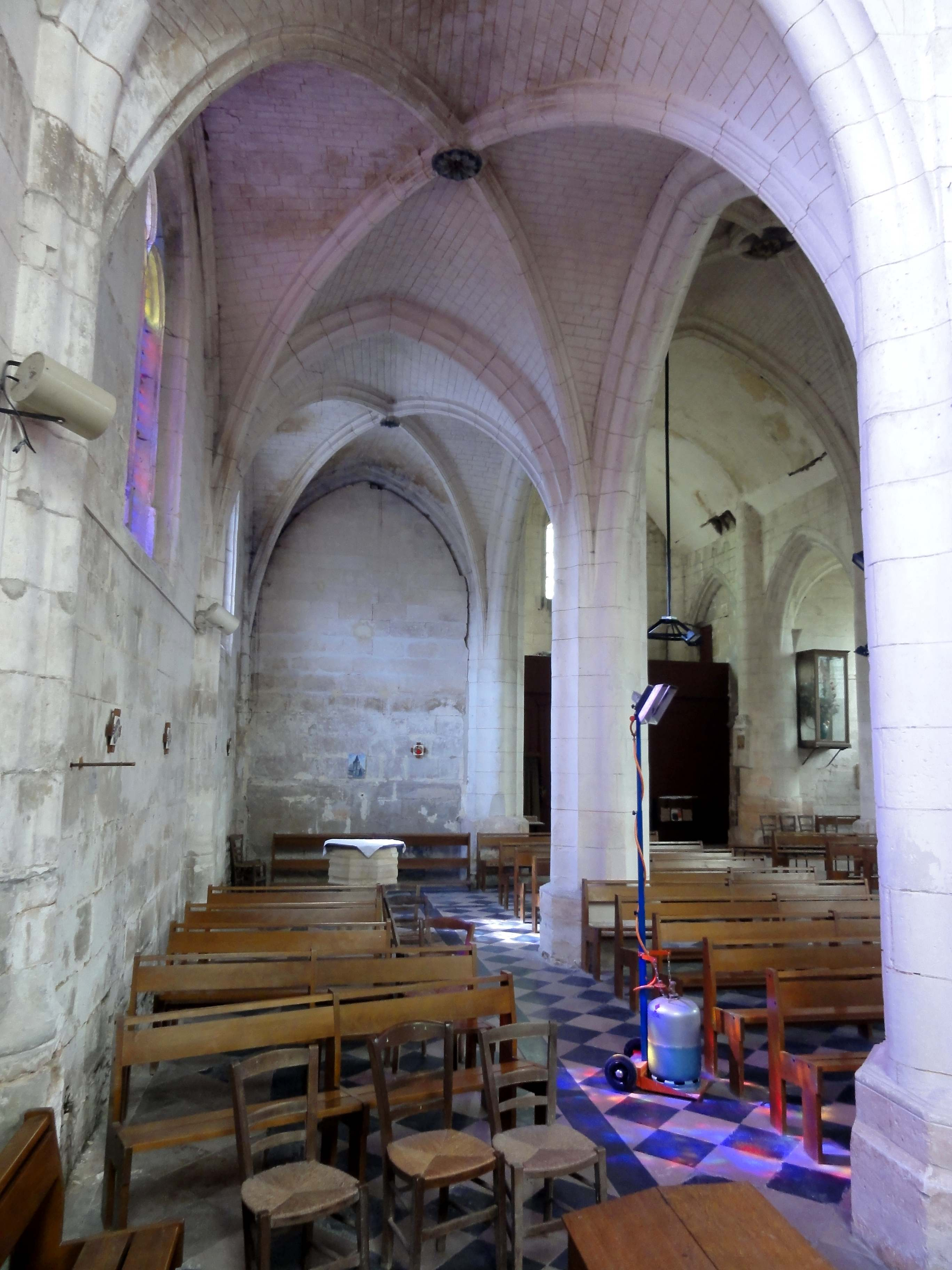
Bas-côté sud, vue vers l'ouest.
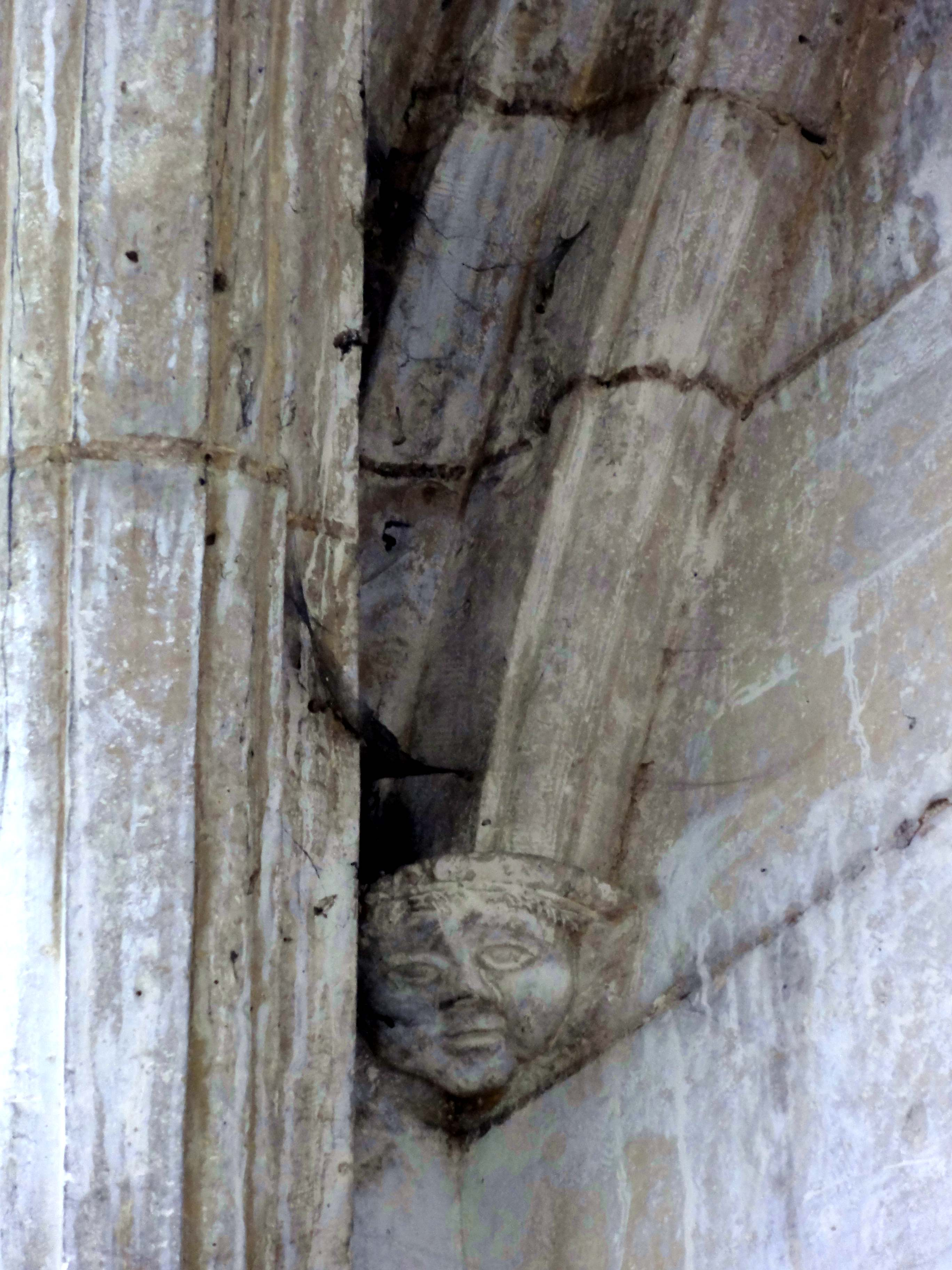
Bas-côté sud, cul-de-lampe.
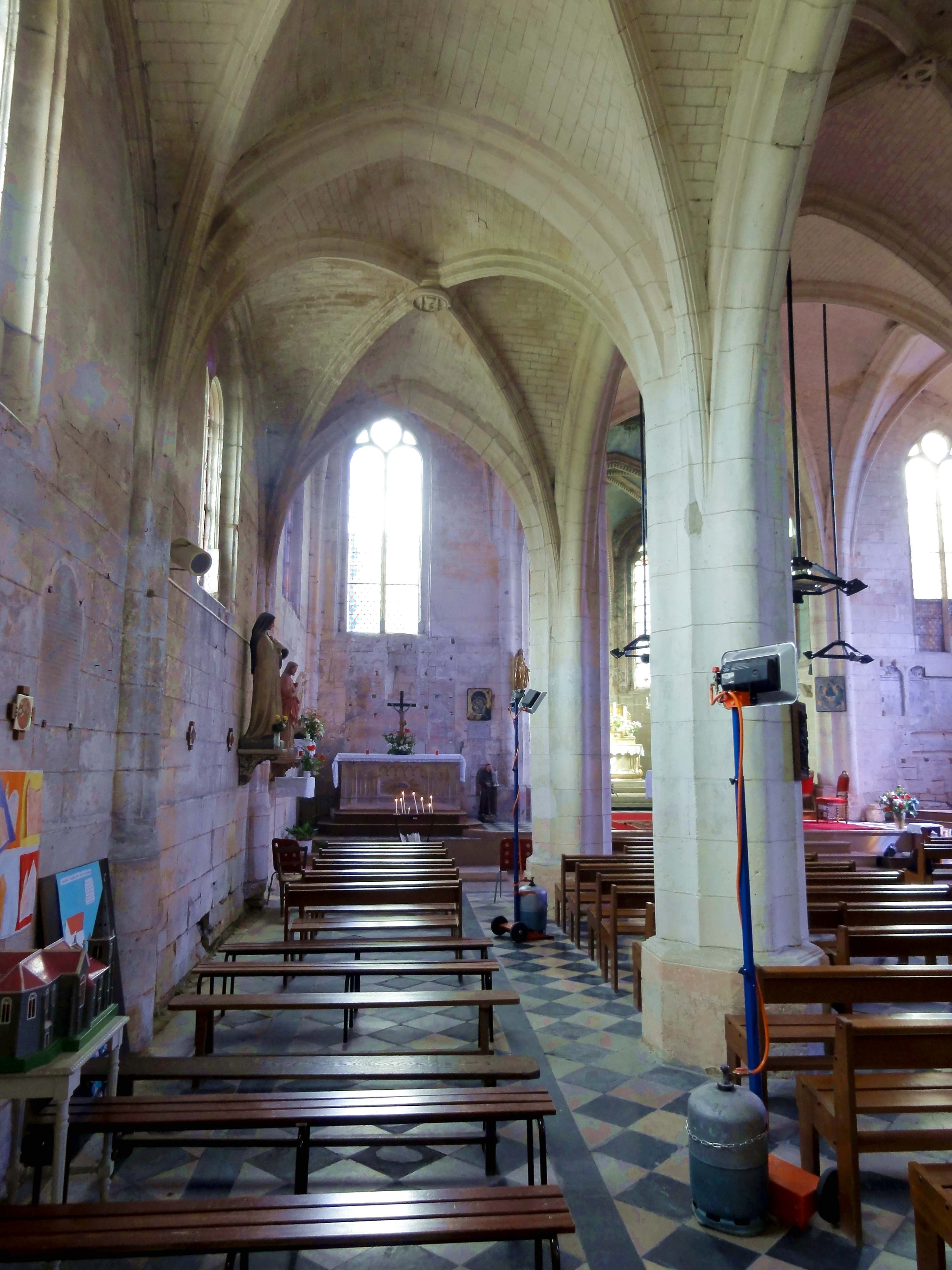
Bas-côté nord, vue vers l'est.
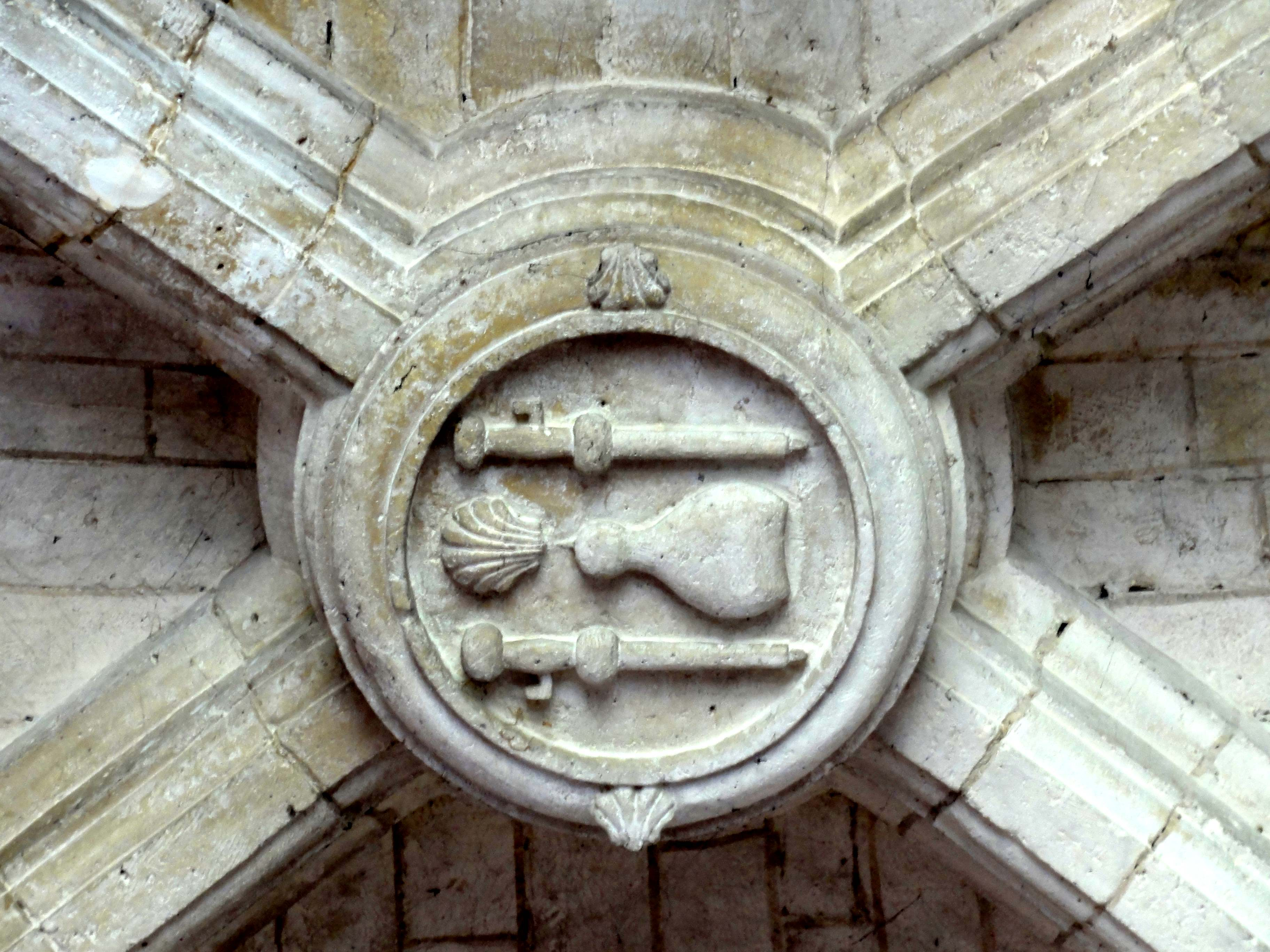
Bas-côté nord, clé de voûte de la 3e travée.

#### Transept

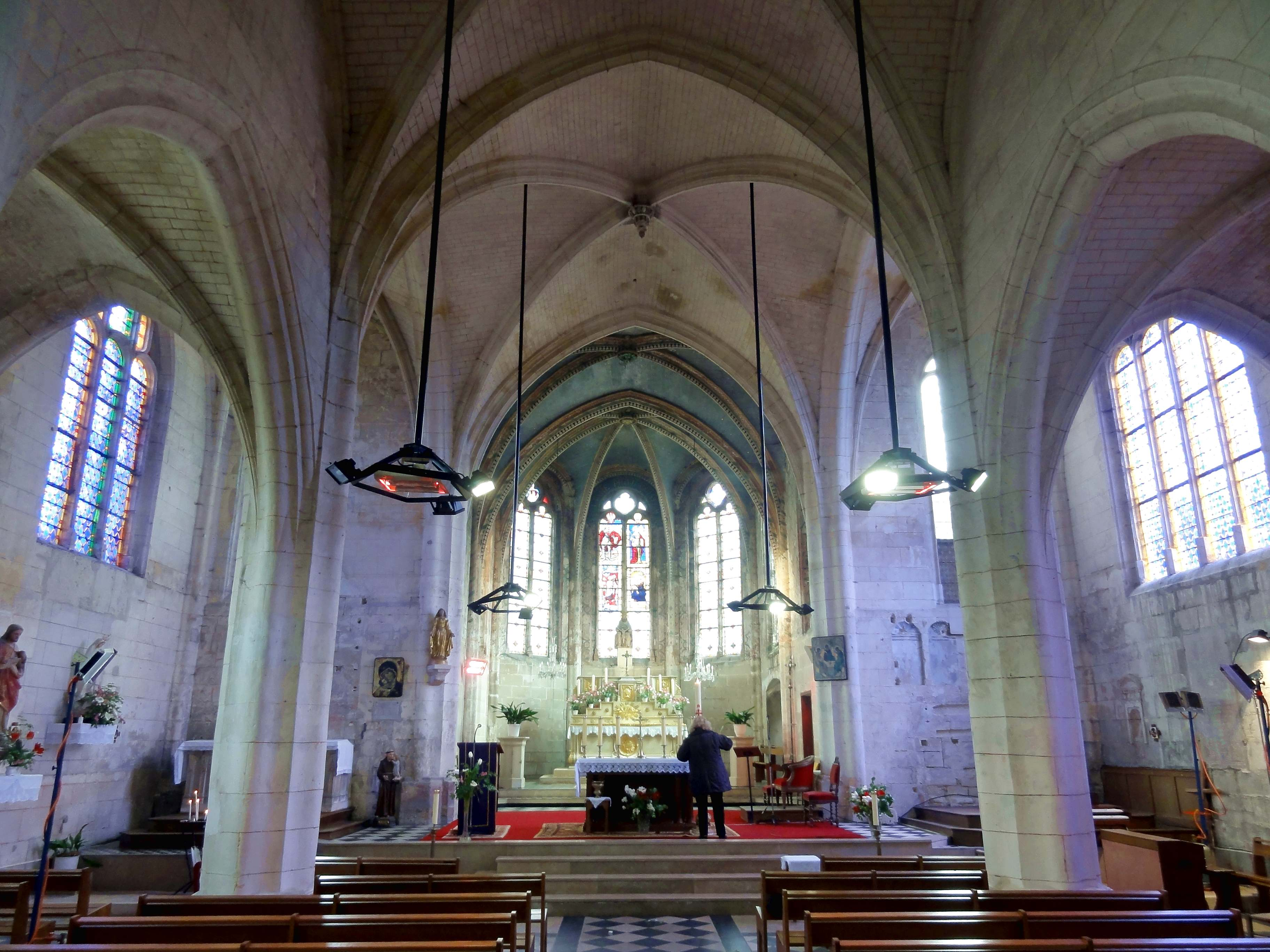
Transept, vue depuis la nef.

La croisée du transept est presque analogue aux deux travées précédentes de la nef, sauf que les grandes arcades sont remplacées par des doubleaux aussi hauts que la travée elle-même. La clé de voûte est pendante, mais relativement petite, et adopte la forme fréquente d'un moyeu de roue. Le décor comporte un rang d'oves, un rang de denticules, et une pomme de pin. Les croisillons ont la même profondeur que les bas-côtés sont larges, mais comme déjà souligné, ils sont aussi élevés que le vaisseau central, comme à Chevrières et Vétheuil. Les transepts à proprement parler deviennent plus rares à la période flamboyante, et souvent, ils ne sont qu'esquissés, comme à Pont-Sainte-Maxence, où soulignés par l'architecture extérieur, mais non perceptibles à l'intérieur, comme à Vineuil-Saint-Firmin. Armancourt et Baron fournissent de rares exemples de transepts saillants ; une option différente étant le chœur-halle, comme à Boran-sur-Oise, Fleurines, Jaux et Orrouy. Les croisillons sont généreusement éclairées par de hautes et larges fenêtres au nord et au sud. Elles sont en arc brisé, mais le remplage fait appel aux formes en plein cintre, et dénote l'influence de la Renaissance. Le réseau de la baie méridionale est remarquable : il se compose de quatre formes en plein cintre, surmontées d'une demi-rosace à deux rangs de neuf festons, disposés autour d'un petit oculus circulaire. Les fenêtres orientales adoptent le même réseau que les baies des bas-côtés, mais leur arc brisé indique une légère antériorité. Les clés de voûte sont de la même facture que celle de la croisée, mais les ogives adoptent le profil méplat observé dans les bas-côtés. Quelques détails retiennent l'attention. Ce sont le cul-de-lampe sous la forme d'une tête grimaçante dans un angle du croisillon nord ; une piscine liturgique de style Renaissance au sud du croisillon sud, avec une demi-voûte revêtue d'une coquille Saint-Jacques, entablement dorique à biglyphes et gouttes, corniche à denticules et fronton en arc de cercle ; et cinq niches de faible profondeur au chevet du croisillon sud. Elles sont aussi décorées d'une coquille Saint-Jacques, et constituent les vestiges d'un retable de pierre.

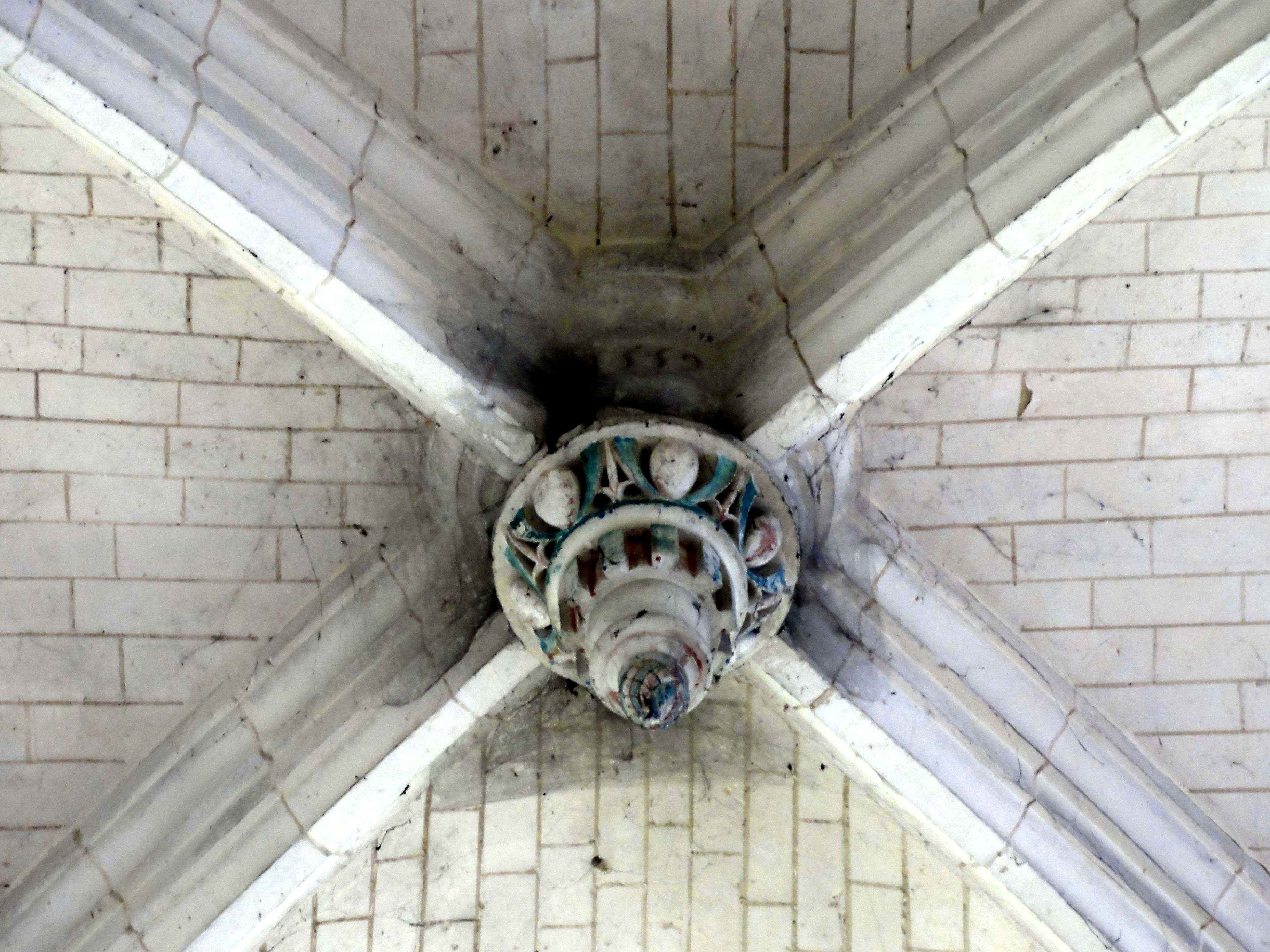
Croisée du transept, clé de voûte.
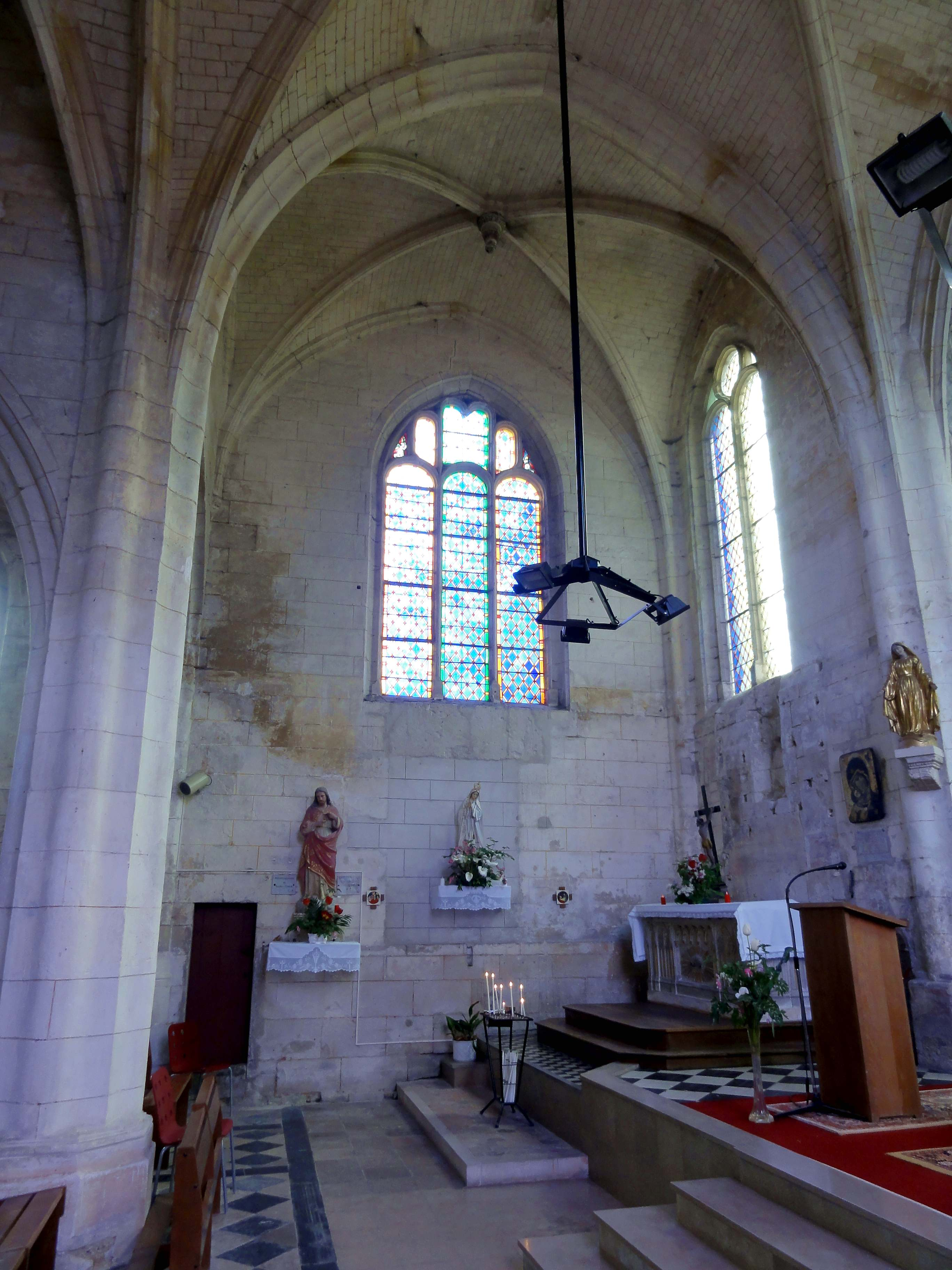
Croisée du transept, vue vers le nord.
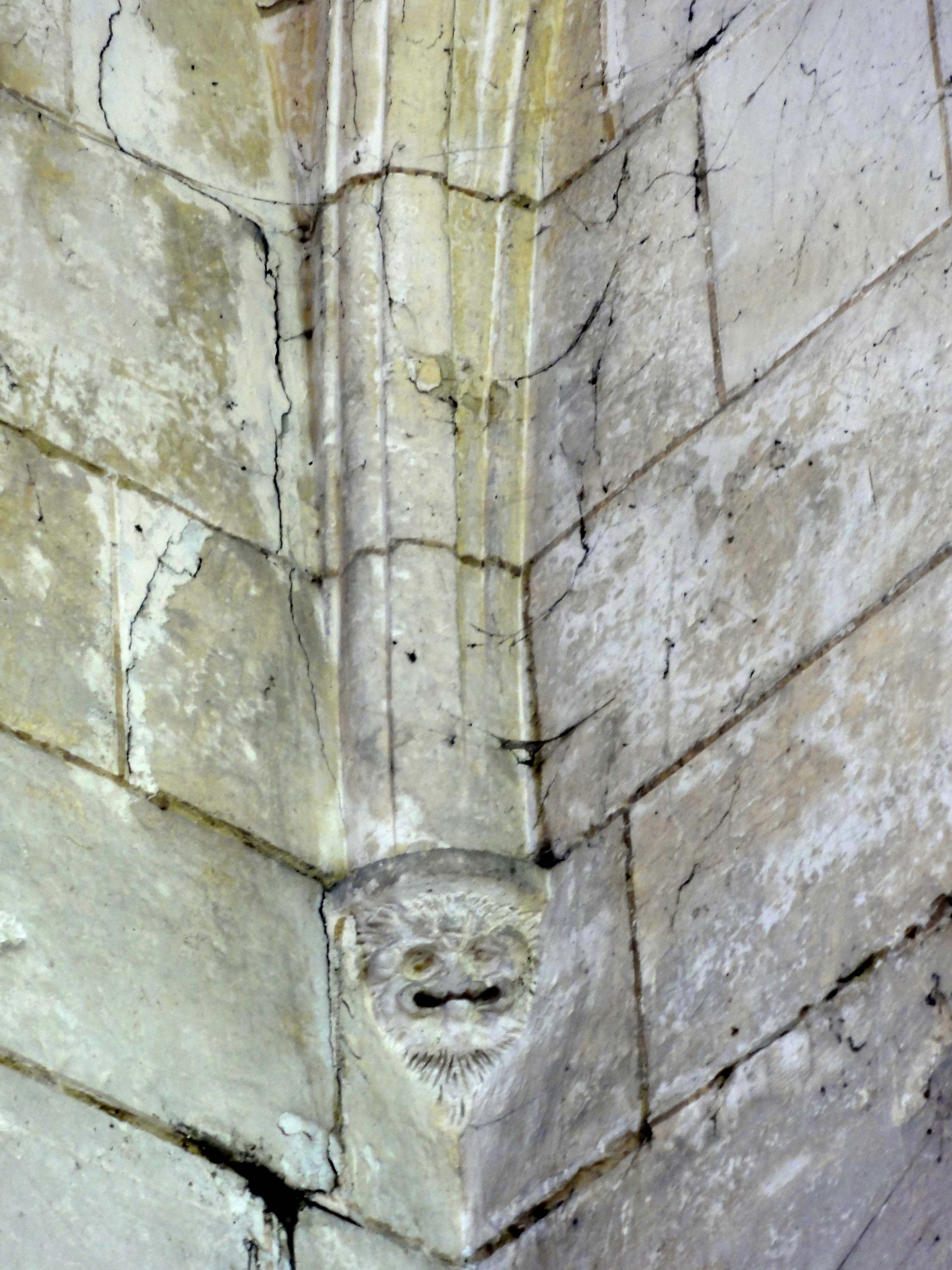
Croisillon nord, tête grimaçante.
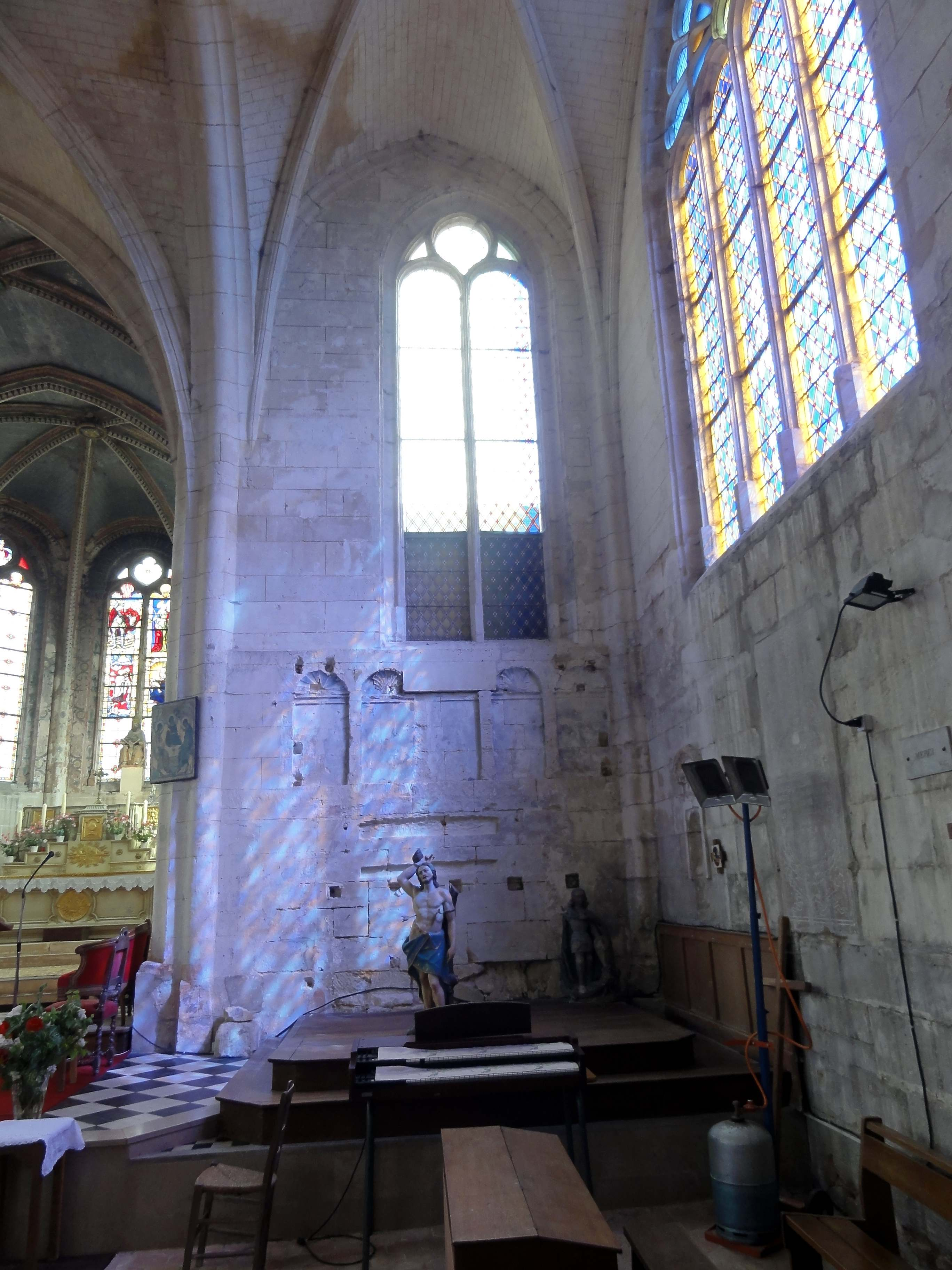
Croisillon sud, vue vers l'est.
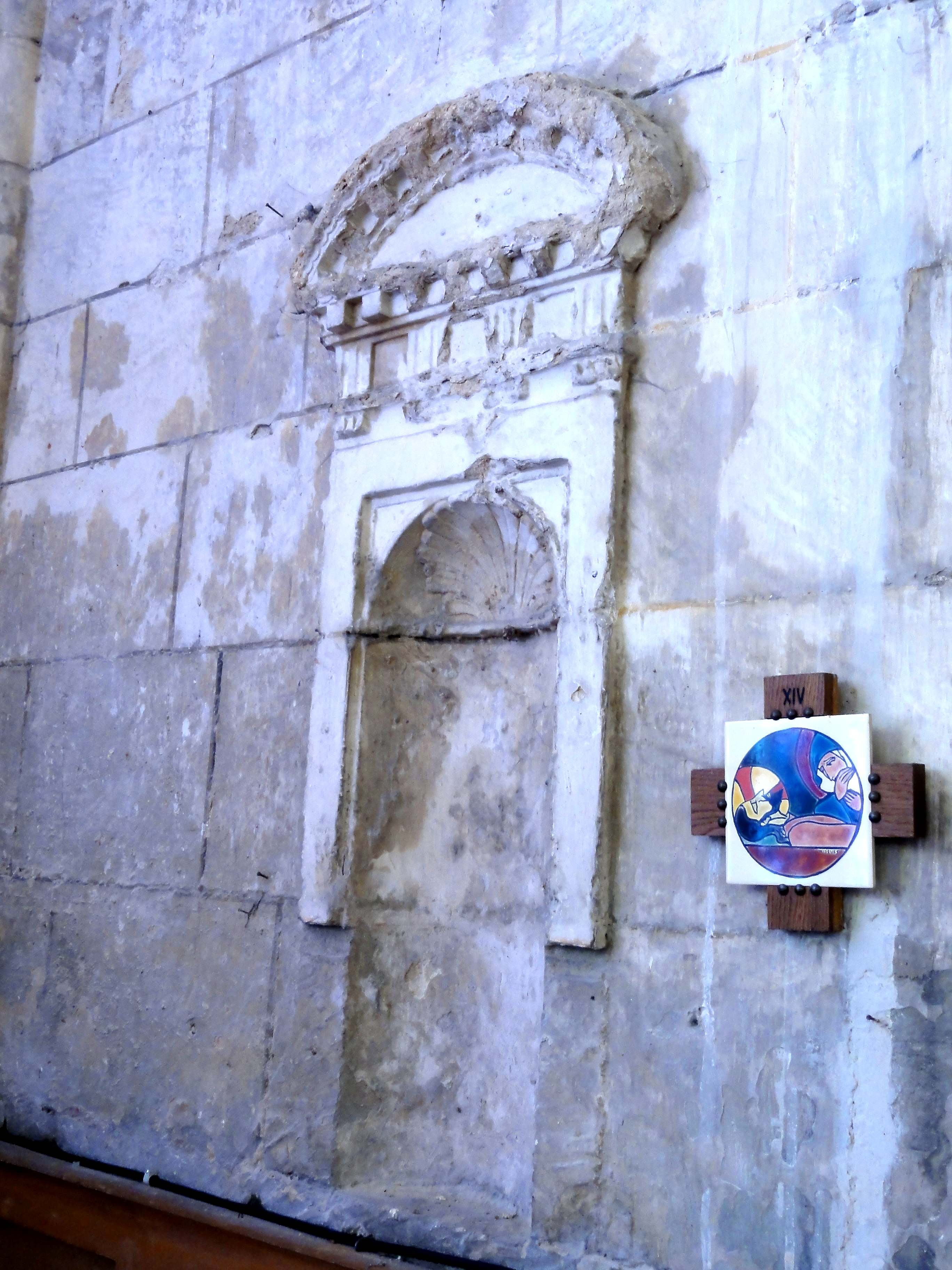
Croisillon sud, piscine liturgique.
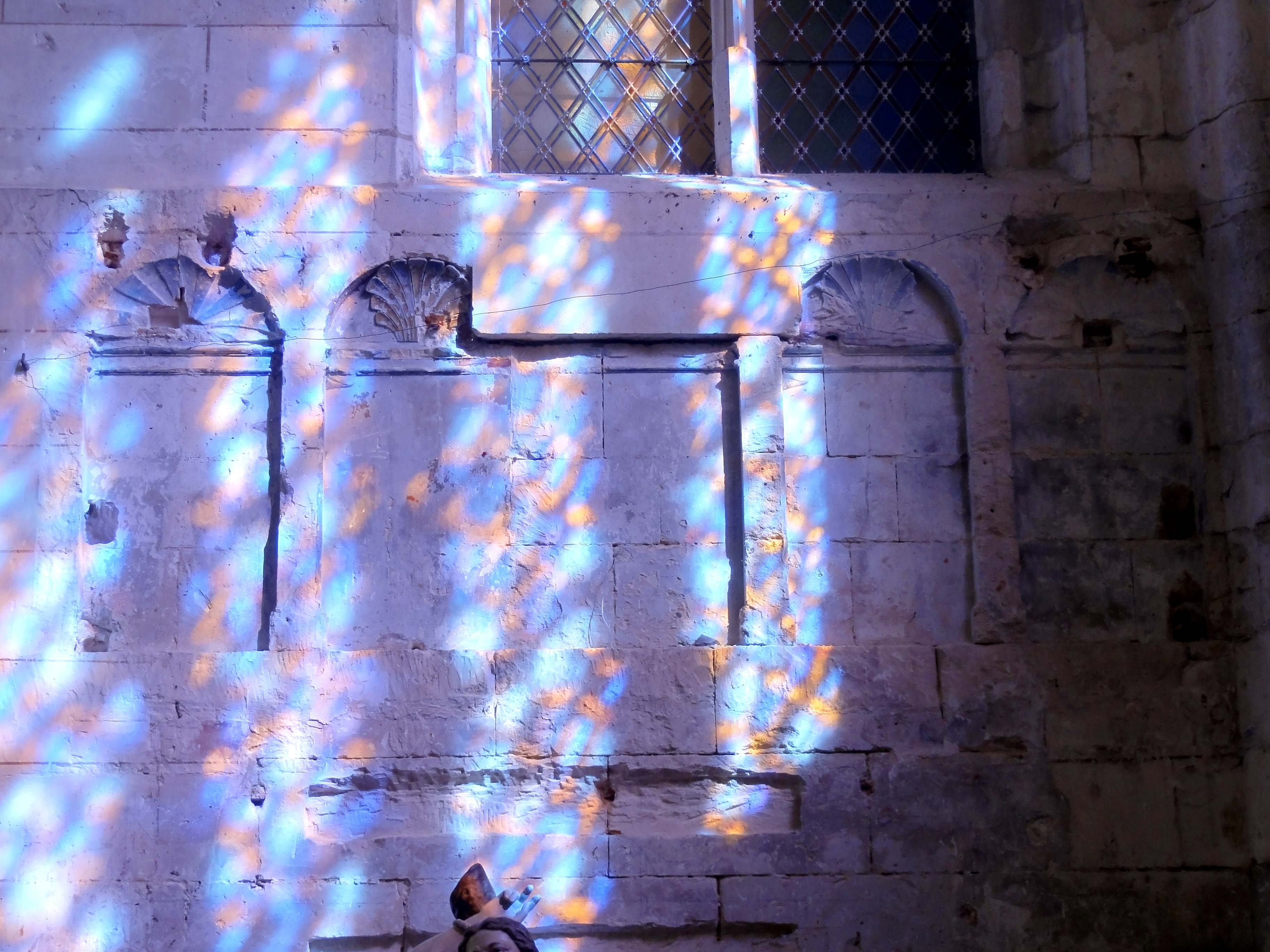
Croisillon sud, vestiges du retable.

#### Chœur

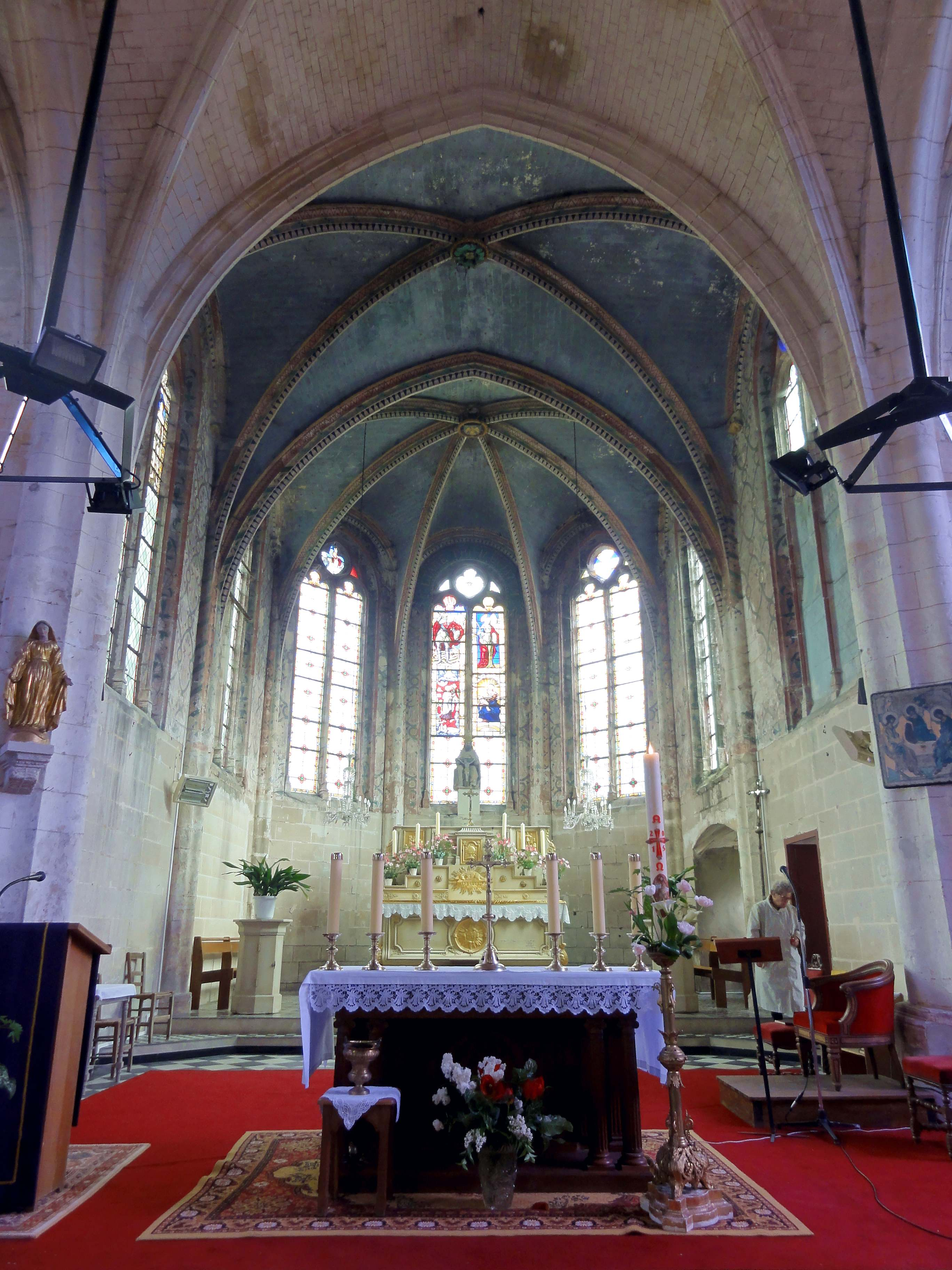
Vue depuis la croisée du transept.

Le chœur est d'une belle profondeur. Par sa hauteur et sa largeur, il est homogène avec le reste du vaisseau central. Cependant, les travées sont légèrement plus courtes, et il n'y a qu'un seul niveau d'élévation, car même la travée droite n'est pas flanquée de chapelles latérales. Par conséquent, tout le chœur peut directement prendre le jour par de hautes fenêtres, qui sont toutefois assez éloignées du sol, les soubassements représentant plus qu'un tiers que la hauteur sous les voûtes. Les sept fenêtres sont en arc brisé, et partagent tous le même remplage à deux lancettes aux têtes tréflées, surmontées d'un soufflet trilobé flanqué de deux étroites mouchettes. Ce type de réseau est tout à fait représentatif de la période flamboyante, et en comparaison avec le transept et les bas-côtés, il montre que le chœur est bien la première partie construite de l'église, conformément à l'usage général. La limitation à un seul niveau d'élévation a aussi une incidence sur la composition des supports. Les piliers ondulés au niveau du doubleau intermédiaire correspondent donc au type à trois ondulations et à diamètre réduit, que l'on trouve dans les bas-côtés. Une autre raison pour ce choix est sans doute le désir de cohérence stylistique avec les supports dans les angles entre deux pans de l'abside, où chaque pilier n'a qu'une ogive et deux formerets à supporter, et peut donc être plus mince que les piliers de la nef.
Pour ne pas surcharger les piliers, les formerets de la première travée, ainsi que des pans latéraux de l'abside, du côté est, ne sont pas pénétrants : ils butent sur des culs-de-lampe. Plusieurs sont abîmés ou n'ont pas été sculptés, mais celui dans l'angle nord-ouest de la travée droite affiche une tête humaine, comme dans le bas-côté sud. La première clé de voûte est une petite rosace ajourée, entourée d'un cordon tressé. La clé de voûte de l'abside est un écusson sur lequel l'on a peint la colombe de l'Esprit Saint, et qui est entouré d'une guirlande. Le principal attrait du chœur sont toutefois ses vitraux de la Renaissance, qui concernent la baie d'axe et les trois baies du nord (voir le chapitre Mobilier), ainsi que les peintures murales. D'après Philippe Bonnet-Laborderie et François Callais, elles datent seulement du XIXe siècle. Elles comportent des motifs géométriques simples, triangles et lignes ondulées, pour les nervures des voûtes ; des étoiles sur fond bleu pour les voûtains ; des rinceaux alliés à des losanges pour les piliers ; et des rinceaux pour les trumeaux et les pourtours des fenêtres. Reste encore à mentionner un enfeu au sud de l'abside. Il est aujourd'hui vide, et les auteurs en font mention, sans indiquer la personne qui y avait son monument funéraire.

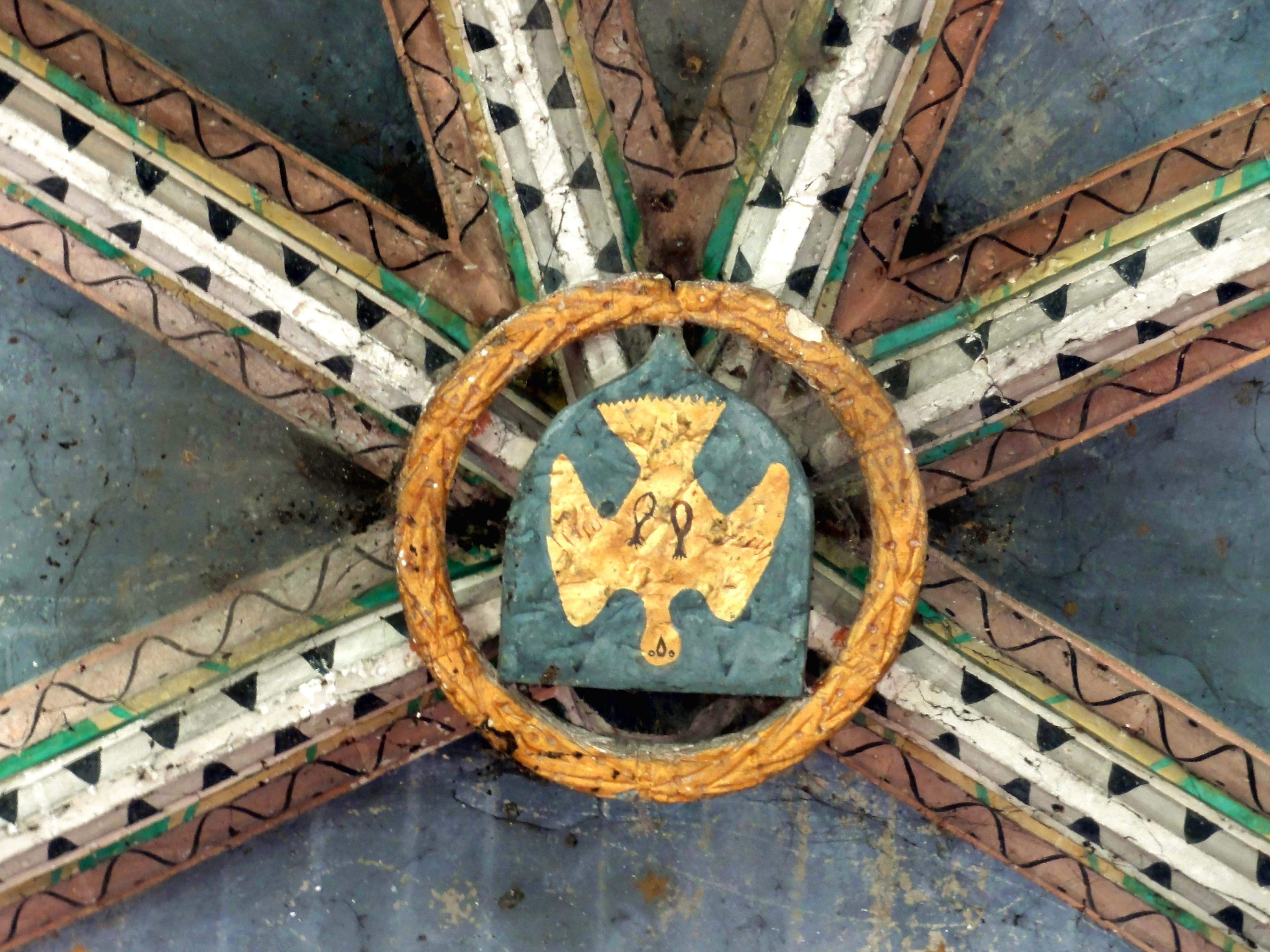
Clé de voûte de l'abside.
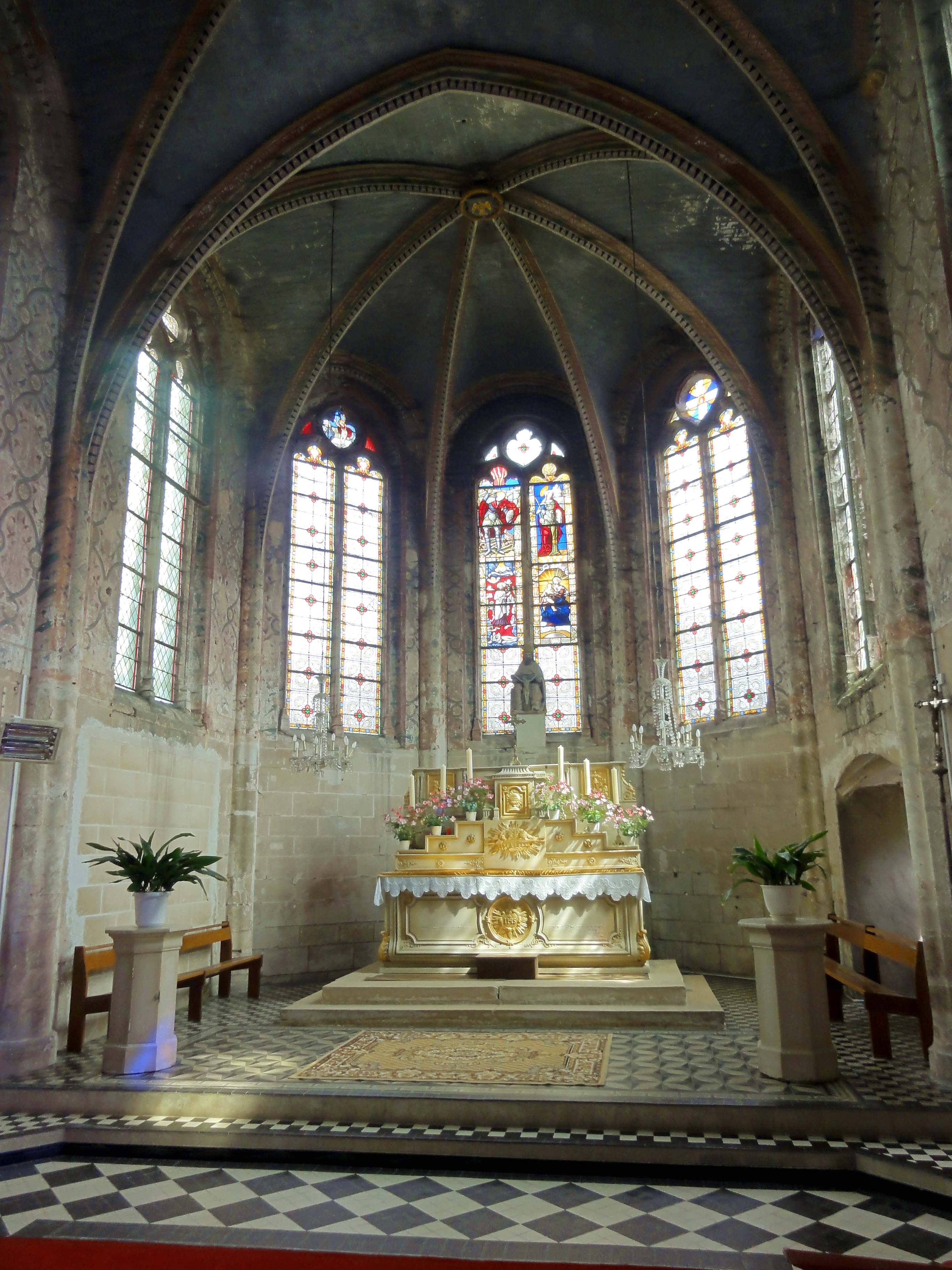
Vue vers l'est.
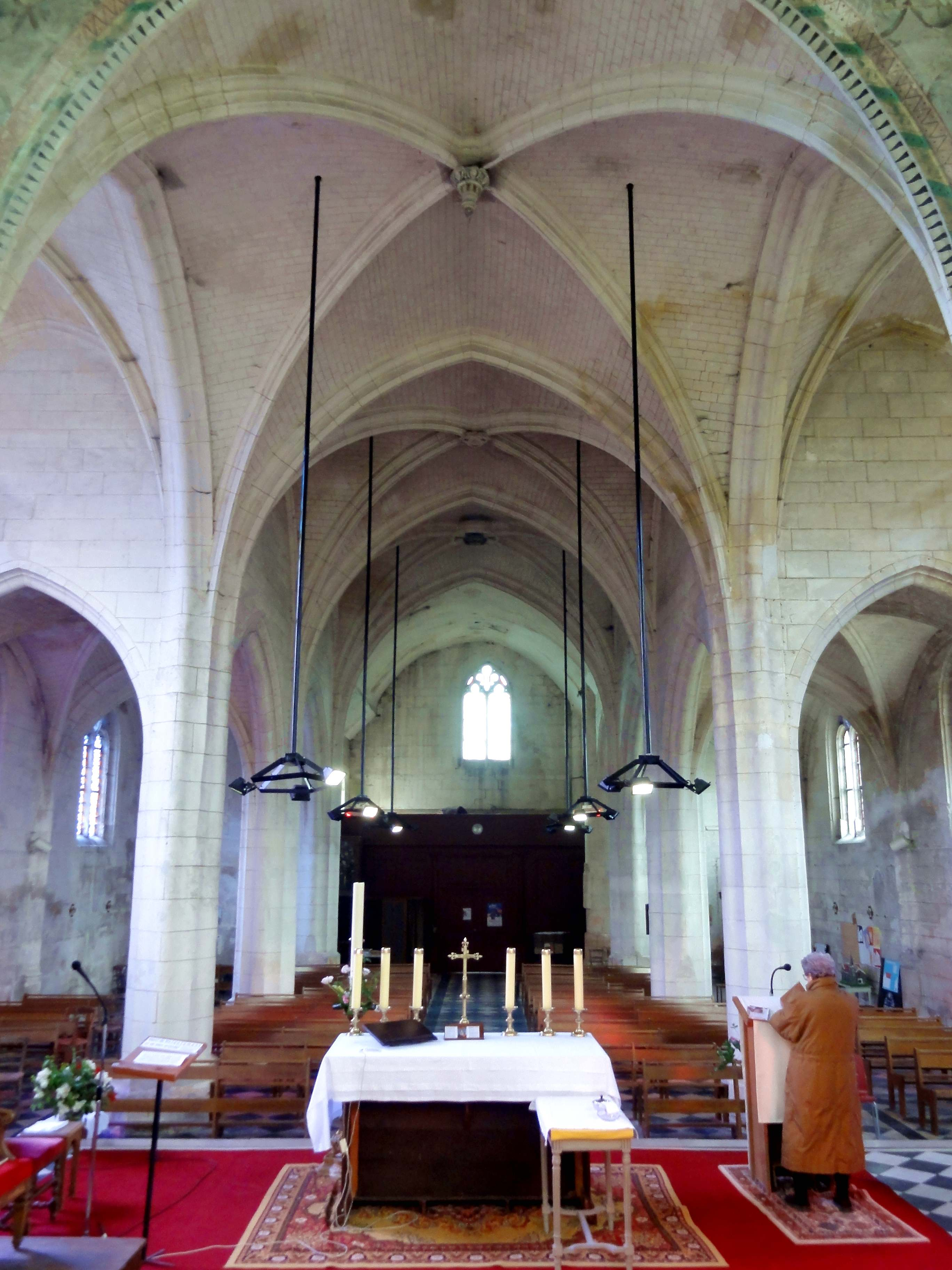
Vue vers l'ouest.
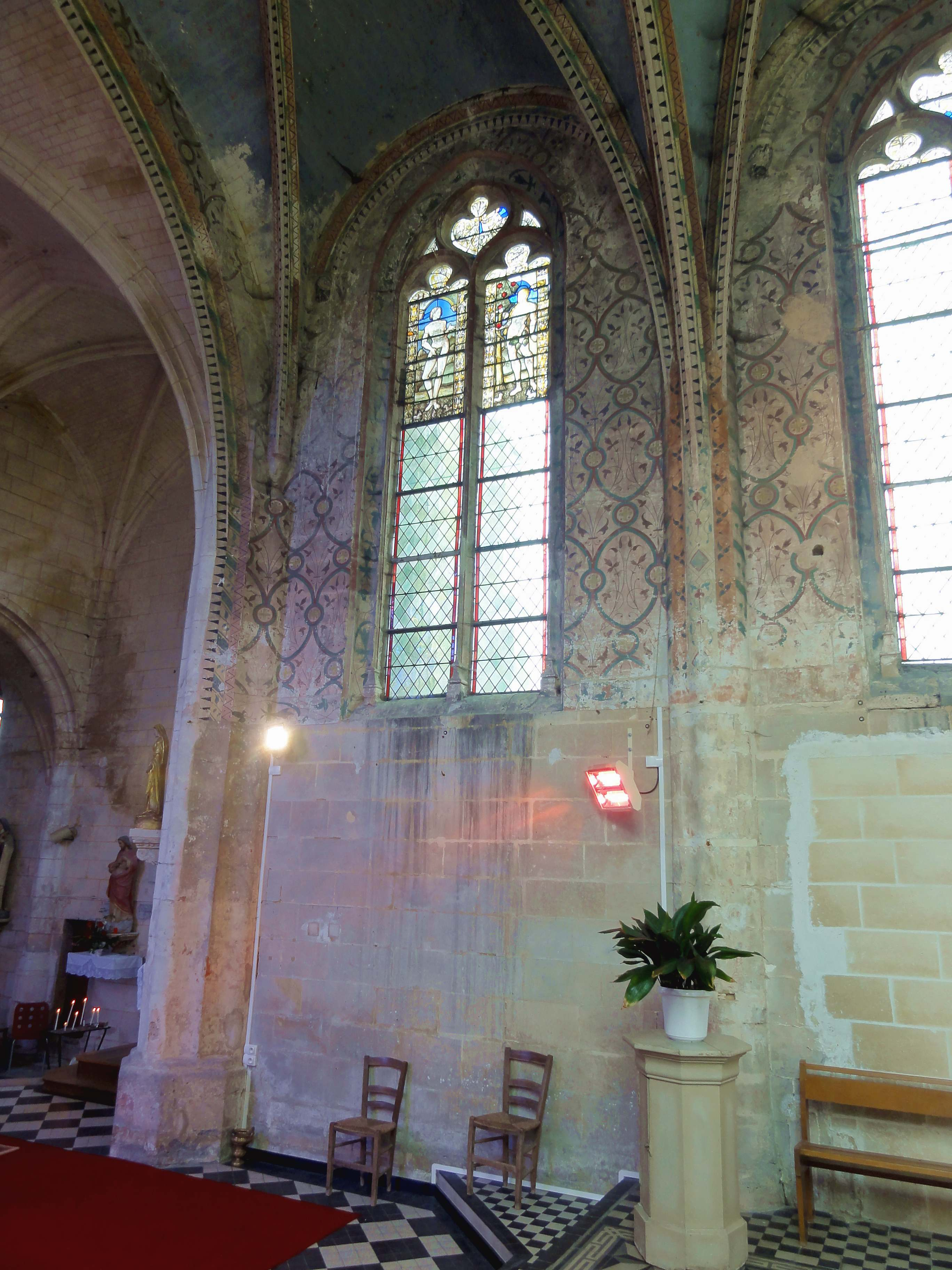
1re travée, côté nord.
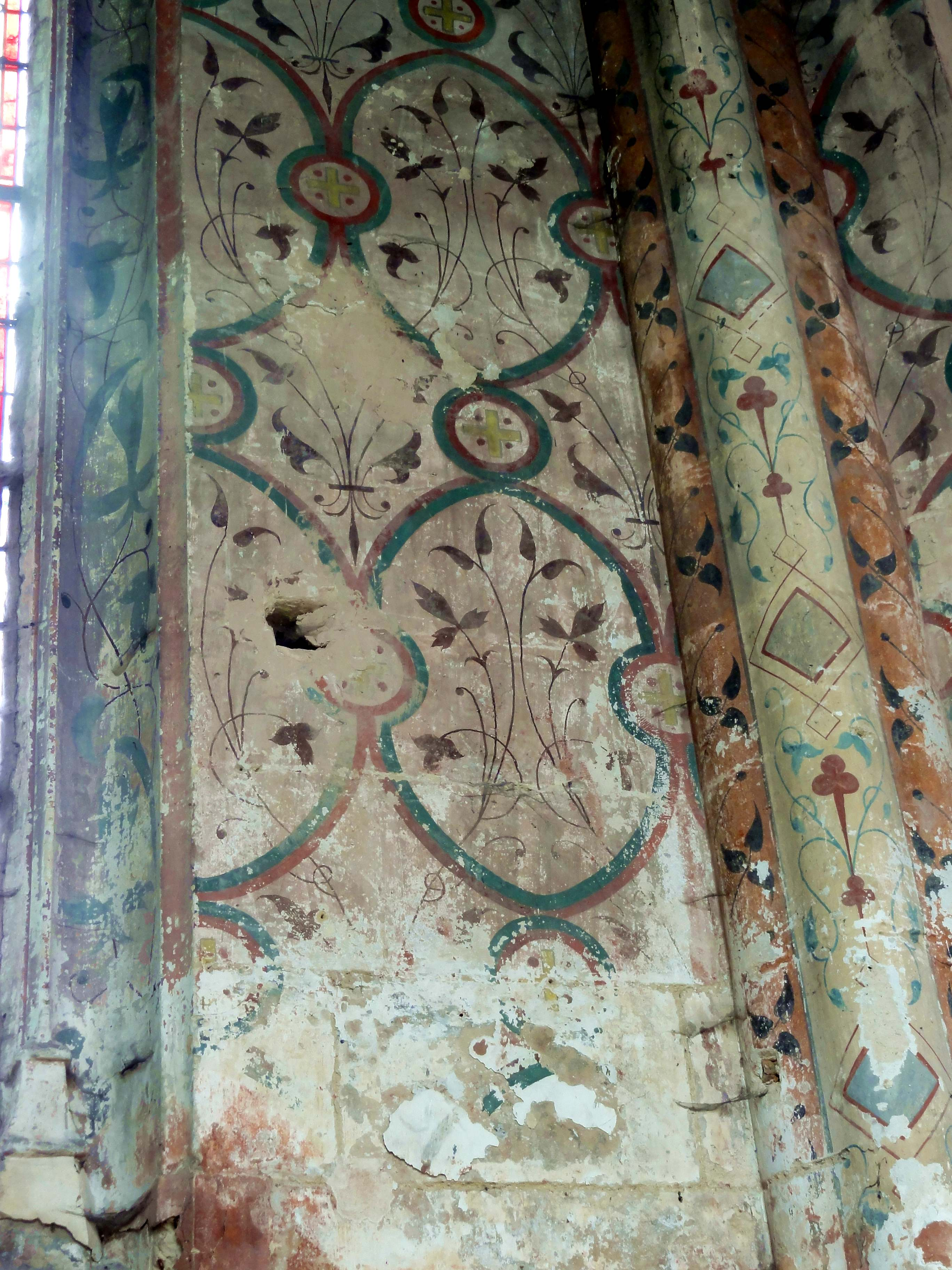
Peintures murales.
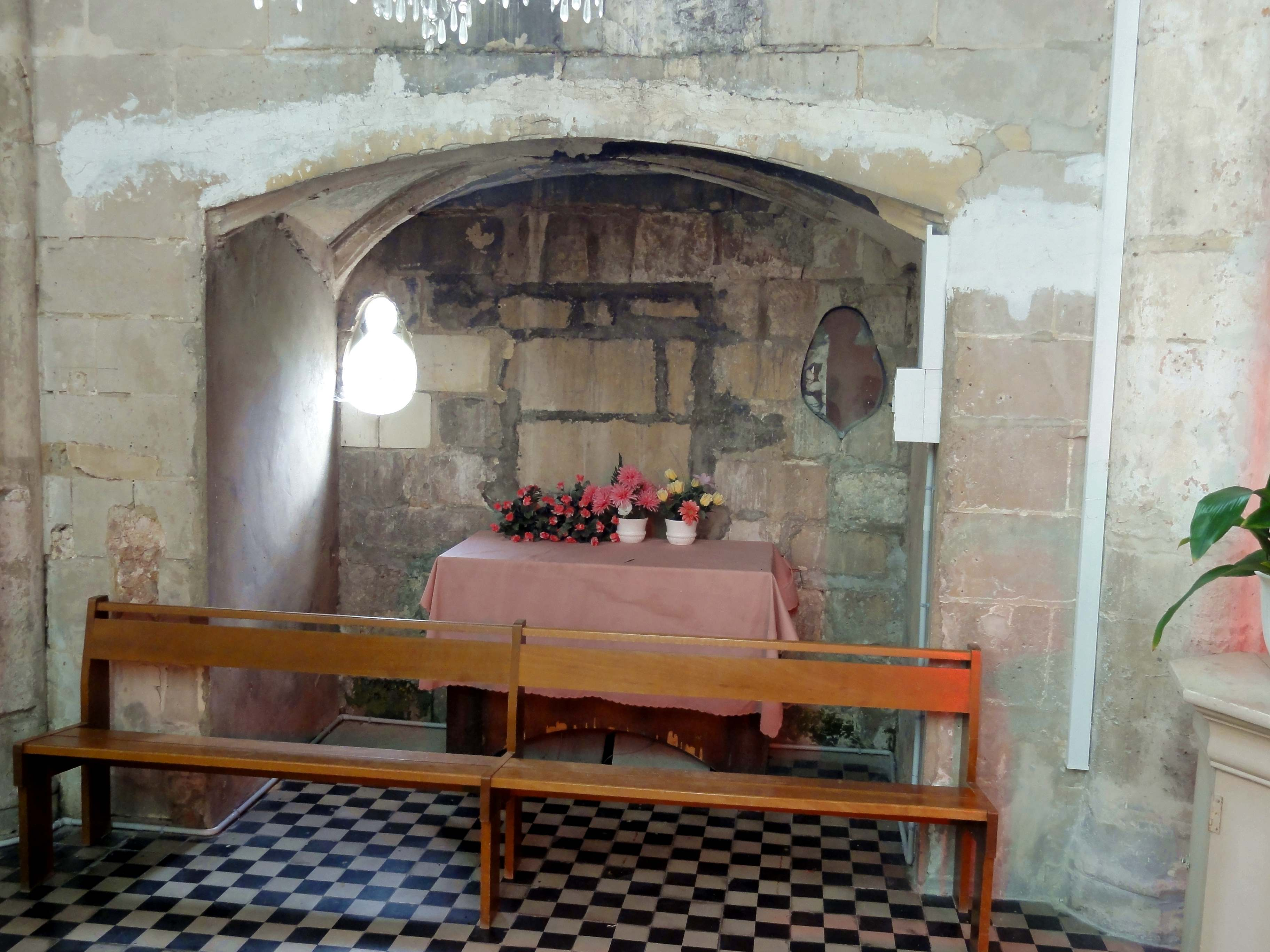
Enfeu au sud de l'abside.

### Extérieur

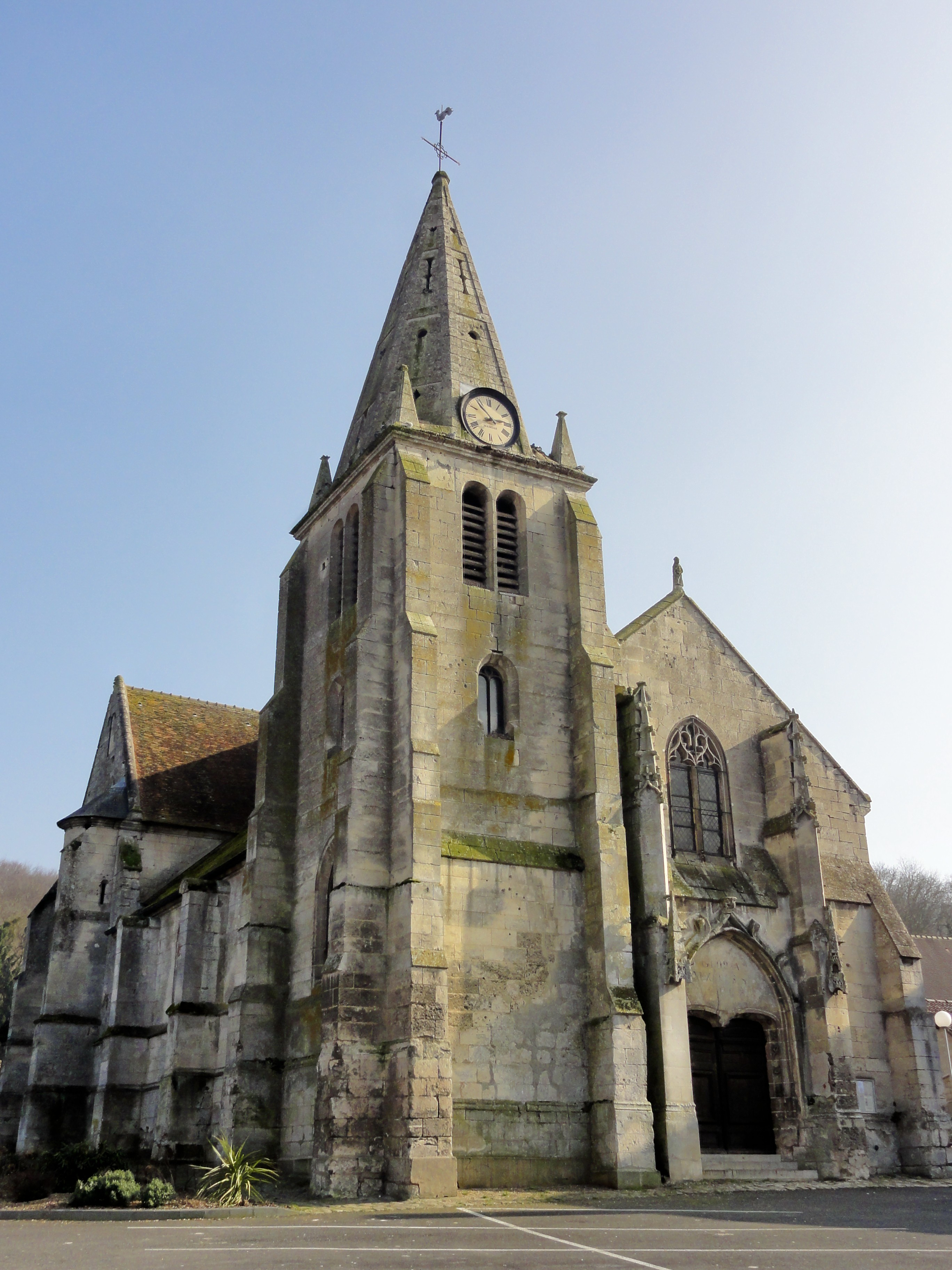
Vue depuis le nord-ouest.

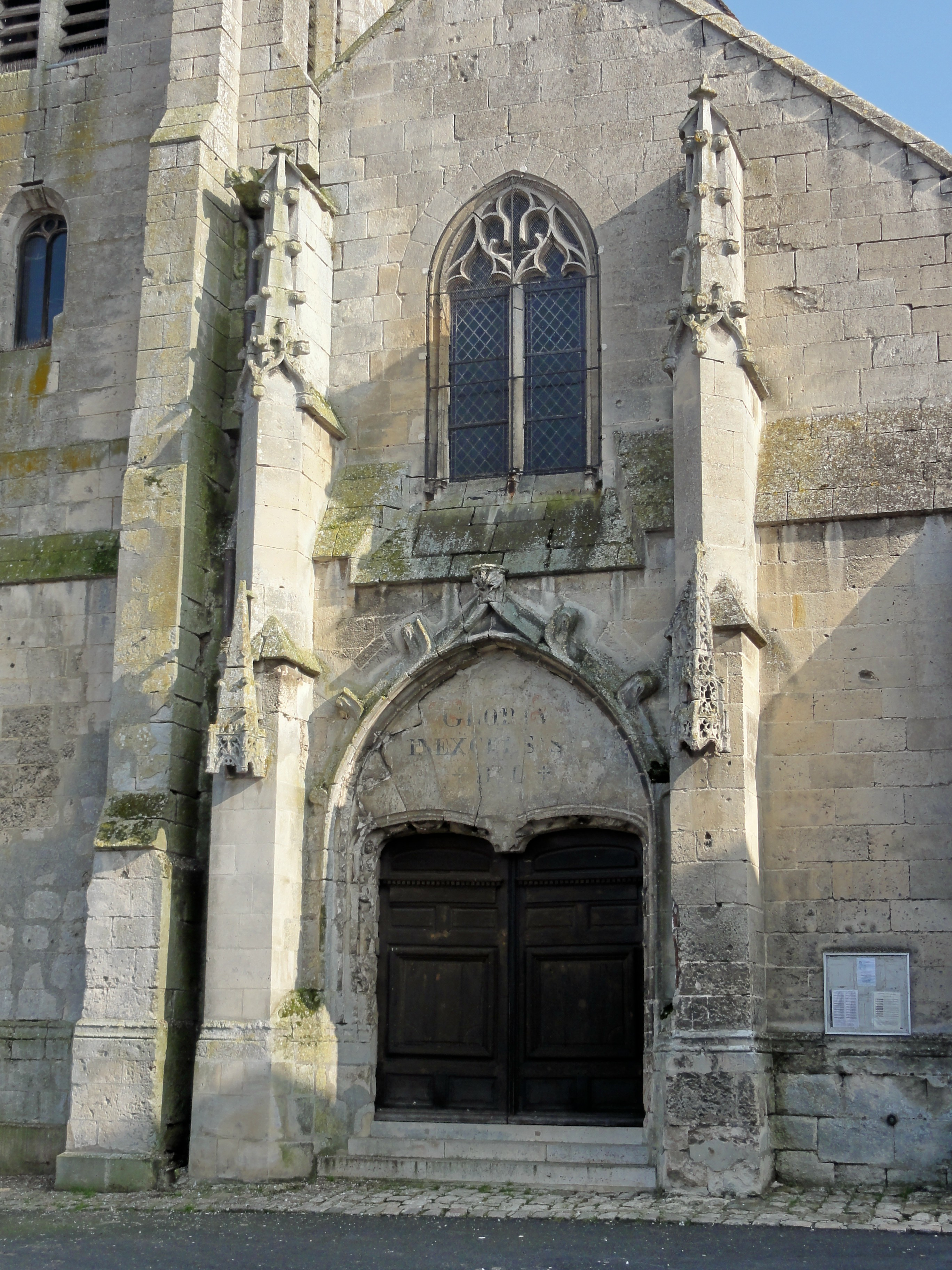
Portail occidental.

L'église est entièrement bâtie en pierre de taille, et d'une exécution soignée, ce qui contraste avec la sobriété qui règne à l'extérieur. Une plinthe moulurée court tout autour pour dissimuler une retraite après les premières assises, mais le niveau de cette plinthe n'est pas identique partout. Le clocher, à gauche de la façade, est peut-être moderne, comme le soupçonne Louis Graves. La tour se compose d'une base, aveugle du côté ouest ; d'un étage intermédiaire, ajouré d'une baie en plein cintre à l'ouest et au nord ; d'un étage de beffroi percé de deux étroites baies abat-son gémelées sur chaque face, sans aucune ornementation ; et d'une pyramide de pierre octogone, massive et trapue, et cantonnée de quatre grêles clochetons. Les murs du clocher se retraitent par un glacis après la base. Chaque angle est épaulé par deux contreforts orthogonaux, qui se retraitent trois fois par un glacis, et s'amortissent également par un glacis. Des retraites par des fruits ou faibles ressauts existent en outre entre le premier et le deuxième glacis.
Le pignon de la façade est couronné de la statuette d'un saint évêque en guise d'antéfixe. La façade est flanquée de deux contreforts, dont celui de gauche avoisine avec le contrefort occidental de droite du clocher, ce qui souligne l'idée que les deux parties n'ont pas été bâties en même temps. En bas, au niveau du portail, les contreforts comportent des dais correspondant sans doute à des niches ou consoles à statues aujourd'hui disparues. Ensuite, les contreforts sont scandés par un larmier, et passent du plan carré vers un plan pentagonal, avec un angle saillant au milieu de la face frontale. La partie supérieure des contreforts, au niveau de la baie occidentale de la nef, est ornée de pinacles plaqués garnis de crochets. Derrière les pinacles, les contreforts se terminent par des chaperons en bâtière. La fenêtre flamboyante a déjà été décrite. En dessous, le mur comporte un important glacis, qui a deux fois l'envergure de celui du clocher. C'est une particularité rare. Le portail comporte deux portes en anse de panier, entourées de moulures prismatiques, et jadis séparées par un trumeau. Sur le tympan en tiers-point, l'on lit une inscription effacée du XIXe siècle : « Gloria in excelsis Deo », qui remplace sans doute une devise de la période révolutionnaire. L'archivolte du portail se termine par une accolade, dont les rampants sont garnis de crochets, qui se remarquent par leur facture grossière,.
Hormis les deux premières travées de la nef qui manquent de bas-côté au sud, les élévations latérales sont symétriques. Un larmier court à la limite des allèges, y compris sur les contreforts. Avec la plinthe moulurée déjà mentionné, c'est une caractéristique récurrente des églises flamboyantes de la région. Les bas-côtés se caractérisent par leurs baies en plein cintre, et leurs contreforts recouverts de chaperons arrondis, avec fronton en arc de cercle. Il est ainsi mis en évidence que les bas-côtés sont postérieures au transept et au chœur. Ici, les contreforts sont gothiques, et scandés par le larmier qui fait le tour de l'édifice, ainsi que par un second larmier présent sur la face frontale uniquement, avant de s'amortir par un glacis formant larmier. Les pignons du transept sont percés respectivement de deux petites ouvertures carrées, ou d'un oculus, pour l'aération des combles. Les seules particularités à signaler sont l'enfeu éclairé par un oculus sous la forme d'un soufflet flamboyant au sud de l'abside, et la tourelle d'escalier coiffée d'une poivrière à l'angle nord-ouest du croisillon nord. Sinon, le transept et le chœur ne se distinguent que par leurs fenêtres, qui sont toutes en arc brisé, mais avec un remplage flamboyant pour le transept, et un remplage flamboyant pour le chœur.

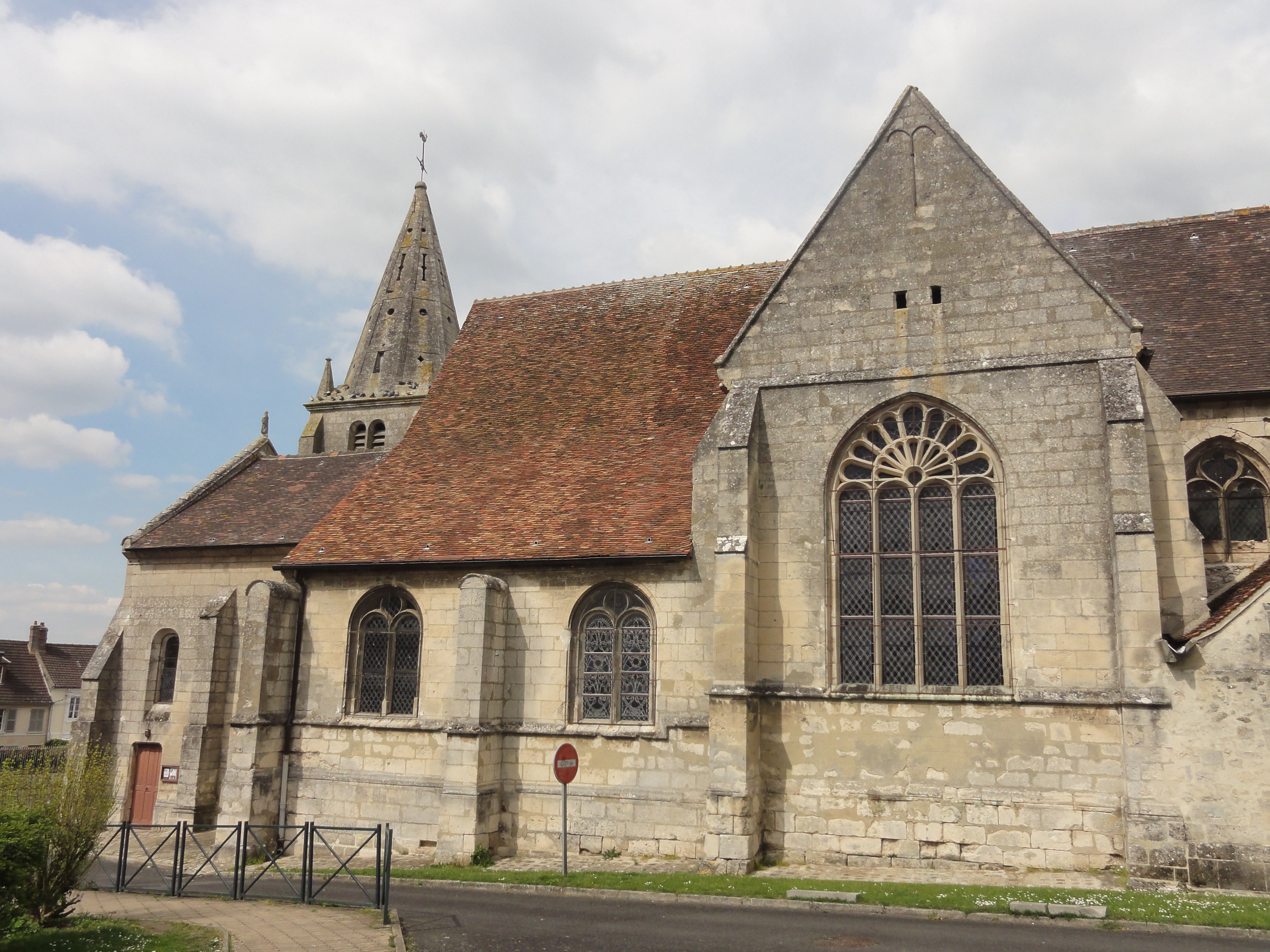
Élévation sud de la nef et croisillon sud.
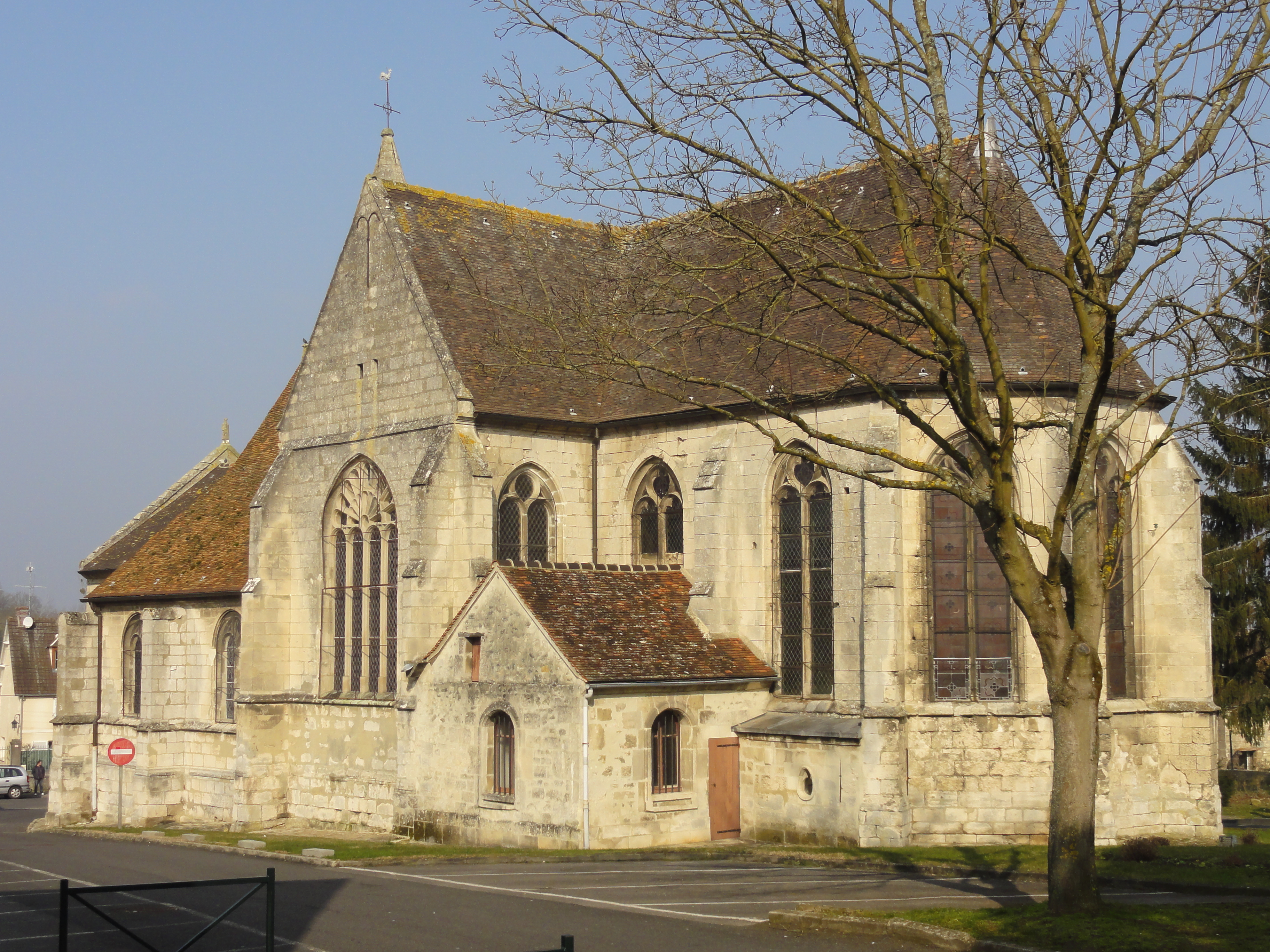
Vue depuis le sud-est.
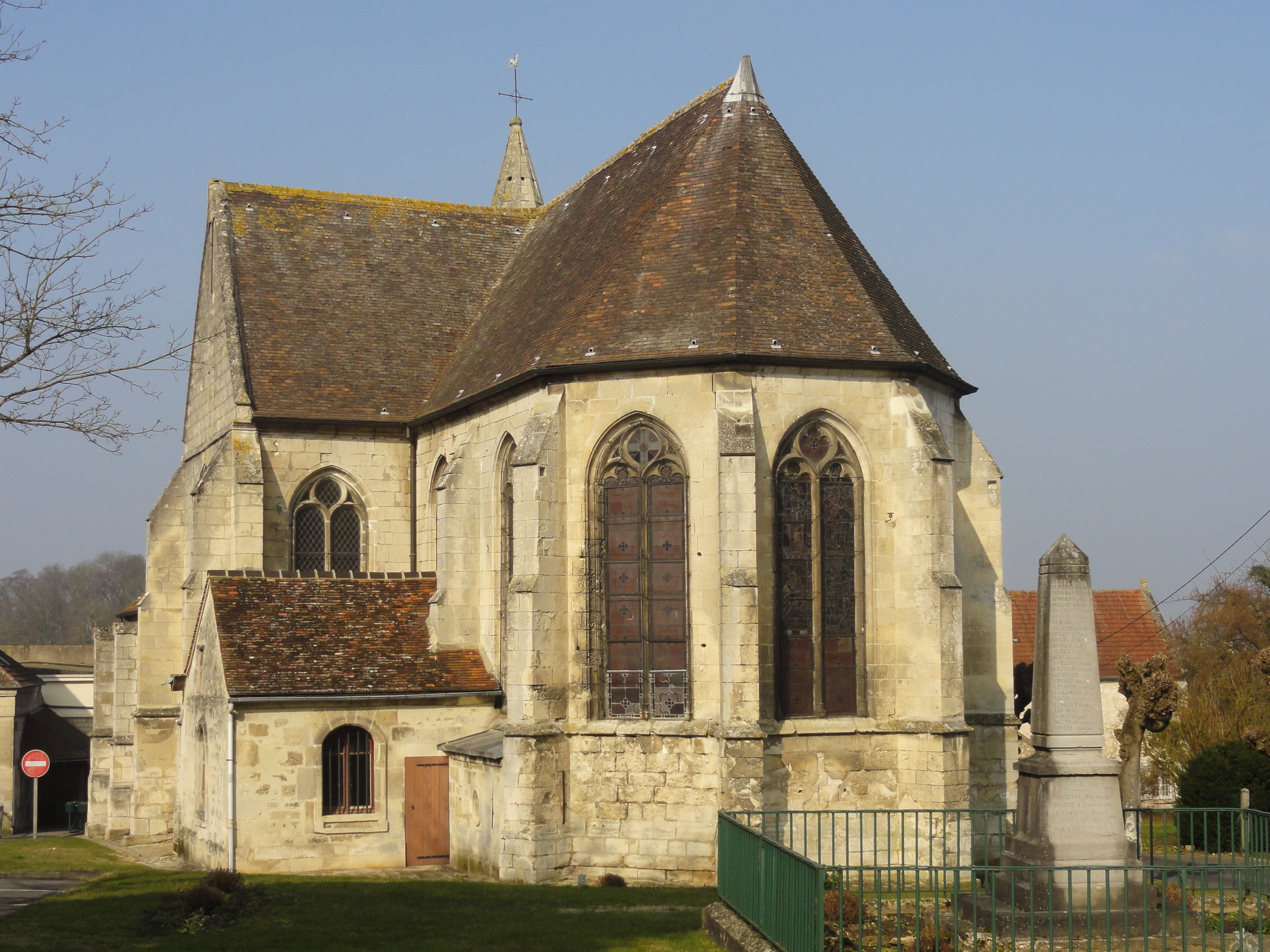
Vue depuis l'est.
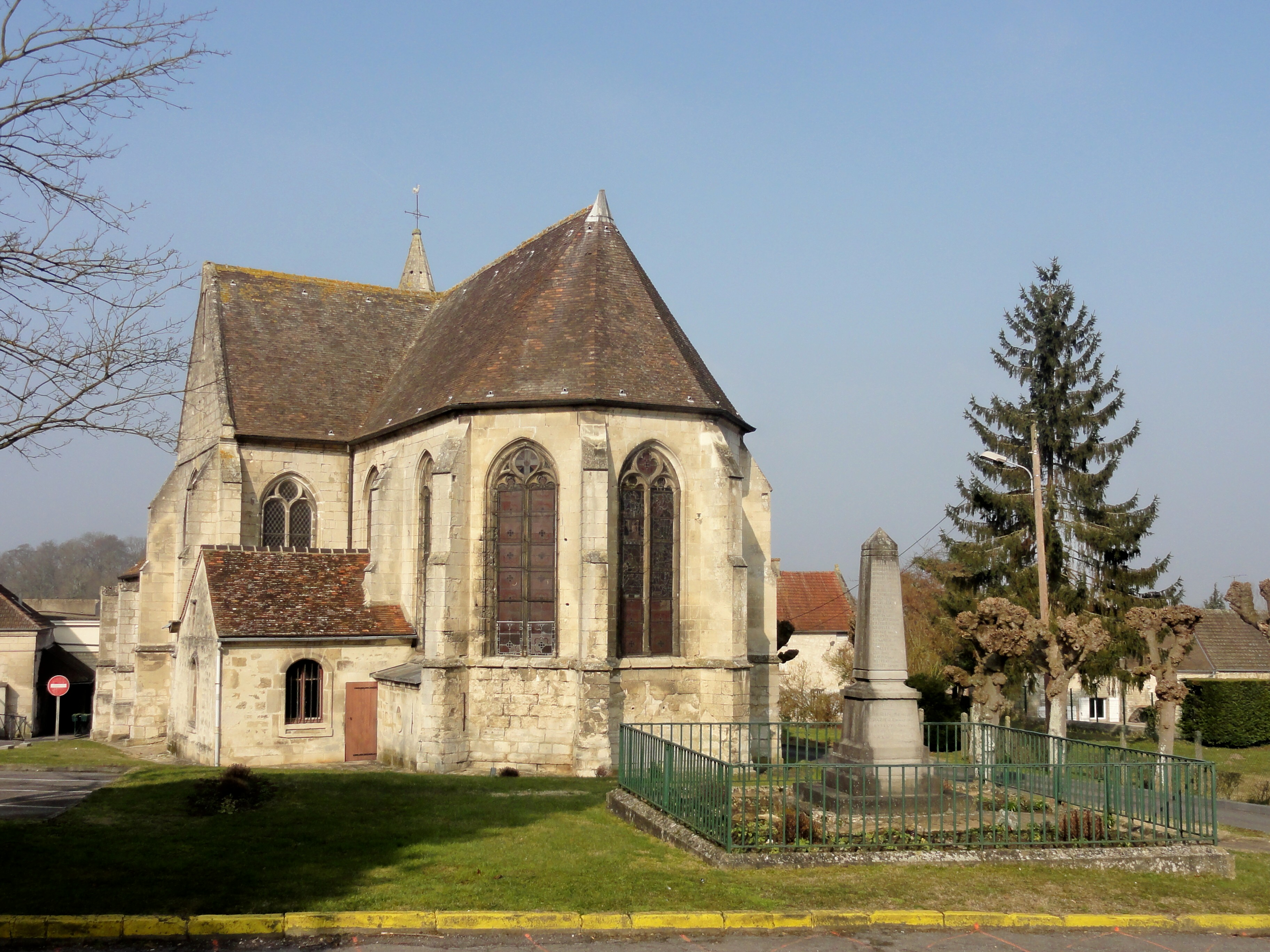
Vue depuis l'est et monument aux morts.
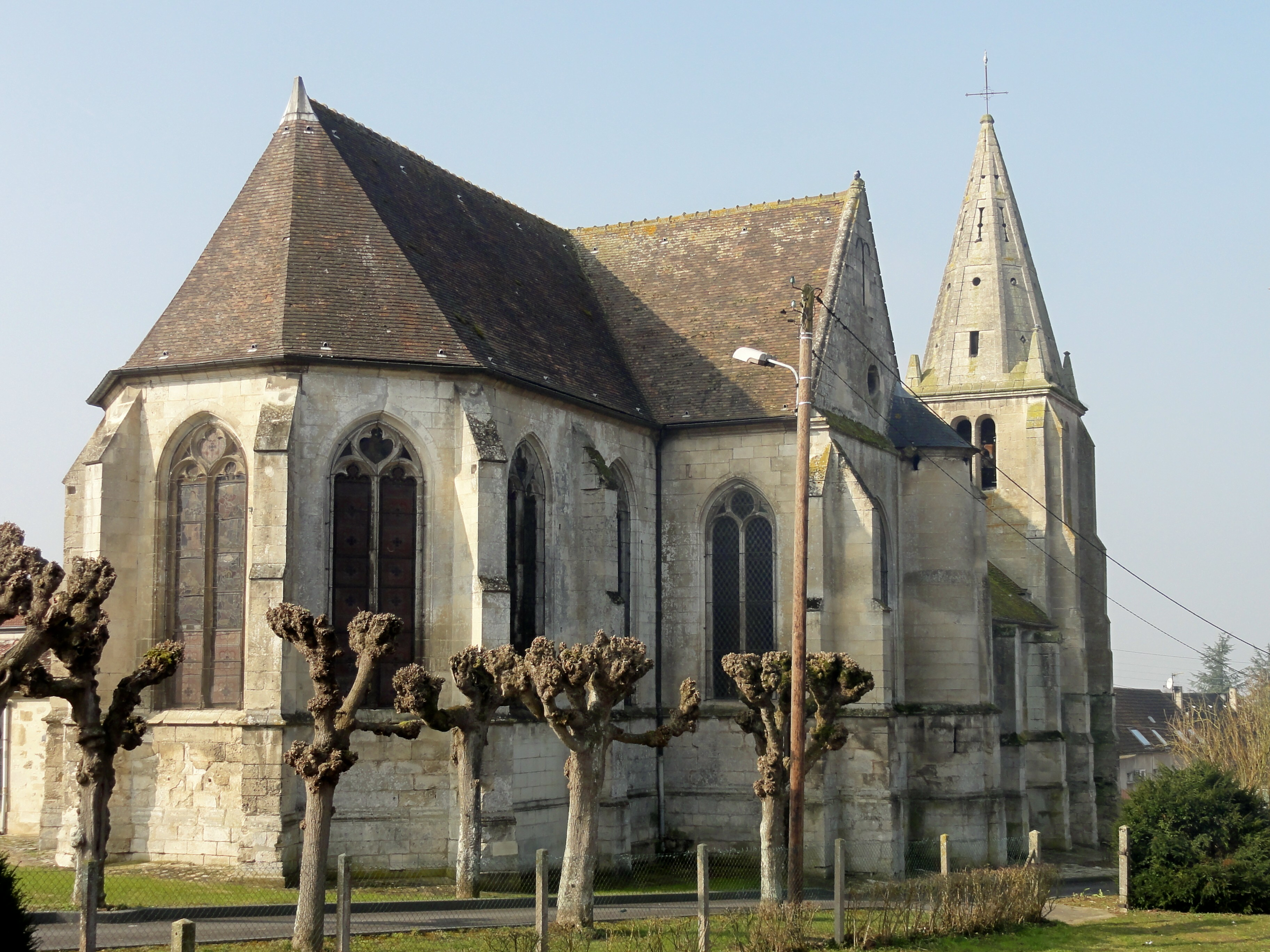
Vue depuis le nord-est.

## Mobilier
Parmi le mobilier de l'église, deux statues sont classées monument historique au titre objet. L'ensemble des vitraux Renaissance de la baie nord du transept, des trois baies au nord du chœur et de la baie d'axe du chevet est également classé au titre objet depuis 1906. Pour trois de ces cinq baies, il s'agit seulement de fragments de faible envergure.

### Sculpture

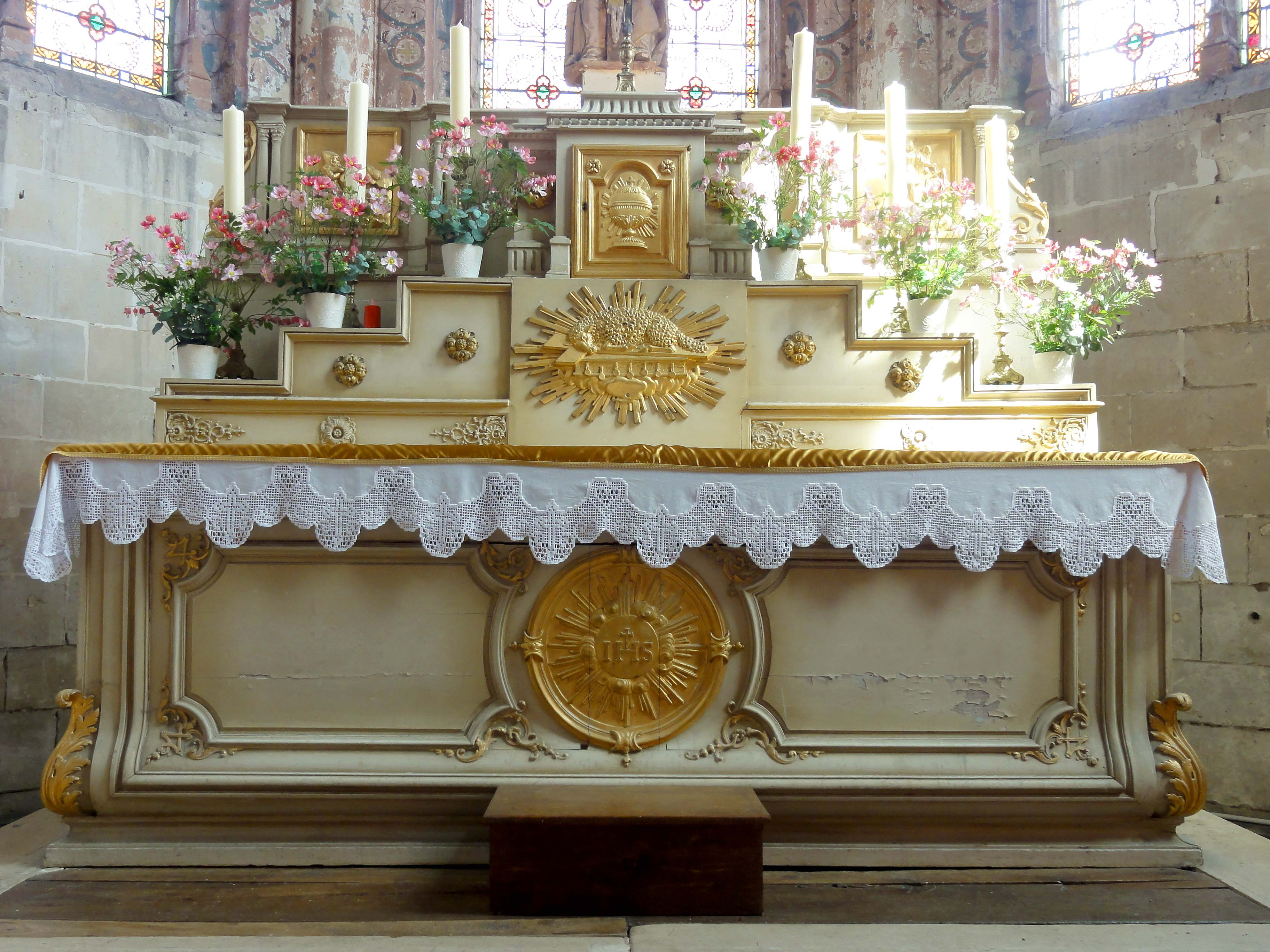
Maître-autel et tabernacle.

- La statue en pierre du Christ aux liens ou Ecce homo date du XVIe siècle, et n'est pas classée à cette date[13].
- L'ancienne porte de tabernacle en bois sculpté date du XVIe siècle, et a été acquise en 1970 par l'abbé Léon L. Gruart, curé de Saintines et Saint-Sauveur de 1970 à 1980, auprès d'un antiquaire. Elle était destinée à l'oratoire des sœurs du Très-Saint-Sacrement et de la Charité, et a été transférée en l'église paroissiale lors d'une cérémonie en date du 1er juillet 2007. L'œuvre n'est pas classée.
- La statue en bois polychrome représentant saint Michel terrassant le dragon date du XVe siècle. Elle est assemblée de plusieurs éléments et sculptée en ronde-bosse, mais a le revers plat. La polychromie ancienne réapparaît à certains endroits sous un badigeons grisâtre, qui suggère que l'œuvre est en pierre. Le bras droit de saint Michel manque mais le tenon est en place. Le classement remonte à 1971[14]. Bonnet-Laborderie et Callais supposent qu'il s'agit peut-être de saint Georges[13], ce qui est peu probable, puisque saint Michel est le patron primitif de l'église.
- La tradition de l'Archerie est rappelée en l'église de la Sainte-Trinité par deux bouquets provinciaux conservés dans des vitrines, et par une statue de saint Sébastien, patron des Archers. Elle n'est pas datée.
- La statue en pierre polychrome de la Sainte-Trinité ou « Trône de grâce » mesure 90 cm de hauteur, et date de la première moitié du XVIe siècle. La statue est sculptée en ronde-bosse, mais le revers est seulement ébauché, et la profondeur est réduite à 30 cm. L'on voit Dieu le Père assis sur un trône, couronné, et présentant devant lui un petit Christ en croix. Le sommet de la croix du Christ manque, de même que la colombe du Saint-Esprit, et la pierre est usée et surpeinte. Le classement remonte à 1971[15].
- Le maître-autel en bois et son tabernacle datent du XVIIIe siècle. L'autel arbore un médaillon doré, où le monogramme IHS est entouré de rayons de lumière. Un bas-relief sur le soubassement du tabernacle, également doré, présente l'Agnus Dei allongé sur un crucifix et le livre aux sept sceaux, qui semble flotter sur des nuées, et qui est également entouré de rayons de lumière. La porte du tabernacle est ornée d'un ciboire. Les deux ailes latérales qui accompagnent le tabernacle présentent, contrairement au reste, un décor architecturé avec des colonnettes corinthiennes, et sont flanquées d'ailerons baroques, ce qui donne à penser qu'il s'agit d'éléments rapportés. Chacune des ailes latérales comporte un bas-relief. Ils représentent saint Michel terrassant le dragon et saint Antoine l'Ermite, probablement en référence à un ermitage qui existait « près des carrières de la montagne »[13].
- Une très belle statue en pierre polychrome de la Vierge à l'Enfant, de la fin du XIIIe ou du début du XIVe siècle, malheureusement fortement mutilée, a été confiée par la commune au musée de l'Archerie et du Valois, à Crépy-en-Valois, où elle est exposée. Cette œuvre n'est pas classée.

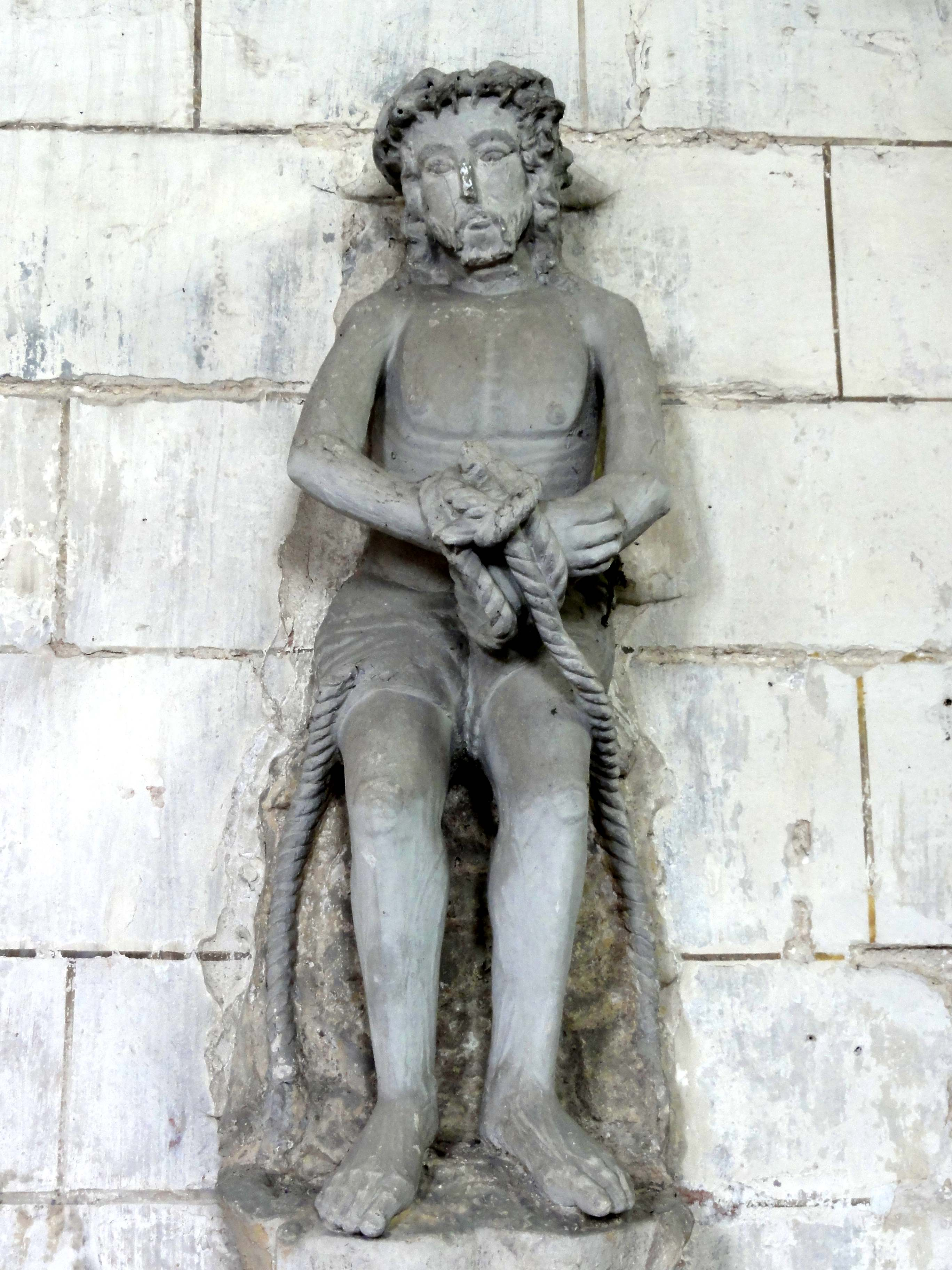
Ecce homo.
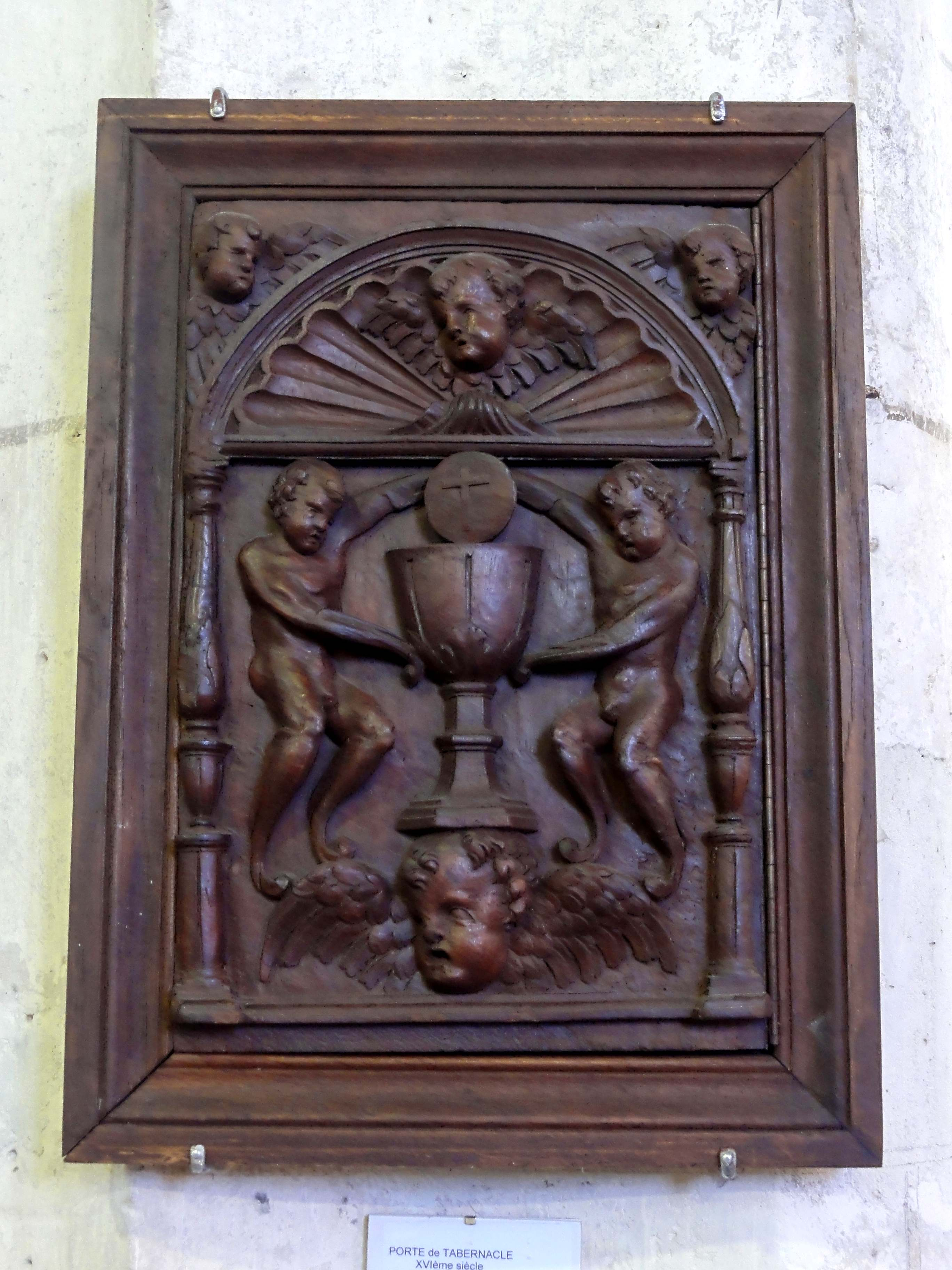
Porte de tabernacle.
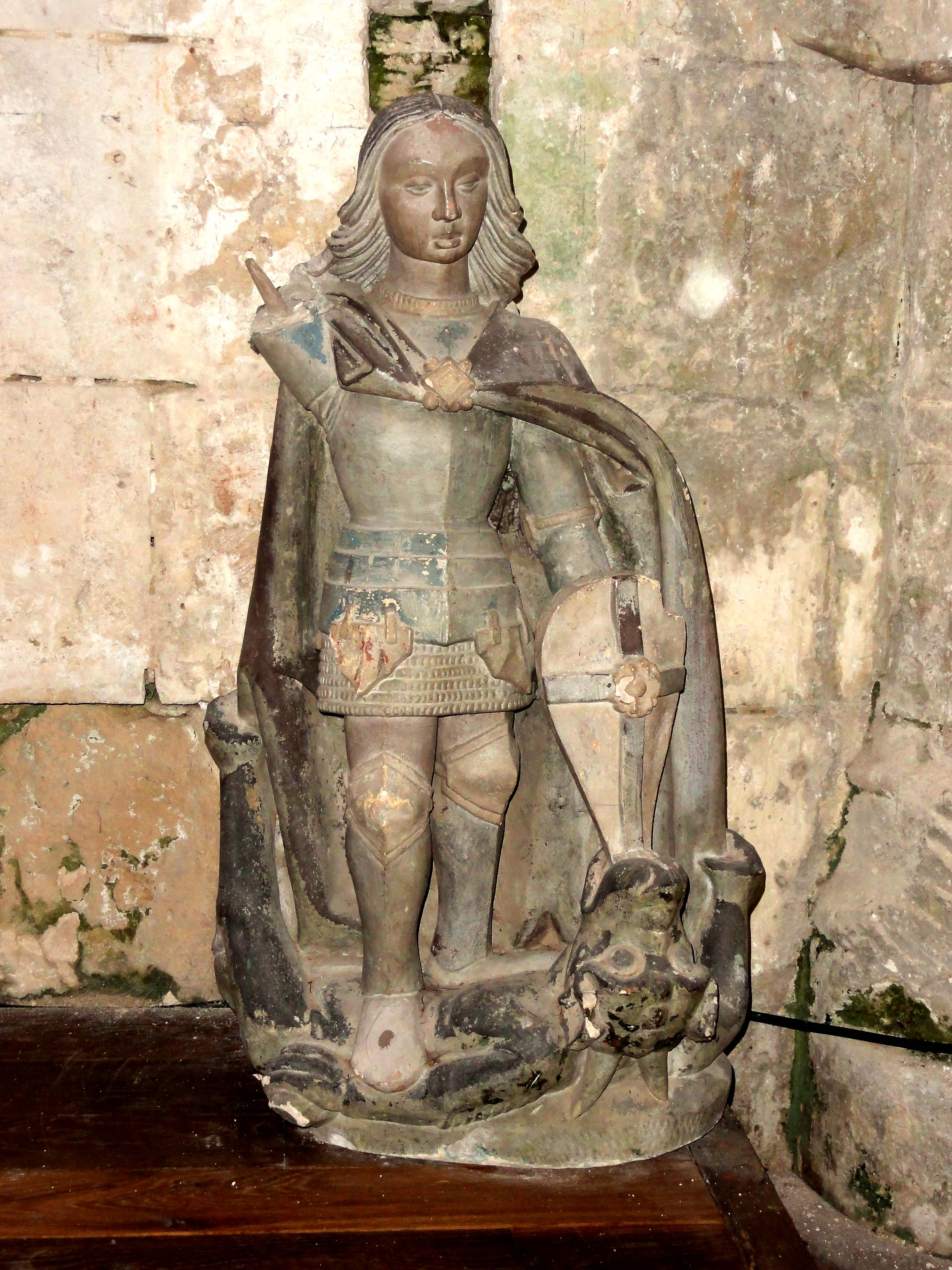
Saint Michel.
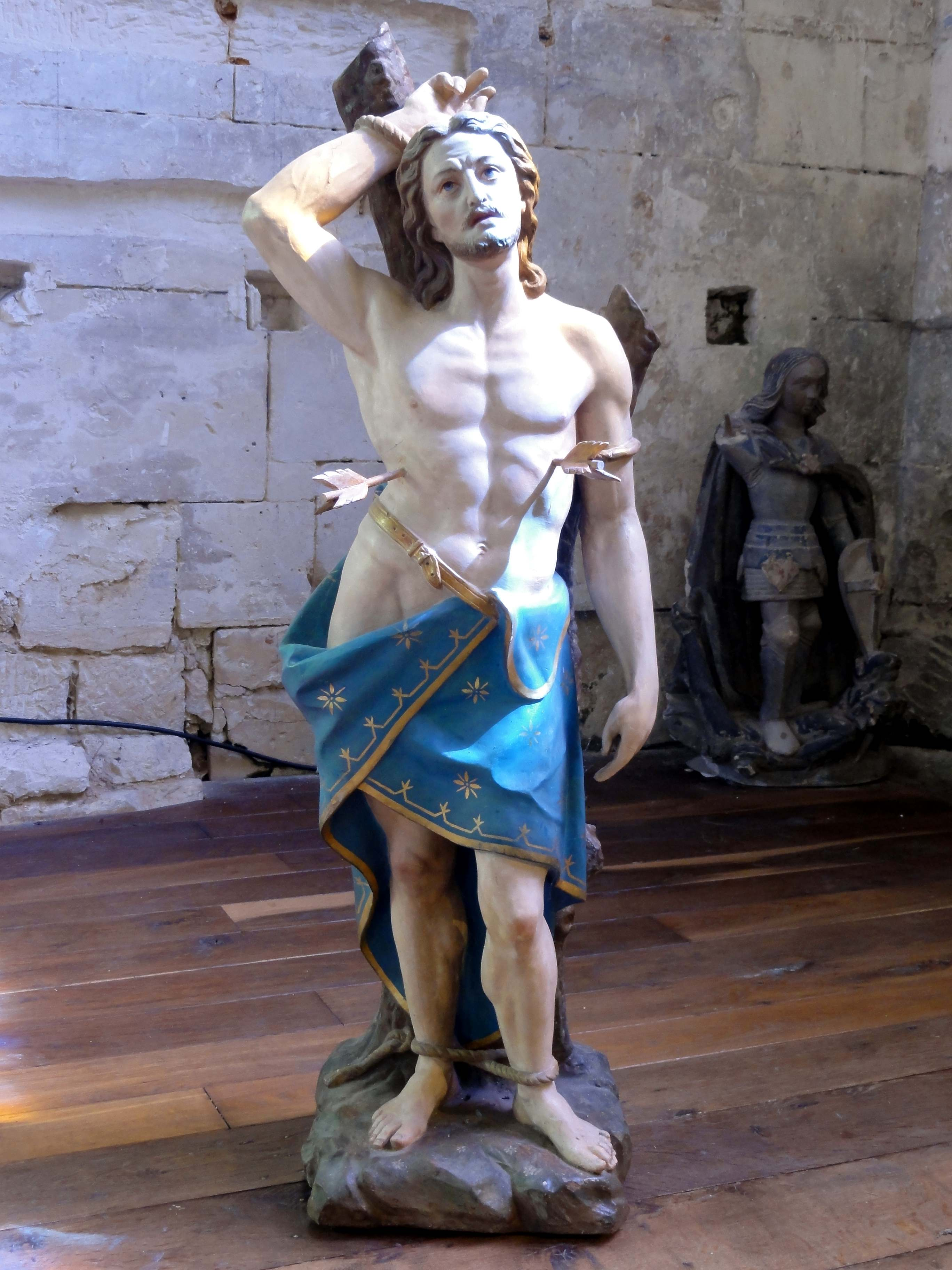
Saint Sébastien.
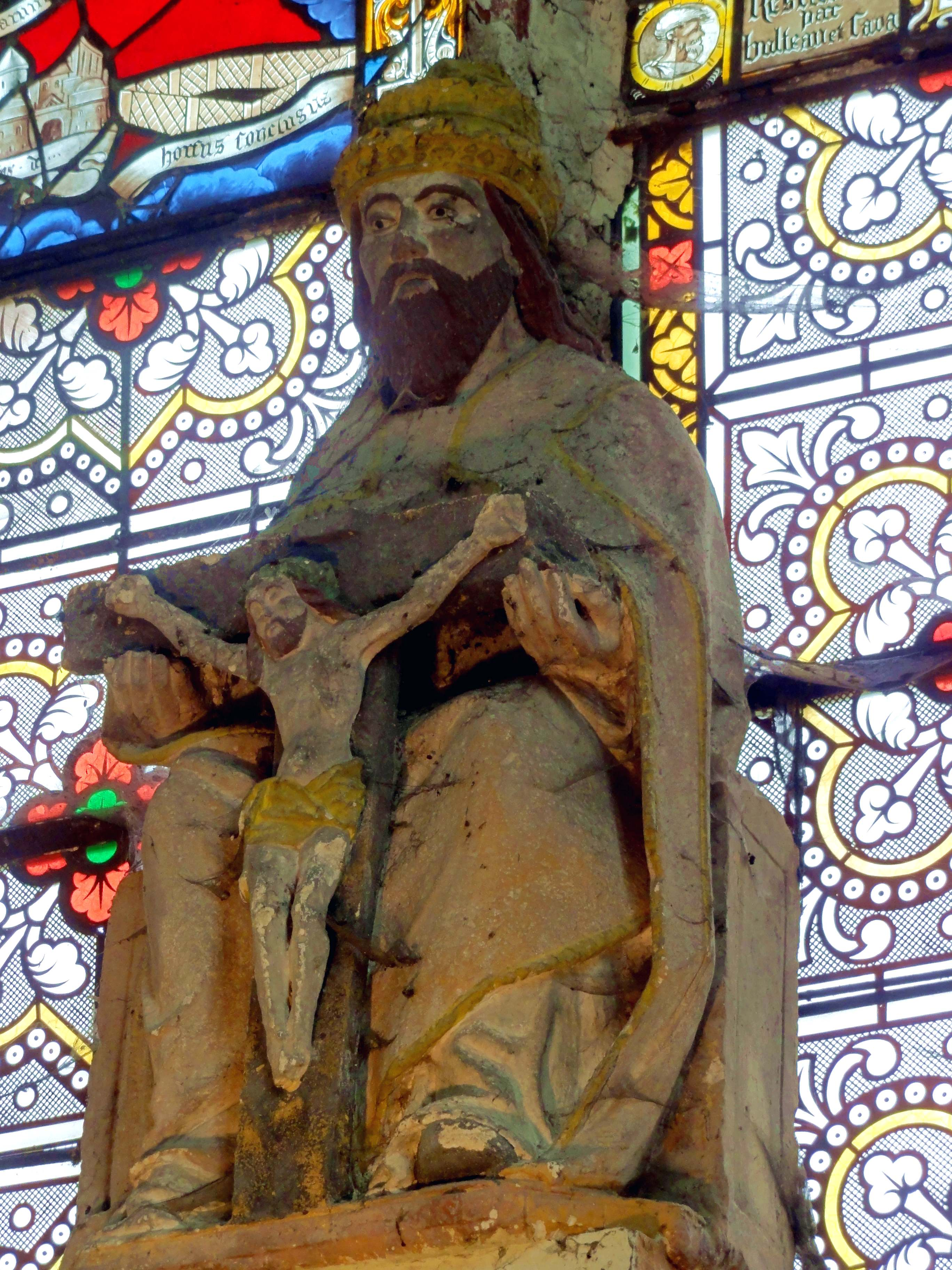
Trône de Grâce.
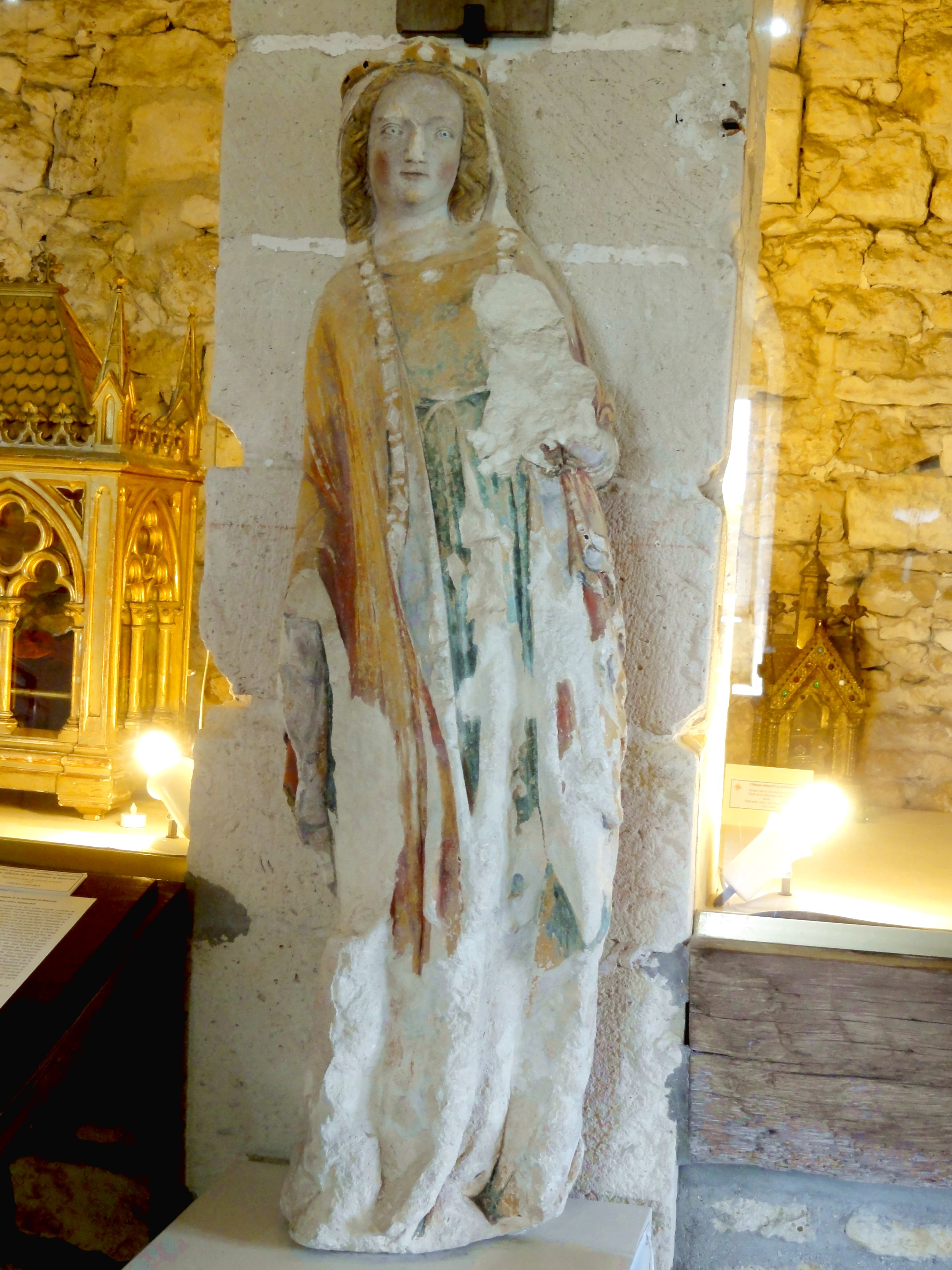
Vierge à l'Enfant.

### Vitraux

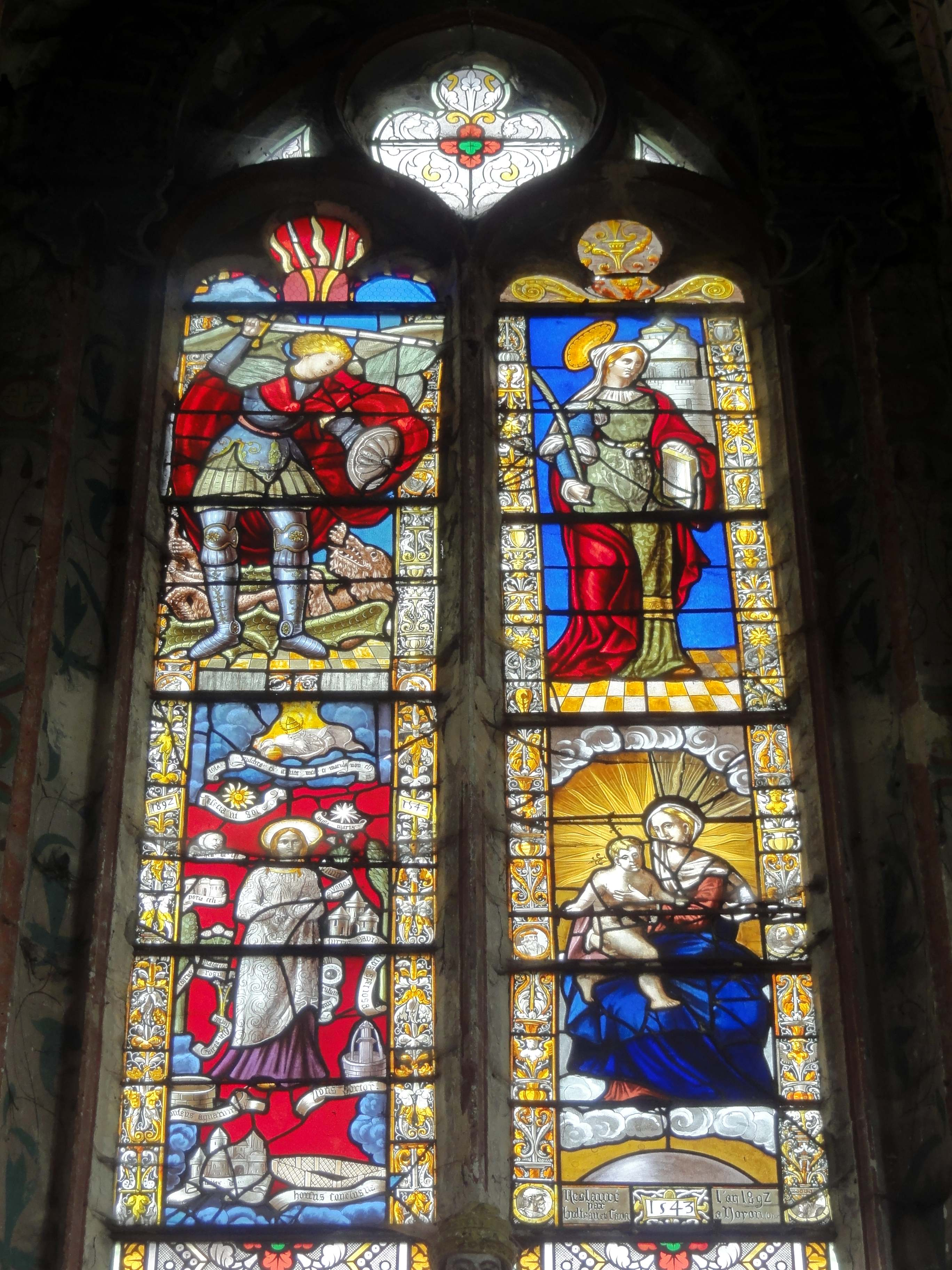
Verrière no 0.

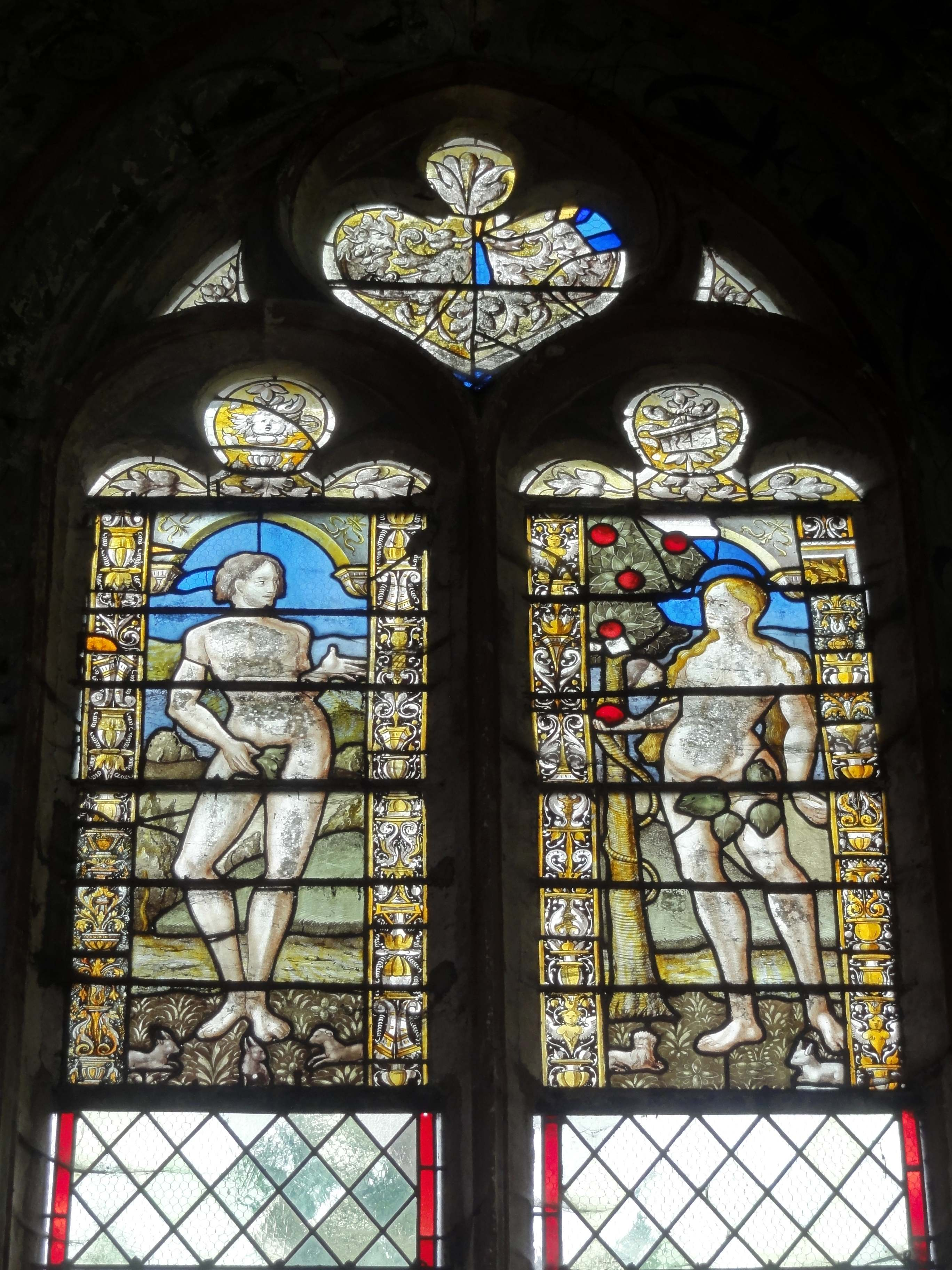
Verrière no 5.

- La verrière d'axe du chevet (no 0) est celle qui comporte la plus grande portion de vitraux de la Renaissance. Il s'agit du registre médian et du registre supérieur des deux lancettes, avec une superficie de 280 cm sur 140 cm environ. Le tympan de la lancette de gauche est rapporté. Les motifs sont les suivants, de gauche à droite et du haut vers le bas : saint Michel en armure de chevalier terrassant le dragon ; sainte Barbe tenant la palme du martyre et un livre fermé, et en arrière-plan, la tour où elle fut enfermée ; Dieu le Père (en haut) et les Litanies de la Vierge ; et la Vierge à l'Enfant, assise sur une nuée et entourée de rayons de lumière. Les motifs de chacune des lancettes sont encadrés par des bordures ornementaux réalisées en grisaille et jaune d'argent, qui ne sont pas homogènes, et font alterner vases, candelabres, volutes, sibylles, et quelques médaillons représentant des portraits en profil. Le motif en haut à gauche (saint Michel) déborde seul sur les bordures. Les dates de 1892 et 1542 sont inscrites sur les bordures de la lancette de gauche, et en base de la lancette de droite, la date de 1543 se lit au milieu de l'inscription « Restauré / l'an 1892 / par / Bulteau et Cava / à Noyon (Oise) ». Les deux dates de 1542 et 1543 sont des inscriptions réalisées en 1892 d'après des dates trouvés sur des fragments qui n'ont pas été récupérés. D'importantes restaurations ont dû avoir lieu après 1892. En 1926 en effet, M. Rayon précise que les deux panneaux supérieurs sont incomplets, et mentionne la présence incongrue d'un personnage dans la partie inférieure du panneau de saint Georges. Depuis, la figure a disparu, et les deux panneaux ont été complétés[16].
- Le soufflet de la baie du pan nord-est de l'abside (no 1) représente la Résurrection de Jésus-Christ. On le voit triomphant devant son tombeau, revêtu d'un léger manteau rouge agité par le vent, tenant une croix de procession dans sa main gauche, et faisant un geste implorant par sa main droite, sous les regards éberlués de trois soldats[17].
- Le soufflet, les mouchettes et les tympans des lancettes de la baie au nord de l'abside (no 3) comportent des fragments de bordures et de couronnements mis en place dans des verres blancs modernes. Ils représentent des feuillages, des palmettes et un homme vert, et s'apparentent aux vitraux ornementaux en haut de la baie suivante[18].
- La verrière au nord de la travée droite du chœur (no 5) conserve des vitraux de la Renaissance dans le soufflet et les mouchettes, et sur le registre supérieur des deux lancettes, soit une superficie 180 cm sur 140 cm environ. Ici les motifs ornementaux occupe une place particulièrement importante, et le soufflet et les tympans des lancettes comportent uniquement des palmettes et des feuilles d'acanthe de style Renaissance. Le panneau de gauche représente Adam nu devant un fond paysager, sur un pré où l'on voit quelques petits agneaux. Le panneau de droite Ève, avec une longue chevelure blonde, également nue devant un fond paysager, à côté d'un pommier, l'arbre de la tentation. Le serpent, enroulé autour du tronc, a une tête humaine (apparemment rapportée), et est en train de parler à Ève, qui s'est déjà servi d'une pomme. La date de 1543 se lit sur le tympan de la lancette de droite. Les vitraux ont été restaurés en 1892, et surtout après 1926, car lors du passage de M. Rayon, ils étaient en très mauvais état, et l'ensemble de cette baie était maintenu en place à l'aide de planches de bois[19].
- La verrière nord du croisillon nord (no 9) représentait initialement un arbre de Jessé, comme en témoignaient encore récemment les inscriptions « Achaz » et « Manassé » signalés par Bonnet-Laborderie et Callais. M. Rayon note en 1926 deux rois et trois anges. Seuls deux anges subsistent aujourd'hui, à savoir dans les mouchettes à gauche et à droite du tympan[13],[20].

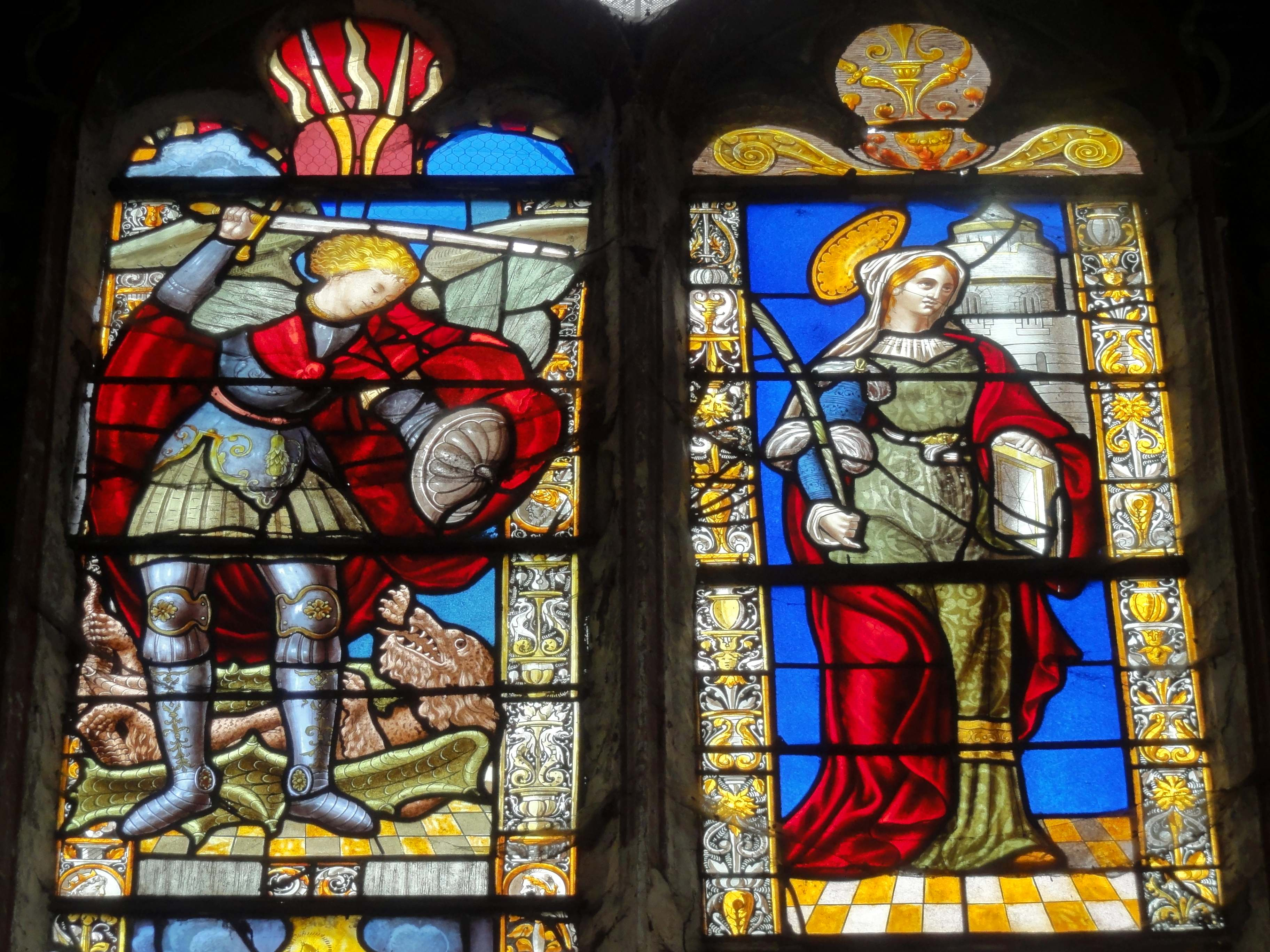
Verrière no 0, registre supérieur.
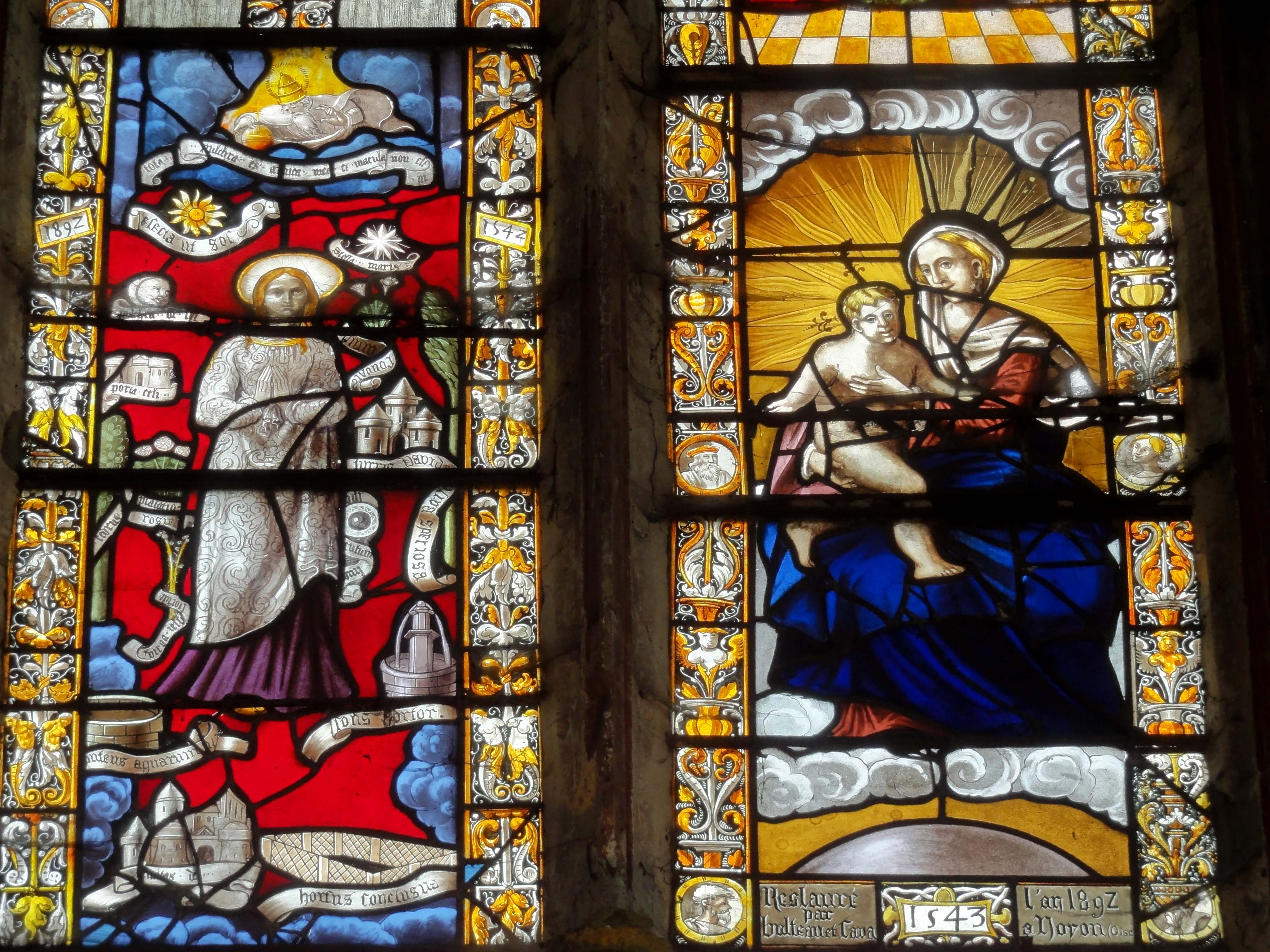
Verrière no 0, registre médian.
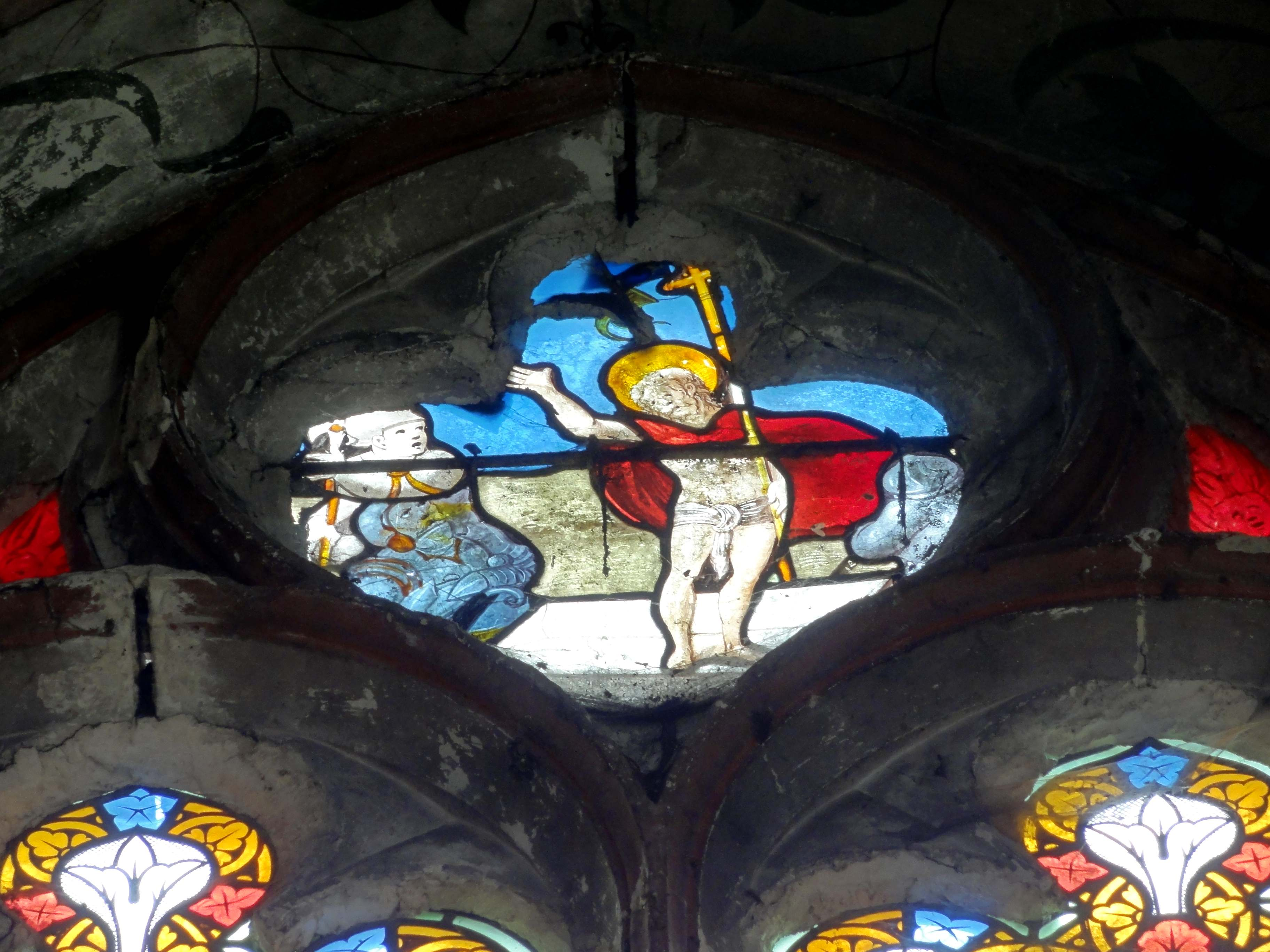
Verrière no 1.
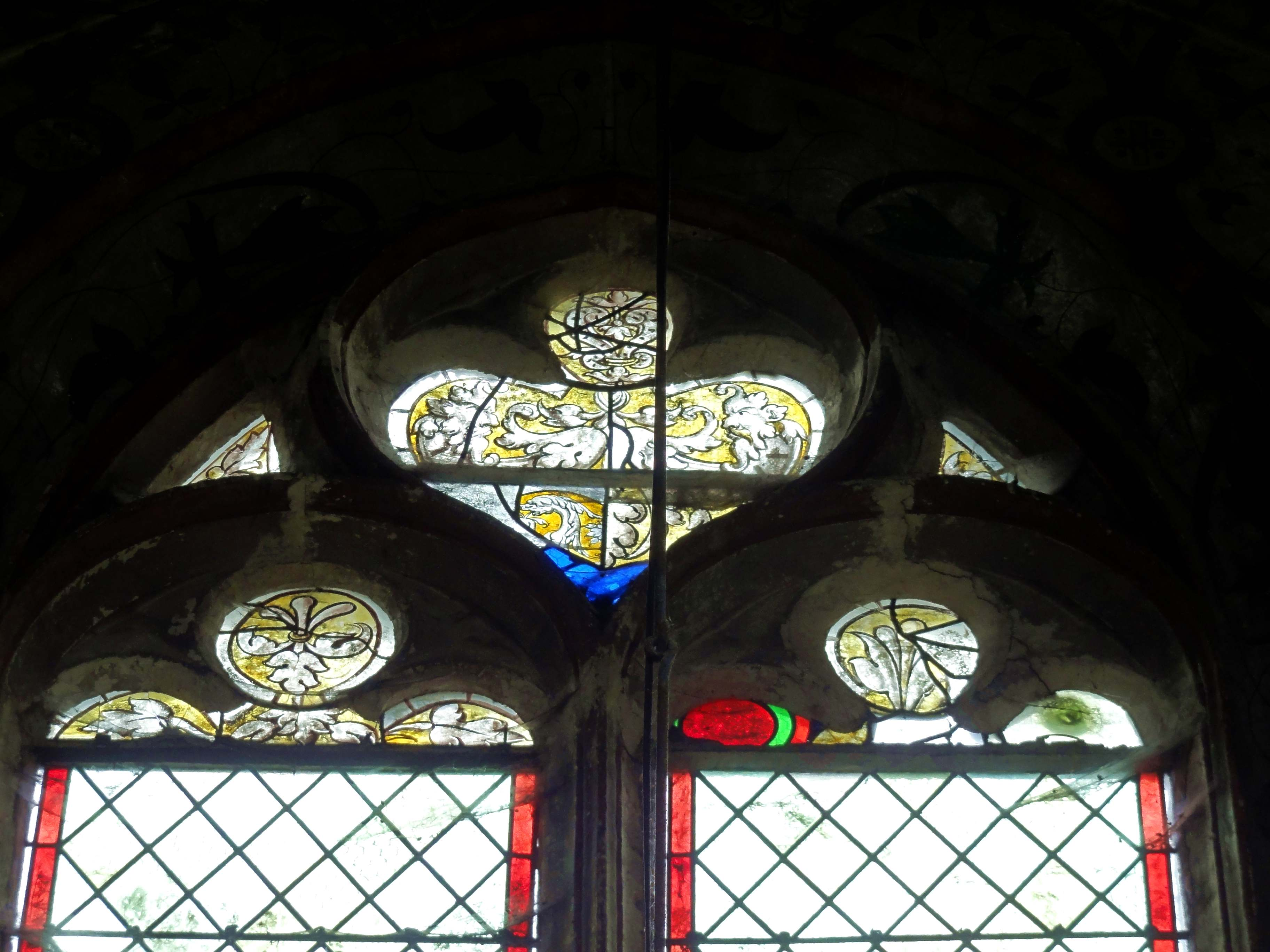
Verrière no 3.
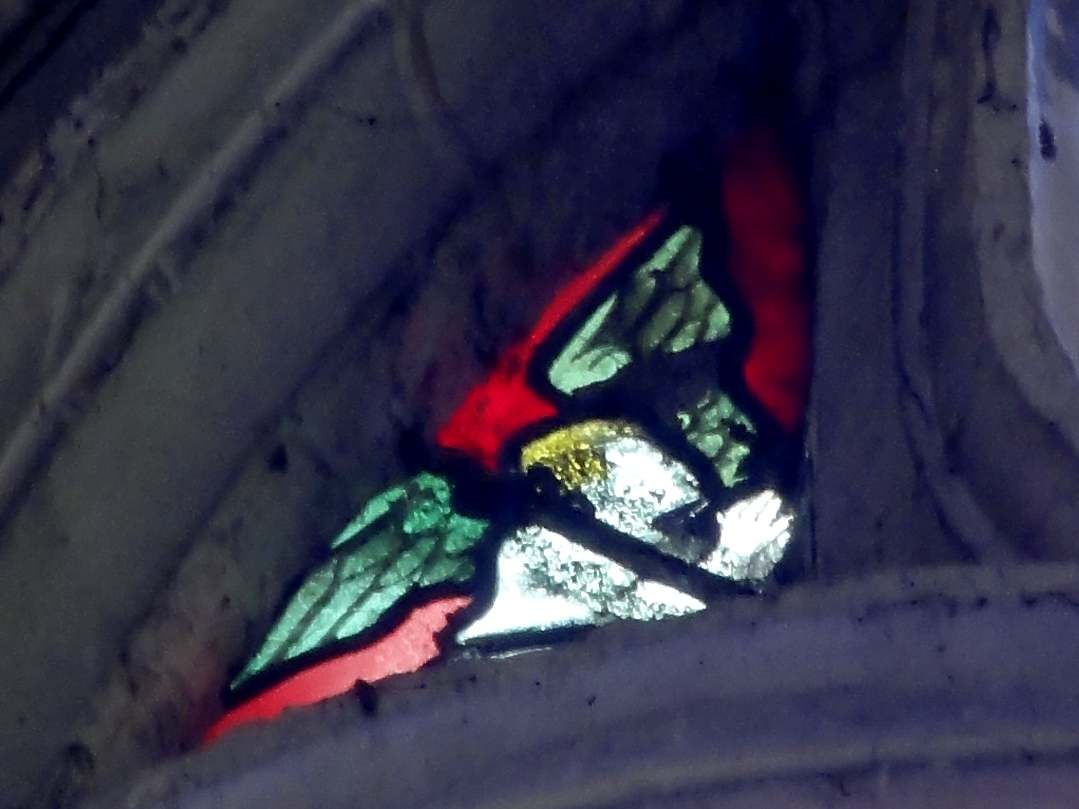
Verrière no 9.
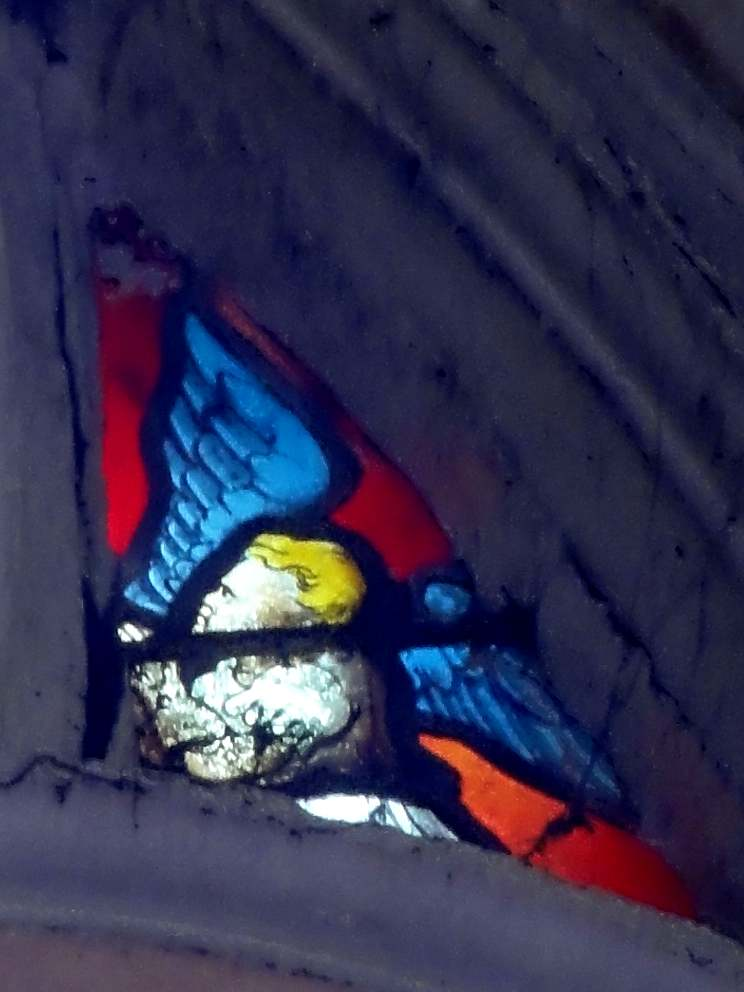
Verrière no 9.